# Marl

Logo der Stadt Marl

Marl ist eine große kreisangehörige Stadt im nördlichen Ruhrgebiet in Nordrhein-Westfalen. Mit 84.331 Einwohnern (Stand 31. Dezember 2022) nimmt sie auf der Liste der größten Städte Deutschlands den hundertsten Rang ein und ist die zweitgrößte Stadt des Kreises Recklinghausen im Regierungsbezirk Münster. Laut Landesentwicklungsplan ist Marl ein Mittelzentrum
und gehört zur Metropolregion Rhein-Ruhr.
Schon vor der Verleihung der Stadtrechte im Jahr 1936 erlebte die heutige Große Mittelstadt einen raschen wirtschaftlichen sowie kulturellen Aufstieg und entwickelte sich innerhalb von 60 Jahren von einem westfälischen Dorf beinahe zu einer Großstadt. Noch heute ist die Stadt von den Branchen Chemie und Bergbau geprägt und beheimatet mit dem Chemiepark Marl einen der größten Chemie-Verbundstandorte in Europa. Mit der Zeche Auguste Victoria war Marl bis 2015 die drittletzte Steinkohlebergbaustadt Deutschlands. Bundesweit bekannt ist Marl vor allem für das hier ansässige Grimme-Institut.

## Geographie

Marler Stadtteile und statistische Bezirke

### Lage
Marl liegt am Südrand der Haard und des Naturparks Hohe Mark-Westmünsterland entlang des fließenden Übergangs vom Ruhrgebiet zum Münsterland. Die Nordgrenze fällt meist mit dem Verlauf des Flusses Lippe zusammen. Rund 60 % der Stadtfläche sind Felder, Forstflächen, Gewässer, Park- und Grünanlagen.
Die heutige Stadt Marl ist erst in der Industrialisierung entstanden, vor allem durch die Zechen Brassert und Auguste Victoria sowie durch die Chemischen Werke Hüls. Dabei schließt das Stadtgebiet nicht nur den Großteil des früheren Amtes Marl, sondern auch an die Stadt herangewachsene Teile der früheren Landgemeinde Recklinghausen und der früheren Gemeinde Oer im östlichen Drittel des heutigen Stadtgebiets.
Nachdem die meisten Stadtteile seit jeher nach den Bauerschaften und ehemaligen Gemeinden benannt wurden, auf deren Gebiet sie lagen, hat die Stadt Marl ca. im ersten Jahrzehnt des 21. Jahrhunderts das Stadtgebiet in neue statistische Bezirke gegliedert, über die regelmäßig Daten erhoben werden, und bezeichnet die statistischen Über-Bezirke als „Stadtteile“. Da diese jedoch in Namensgebung und Grenzziehung zum Teil erheblich von natürlichen, historischen und siedlungsgeschichtlich gewachsenen Grenzen sowie dem Bewusstsein der Bürger der Stadt abweichen, werden sie nachfolgend den historischen Stadtteilen gegenübergestellt.

### Statistische Bezirke
Die Stadtverwaltung Marl gliedert die Stadt in die folgenden als Stadtteile bezeichneten statistischen Über-Bezirke, die, vom Chemiepark abgesehen, offenbar derart zugeschnitten wurden, dass sie jeweils um 10.000 Einwohner haben; mit je vorangestellter zweistelliger Kennziffer (in Klammern die Einwohnerzahlen am 31. Dezember 2020):
| - 11 Stadtkern (7.803) - 12 Alt-Marl (9.610) - 13 Brassert (11.152) | - 14 Drewer-Nord (9.074) - 15 Drewer-Süd (9.447) | - 21 Hüls-Nord (6.615) - 22 Hüls-Süd (12.380) - 30 Marl-Hamm (9.443) | - 40 Chemiezone (0) - 50 Polsum (4.597) - 60 Sinsen-Lenkerbeck (7.782) |

Diese Stadtteile gliedern sich weiter in je vier bis sechs statistische Bezirke, bei Polsum sind es nur deren zwei und in der Chemiezone existiert keine weitere Unterteilung. Die auf 1 beginnenden Stadtteile gehörten dem früheren Amt Marl an, alle anderen gehörten bis 1926 zum Amt Recklinghausen.
Diese Stadtteile und statistischen Bezirke haben wenig mit den alten Gemarkungen zu tun. Sie gliedern die Stadt in der Hauptsache nach durch Straßen und Bahnlinien geschnittenen Segmenten, in denen zum Beispiel die für Hüls und Drewer zentrale Victoriastraße/Bergstraße die beiden Stadtteile zweiteilt. Da überdies das alte Zentrum von Lenkerbeck de facto von Westen an Hüls herangewachsen ist und durch die Trasse der A 43 gut vom Ostteil Lenkerbecks abgetrennt ist, verteilt sich Lenkerbeck nominell auf drei „Stadtteile“, von denen es nur in einem namentlich auftaucht.
Nachfolgend werden nur die statistischen Über-Bezirke dargestellt; für Details siehe Stadtgliederung Marls#Tabellarische Übersicht.
| Statistischer Bezirk | historisch                                                                                             | Nr. | Fläche [km²] | Einwohner | EW /km² | Lage (innerhalb der Übereinheit) | Bemerkungen |
| -------------------- | --- | --- | ------------ | --------- | ------- | -------------------------------- | --- |
| Stadtkern            | - Marl - Drewer (O) - Brassert (NW)                                                                    | 11  | 1,938        | 7803      | 4026    | südwestliches Zentrum            | durchgängig bebautes neues Stadtzentrum; Segmentierung durch die Bahnstrecke Gelsenkirchen-Buer Nord–Marl Lippe (SW–NO) und Hervester Str./Willy-Brandt-Allee(NW–SO) |
| Alt-Marl             | - Marl - Frentrop (W bis S) - Drewer (S bis O)                                                         | 12  | 12,450       | 9610      | 772     | Südwesten                        | Gebiet um das Zentrum des alten Dorfes Marl, südwestlich des neuen Stadtkerns; der besiedelte Teil im Norden wird in N–S-Richtung segmentiert durch den Sauerbruchkanal sowie die Barkhausstraße und endet im SO an der Bahnstrecke Gelsenkirchen-Buer Nord–Marl Lippe; die B 225 trennt vom besiedelten Teil einen Südteil ab und bildet weiter westlich die Siedlungsgrenze; Nordgrenze zu Brassert ist die Hervester Straße                                                                       |
| Brassert             | - Brassert - Frentrop (W) - Lippe (NW)                                                                 | 13  | 13,304       | 11152     | 838     | Nordwesten                       | fließend in Stadtkern (O, Sickingmühler Straße/Kampstraße) und Alt-Marl (S, Hervester Straße) übergehend; der besiedelte Teil wird in N–S-Richtung durch die Brassertstraße, der Westteil nochmal durch die Schachtstraße in SW–NO-Richtung segmentiert; ebenfalls in SW–NO-Richtung trennt die A 52 einen äußeren Nordostteil ab, der mehr als die Hälfte der Fläche einnimmt und in großen Teilen bewaldet ist                                                                                     |
| Drewer-Nord          | - Drewer - (NW: Brassert, Oelde)                                                                       | 14  | 2,695        | 9074      | 3367    | nördliches Zentrum               | verbindet den Stadtkern nach N, jenseits der Gaußstraße, mit dem Chemiepark (A 52); Segmentierung durch Rappaportstraße (S–N) und Bahnstrecke Gelsenkirchen-Buer Nord–Marl Lippe (SW–NO); der gut die Hälfte der Fläche einnehmende Mittelteil wird noch einmal in W–O-Richtung durch eine ehemalige Bahntrasse geteilt |
| Drewer-Süd           | - Drewer                                                                                               | 15  | 3,007        | 9447      | 3142    | südöstliches Zentrum             | östliche (jenseits der Herzlia-Allee) Fortsetzung des Stadtzentrums bis zum Loekampbach; Segmentierung durch die Breddenkampstraße (O–W) und den Freerbruchbach (S–N) |
| Hüls-Nord            | - Hüls - Lenkerbeck (O) - Drewer (W)                                                                   | 21  | 3,681        | 6615      | 1797    | Osten                            | Nordostteil des Siedlungsgebietes Marls, der Drewer-Nord jenseits des Lipper Weges und, weiter nördlich, jenseits der Bahnstrecke Gelsenkirchen-Buer Nord–Marl Lippe fortsetzt; Südgrenze zu Hüls-ist die der Victoriastraße; mehr als die Hälfte der Fläche nimmt im Osten das ehemalige Zechengelände von Zeche Auguste Victoria I/II ein, der Westen wird in W–O-Richtung von einer Güterzugtrasse segmentiert; der Süden des Westteils wird zusätzlich vom Loemühlenbach in S–N-Richtung geteilt |
| Hüls-Süd             | - Drewer (NW) - Hüls (N) - Lenkerbeck (NO) - Korthausen (SO) - Löntrop (S)                             | 22  | 7,456        | 12380     | 1660    | Südosten                         | Ostteil der Besiedlung Marls und Südteil von Hüls südlich der Victoriastraße; Westgrenze zu Drewer-Süd ist der Loekampbach, jedoch ist der dorthin gewandte Südwestteil kaum besiedelt; Segmentierung in NW–SO-Richtung durch die Hülsstraße; vom Südwestteil wird nochmals durch den Norden der Loekampstraße das Zentrum von Hüls abgetrennt, der Nordostteil wird durch den Ovelheider Weg in SW–NO-Richtung segmentiert; Ostgrenze ist die A 43                                                  |
| Marl-Hamm            | - Herne (NO) - Sickingmühle (W) - Oelde (nur äußerster SW) - Lenkerbeck (nur unbewohnter äußerster SO) | 30  | 11,870       | 9443      | 796     | Nordosten                        | äußerster Nord(-ost-)en der Besiedlung Marls, durch den Silvertbach an einem schmalen Korridor von Hüls-Nord getrennt; nach Osten bis zur Bahnstrecke Wanne-Eickel–Hamburg reichend, nach Norden bis zur Lippe und nach Westen an die Chemiezone angrenzend |
| Chemiezone           | - Oelde - Lippe (W)                                                                                    | 40  | 9,025        | 0         | 0       | Norden                           | besteht zu mehr als zwei Dritteln aus dem Chemiepark Marl; im Nordwesten, an den Auen der Lippe, Naturschutzgebiete |
| Polsum               | - Polsum                                                                                               | 50  | 7,804        | 4597      | 589     | äußerster Südwesten              | altes Dorf am Ortsausgang Richtung Gelsenkirchen(-Buer); deutlich von der eigentlichen Bebauung Marls abgetrennt |
| Sinsen-Lenkerbeck    | - Lenkerbeck (W) - Sinsen (O) - Speckhorn (nur äußerster S)                                            | 60  | 14,389       | 7782      | 541     | äußerster Osten                  | durch die A 43 separierter Ostteil, in der Nordhälfte durchgehend bewaldet; nur korridorartig durch Viktoriastraße/Bahnhofstraße in W–=-Richtung mit Alt-Lenkerbeck, Hüls und Marl verbunden |

Innerhalb des zusammenhängenden Hauptsiedlungsgebietes der Stadt (ohne Polsum), an das Sinsen und Sickingmühle korridorartig angeschlossen sind, liegt die Siedlungsdichte auffällig konstant um 5.000 Einwohner/km² und steigt nur an zentralen Orten auf etwa 10.000.

### Historische Ortsteile

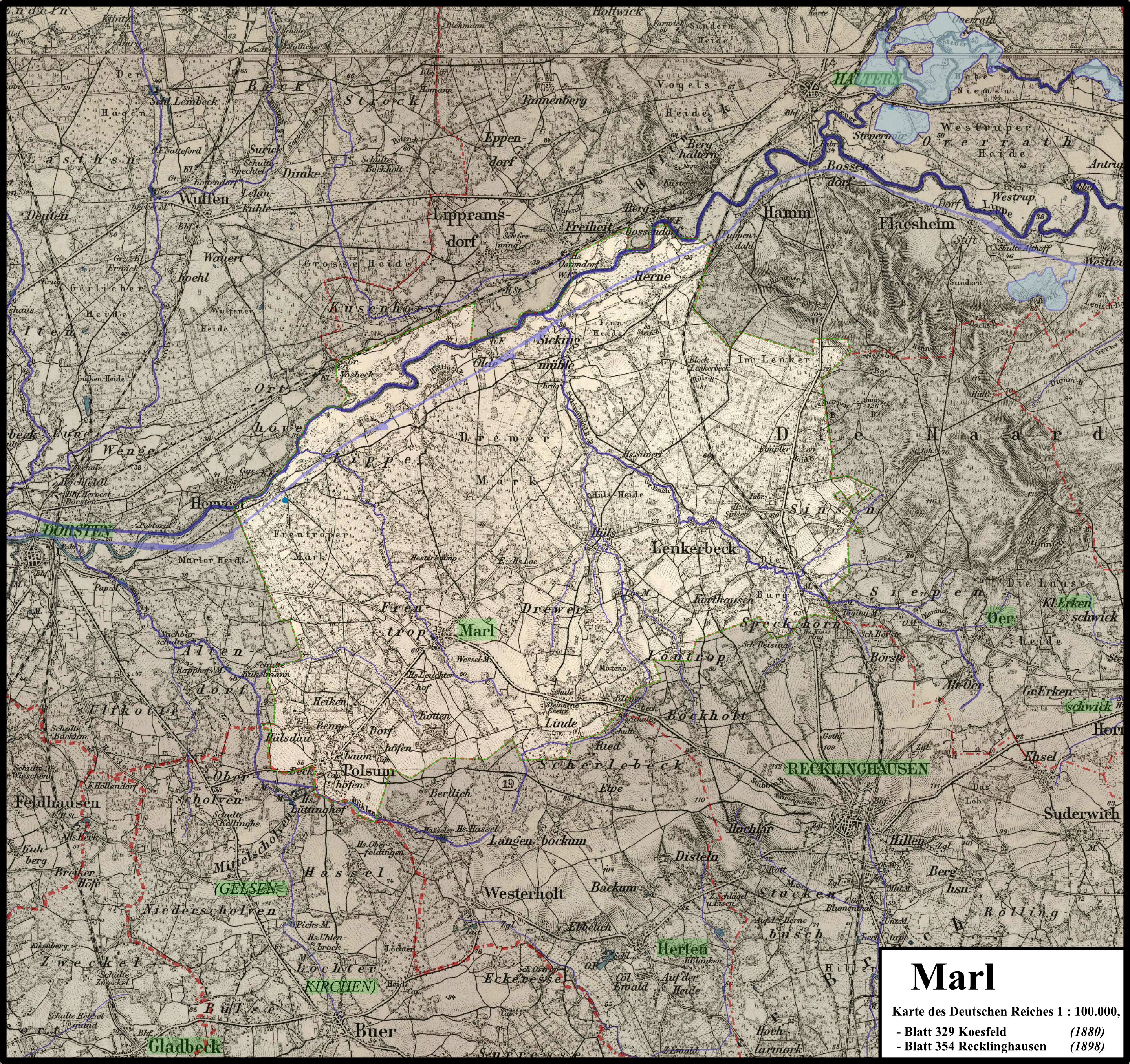
Marl Ende des 19. Jahrhunderts

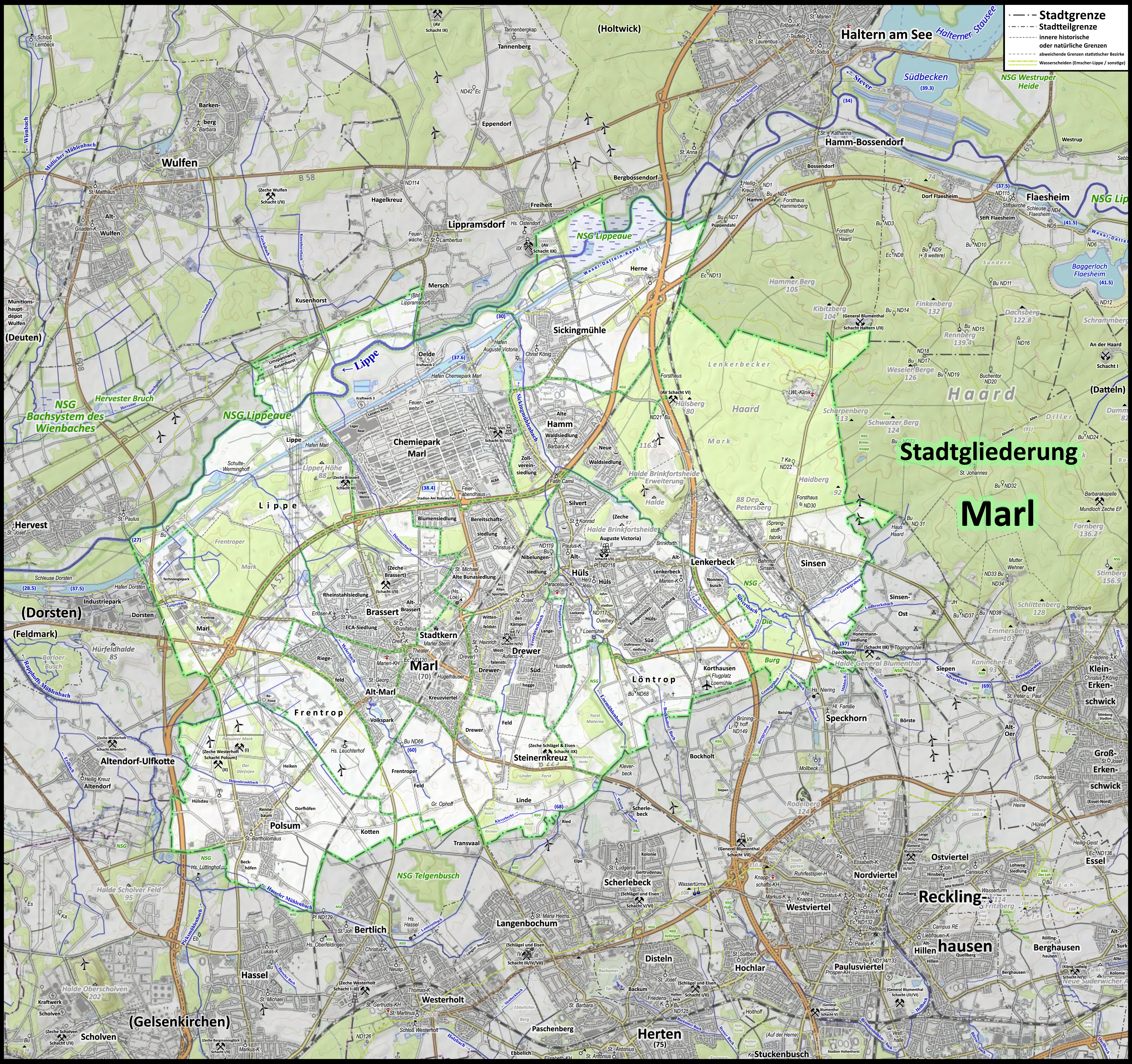
Gliederung in historische und gewachsene Stadtteile

Die heutige Gliederung Marls ist eine rein statistische nach Straßensegmenten, die in der Namensgebung insbesondere erheblich von den historischen Bauerschaften und Ortsteilen abweicht. Im Nachfolgenden werden die namentlich bekannten, historischen Ortsteile den heutigen statistischen Bezirken zugeordnet, die im Regelfalle Teile von mehreren namentlichen Stadtteilen beinhalten. Quellen sind:
- Topographische Karte der Kreise des Regierungs-Bezirks Muenster, Blatt 08 - Kreis Recklinghausen (1845)
- Preußische Uraufnahme, Blätter Marl und Recklinghausen (1842)[9]
- Preußische Neuaufnahme / Messtischblätter
  - Blatt Marl 1892[9] / 1894 / 1907 / 1913 / 1921[10] / 1925[11] / 1931 / „1936–1845“(≈1942)[9] / 1942 / 1949 / 1953 / 1959 / 1966 / 1972 / 1976 / 1980 / 1989 / 2000
  - Blatt Recklinghausen 1892[9] / 1894 / 1907 / 1921 / 1926 / 1931 / „1936–1845“[9] / 1942 / 1949 / 1959 / 1972 / 1980 / 1989 / 2000
- Karte des Deutschen Reiches 1 : 100.000, Ende 19. Jahrhundert (nebenstehend)
- Topographische Übersichtskarte des Deutschen Reichs 1 : 200.000, Blatt Wesel 1939[12][13]
- Karte der Stadtteile Marls zwischen 1841 und 1975[14]
- Karte der statistischen Bezirke Marls, Stand April 2010[8]

#### Übersicht
Die Haupt-Wohnstadtteile Marls sind, von West nach Ost, innerhalb eines Unterpunktes von Süd nach Nord:
- Marl und Brassert
- Drewer (Süd und Nord)
- Hüls und Marl-Hamm
- Lenkerbeck
- Sinsen

Die West-Ost-Hauptschlagader Marls, die Bergstraße, zieht sich von der Nordspitze des eigentlichen Marl über Drewer-Nord, Hüls (ab hier Victoriastraße) und Lenkerbeck (ab der A 43 Bahnhofstraße) nach Sinsen (ab der Halterner Straße Schulstraße).
Nach Norden werden die Kernortschaften von den Bauerschaften Lippe, Oelde, Sickingmühle und Herne gerahmt, nach Südwesten bis Osten von Frentrop, den Wohnplätzen Steinernkreuz und Linde, Löntrop, Korthausen und dem Nordwesten der hauptsächlich in Recklinghausen, zu kleinen Anteilen (Süden der Honermann-Siedlung) auch in Oer-Erkenschwick gelegenen Bauerschaft Speckhorn. Im Südwesten steht das Dorf Polsum und östlich davon der Weiler Kotten.

#### Statistische Bezirke vs. alte Stadtteile
Für eine Darstellung der Problematik der konkreten statistischen Bezirke und deren Zusammenfassung in Stadtteile sowie Zuordnungen zwischen beiden siehe Stadtgliederung Marls.

#### Historische Besiedlung
Marl liegt auf dem Gebiet von fünf ehemaligen Gemeinden, nämlich Marl nebst Brassert und Drewer im Westen, Polsum im Südwesten und Hamm auf dem Gebiet der ehemaligen Gemeinde Hamm im Norden (alle ehemals Amt Marl), Teilen der Landgemeinde Recklinghausen nebst Hüls und Lenkerbeck im Osten und Sinsen als Teil des Kirchspiels Oer im äußersten Osten. Die Haupt-Wohnstadtteile wuchsen erst mit der Industrialisierung zusammen.
Bis 1907 war aus dem spätestens 1898 verzeichneten Haltepunkt Sinsen ein Bahnhof geworden, von dem aus ein Gleis zur 1899 gegründeten Zeche Auguste Victoria in Hüls abzweigte; größere Siedlungen des heutigen Stadtgebiets waren nur Alt-Marl (Friedhof an der Hochstraße bereits 1892 eingezeichnet) und Polsum; Lenkerbeck war ein Streudorf, das größtenteils an der Victoriastraße und im Norden der Hülsbergstraße lag. Zwischen 1907 und 1913 waren die Bahngleise bis weiter zur 1910 in Betrieb genommenen Zeche Brassert ausgebaut.
Im Jahr 1921 waren Brassert und Hüls nebst der bereits bestehenden Silvertsiedlung nördlich der Gleise bereits die Hauptsiedlungen, in denen mehr Menschen als in den Dörfern wohnten. Spätestens 1921 sind auch Drewer-Nord und Drewer-Süd getrennt beschriftet, jedoch beide noch sehr bauerschaftlich besiedelt; der Lipper Weg war inzwischen besiedelt, nördlich der Bahngleise zumindest an der Westseite. Die Grenze zwischen beiden ist nicht, wie es die heutigen Stadtbezirknamen suggerieren, die Bergstraße, sondern Paul-Schneider-Straße und Breddenkampstraße. Lenkerbeck hatte inzwischen einen Friedhof (heute St. Marien), ebenso Brassert (heute Alter Friedhof).
Bis zum Jahr 1925 wurde dann die Bergstraße von Hüls bis Mitte/Brassert fertiggestellt. Sie war bis dato nur als schlecht ausgebauter Weg vom Haus Loe (im Bereich des Albert-Schweitzer-Gymnasiums, siehe #Drewer) bis zum Lipper Weg vorhanden gewesen, der, über das Gelände der späteren Paracelsus-Klinik, in die Langehegge überging, während die Viktoriastraße, wie namentlich heute noch, an der Römerstraße endete, die im Bereich der Paracelsusklinik auf Lipper Weg und Langehegge traf. Die Enkesiedlung im westlichen Anschluss Drewers an Hüls wurde an der Heyerhoffstraße und der Kinderheimstraße eröffnet, bis zu diesem Jahr wurden auch die Bahngleise zum späteren Chemiewerk von der Bahntrasse Hüls–Brassert abgezweigt, von denen auf der Karte von 1921 nur etwa 100 m eingezeichnet waren. Davon abgesehen war Drewer weiterhin rein bauerschaftlich besiedelt. 1926 wurden alle rechts des Loemühlenbachs gelegenen Teile mit Sinsen, Lenkerbeck und Hüls eingemeindet.
Im Jahr 1936 erlangte Marl die Stadtrechte, 1938 wurden die Chemischen Werke Hüls (1938) gegründet. Zum Zeiten des Kriegs (1942) war Drewer-Nord bereits Siedlungsgebiet und füllte allmählich die Lücke zwischen Hüls und Brassert. Insbesondere waren, nördlich der Gleise nach Brassert, der Westteil der Bereitschaftssiedlung und der Westteil der Blumensiedlung entstanden; die Nibelungensiedlung und, südlich der Bergstraße, die Siedlungen an In den Kämpen und Heisterkampstraße, die durch die Erzbahntrasse getrennt waren (zusammen stat. Bezirk „Drewer-Süd-Zentrum“) waren fast abgeschlossen. Im Südteil gab es nur, im äußersten Nordosten (bei Hof Hustedde, siehe #Drewer), die kleine Siedlung zwischen Breddenkampstraße und Im Brauk (Letztere beidseitig besiedelt). Hüls war nach Südosten bis zum Ovelheider Weg, der historischen Grenze zu Löntrop, besiedelt; allerdings war laut Einzeichnungen in den Messtischblättern das Gebiet südöstlich des Wegs zwischen 1907 und 1913 von Löntrop an Hüls gegangen. Lenkerbeck war zu Kriegsbeginn fast nur um den diesseitigen Teil der Droste-Hülshoff-Straße angewachsen. Nördlich der Silvertsiedlung war auf dem Gebiet des heutigen Stadtteils Marl-Hamm die Zollvereinsiedlung entstanden.
Seit dem Zweiten Weltkrieg schlossen sich weitere Lücken; in Marl-Hamm stand 1949 bereits der Ostteil der Alten Waldsiedlung, 1953 dann auch Teile der Neuen, während die Zollvereinsiedlung allmählich westlich der Carl-Duisberg-Straße erweitert wurde. Die deutliche Trennung von Alter und Neuer Waldsiedlung erfolgt aber erst durch den Bau der Bahntrasse zwischen 1959 und 1966, was zwischen 1972 und 1976 dann durch die Trasse der A 52 verstärkt wurde. 1975 kamen Polsum (ohne Bertlich) und das sich bis dato schon als Stadtteil entwickelt habende Hamm nach Marl.
Insbesondere aber plante Marl die Erstellung einer „modernen“ Innenstadt mit dem 1967 fertig gestellten Rathaus Marl, Hochhäusern wie dem 1972 erbauten und 2006 abgerissenen Goliath Marl und dem 1974 eröffneten Marler Stern. Deutlich prägten auch neugeschaffene Verkehrswege das Stadtbild wie die Rappaportstraße (zwischen 1976 und 1980 vierspurig ausgebaut und um die Herzlia-Allee verlängert) als Nord-Süd-Schlagader und der Ausbau der Bahnstrecke Gelsenkirchen-Buer Nord–Marl Lippe (1966 bereits eingezeichnet) nebst Inbetriebnahme des Haltepunktes Marl zur Eröffnung des Marler Stern. Die Viertel an der Kreuzstraße (1972 verzeichnet, 1976 mit Hügelhäusern, 1980 dann bei ausgebauter Willy-Brandt-Allee mit Schule) und das Planetenviertel (1980 nur östlich der Neptunstraße besiedelt und erst in den 1990ern komplett besiedelt) zwischen den Bahngleisen und der Herzlia-Allee entstanden, zu größeren Teilen auf altem Drewerer Gebiet, vergleichsweise spät, nachdem Drewer-Süd erst in den 1960ern zu einem Wohngebiet geworden war.
Noch deutlicher wirkte sich der Ausbau der A 43 Ende der 1970er auf den Stadtteil Lenkerbeck aus, da die Bahn in Nord-Süd-Richtung direkt über den alten Dorfkern lief. Seither zerfällt der Ortsteil deutlich in einen mit Hüls verwachsenen Westteil und einen an Sinsen angeschlossenen Ostteil (plus einen Nordwestteil rechts des Silvertbachs). Die Siedlung am Nonnenbusch war zwischen 1959 und 1966 bereits in bewusstem Abstand von der geplanten Autobahn erschlossen; die 1748 an der Kreuzung zwischen Bahnhofstraße und Hülsbergstraße errichtete Marienkapelle musste bereits 1962 den kommunalen Plänen zum Ausbau der Bahnhofstraße weichen und war letztmals 1966 auf dem Messtischblatt Marl eingezeichnet.

#### Alt-Marl

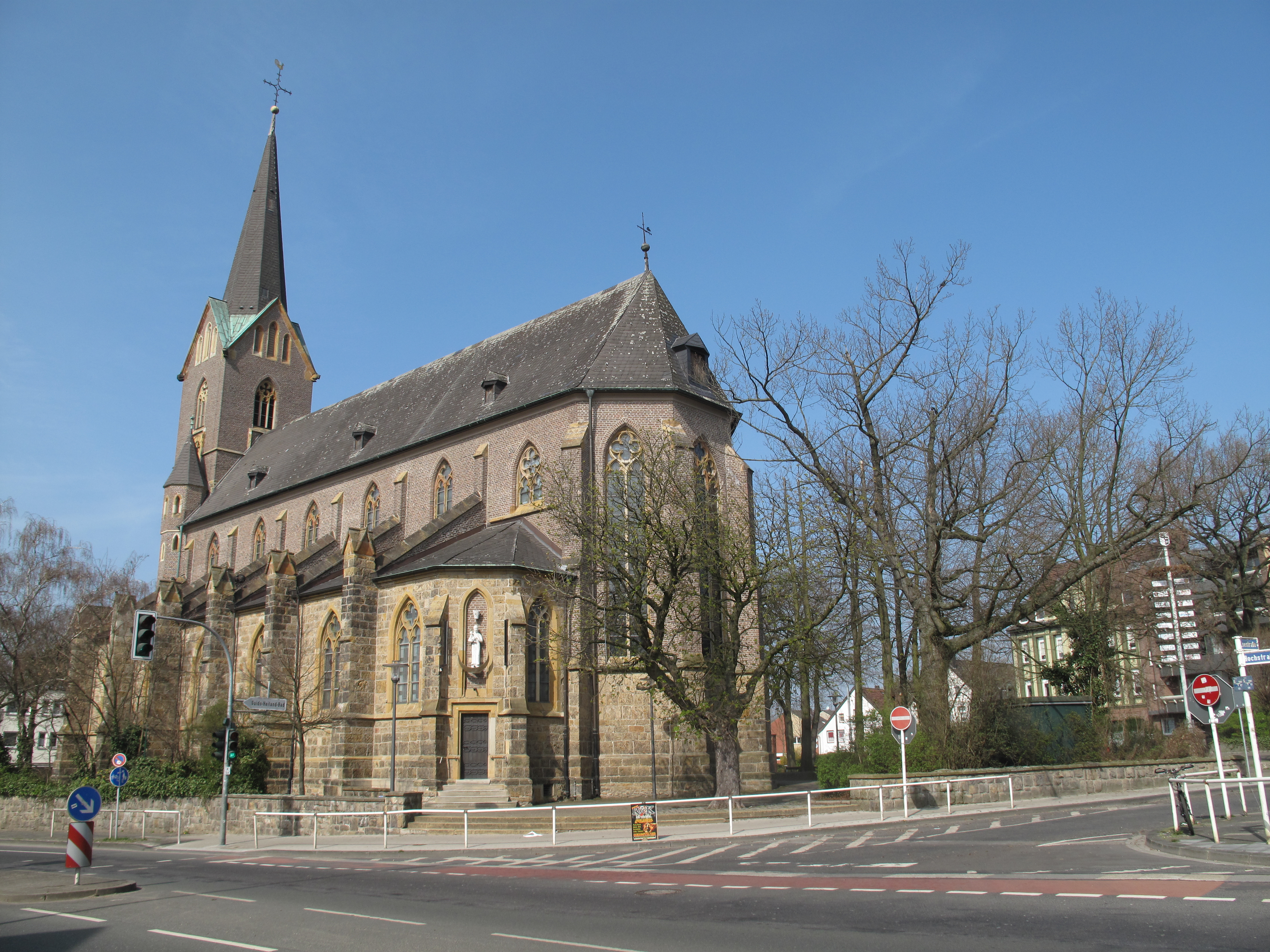
St. Georg

Mit Alt-Marl wird heute zumeist der Siedlungsteil Marls südlich der noch zweispurigen Hervester Straße und westlich der Barkhausstraße/Brassertstraße verstanden, südlich der Hochstraße nach Osten bis zur Bahnlinie nach Buer reichend. Dieser Teil war bereits vor dem Krieg bebaut (im Osten durchgängig, im Westen lückenhaft), während der Teil zwischen Barkhausstraße und Eisenbahn erst mit der Errichtung von Rathaus und Marler Stern, parallel zur Erschließung der Kreuzstraße, erschlossen wurde.
Vom Kern Alt-Marls mit der 1859 eingeweihten, in Teilen noch deutlich älteren Kirche St. Georg (⊙) wird durch den Weierbach/Sauerbruchkanal das Riegefeld im Westen und durch die B 225 das Volksparkviertel im Süden abgetrennt.
Alt-Marl im engeren Sinne, d. h. ohne die eher zum Stadtkern zu rechnenden Gebiete östlich von Barkhausstraße und Brassertstraße, hat eine Fläche von rund 2 km²

#### (Neuer) Stadtkern

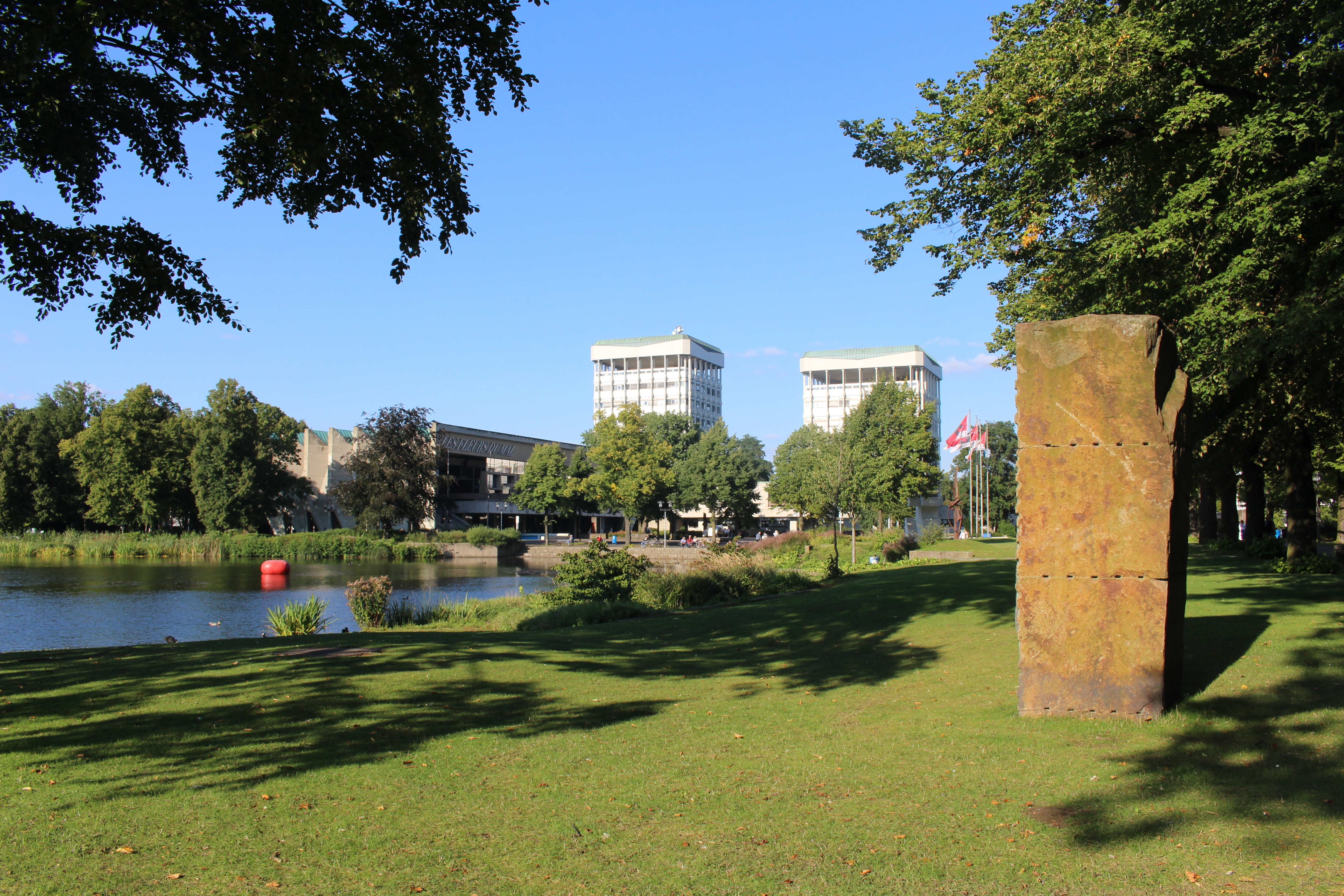
Citysee und Rathaus

Zusammen mit Rathaus (⊙) und Marler Stern nördlich der Hervester Straße wurden auch die Viertel zwischen Barkhausstraße und Bahnlinie ausgebaut sowie, östlich der Bahnlinie, das Viertel an der Kreuzstraße, das größtenteils auf früherem Drewerer Gebiet steht. Noch später wurde das Planetenviertel nördlich der neugeschaffenen Willy-Brandt-Allee ausgebaut, das praktisch komplett auf früherem Gebiet von Drewer(-Süd) steht.
Der statistische Bezirk „Stadtkern-Mitte“ liegt nur etwa zur Südost-Hälfte auf altem Marler Gebiet und ist tatsächlich neu entstanden. Es handelt sich um das Segment, das nach Nordwesten durch den Eduard-Weitsch-Weg (Südwestverlauf früher durch den heutigen Citysee) und nach Nordosten durch die Hagenstraße (früherer Südostverlauf bis zur Bergstraße) begrenzt wird und das in der Hauptsache den See, das Rathaus, das Amtsgericht, den Försterbusch sowie den Marler Stern und sich bis zum Herzlia-Center anschließende Geschäftshäuser enthält. In unmittelbarem Anschluss an das Zentrum liegen auf Brasserter Gebiet der Alte Friedhof, das Grimmeinstitut (Gebäude seit 1959 eingezeichnet), das Kulturzentrum Marschall 66 (ab 1972 als Schule eingezeichnet), das ehemalige Hallenbad (ab 1966 eingezeichnet) und das Hans-Böckler-Berufskolleg (ein Flügel bereits 1959, komplett dann 1966 eingezeichnet) sowie auf (Nord-)Drewerer Seite das Albert-Schweitzer-Gymnasium (bereits 1959 eingezeichnet) nebst Sportanlagen. Diese können mehr oder weniger als Teil des neuen Stadtkerns angesehen werden, nicht jedoch der Friedhof und die Wohnhäuser an Sickingmühler Straße, Kampstraße nebst Fritz-Haber-Straße und Gaußstraße, die bereits länger bestehen und Teil angrenzender Wohnsiedlungen sind.
Der Stadtkern enthält, inklusive der Teile unmittelbar östlich von Barkhausstraße und Brassertstraße, knapp 2 km².

#### Brassert

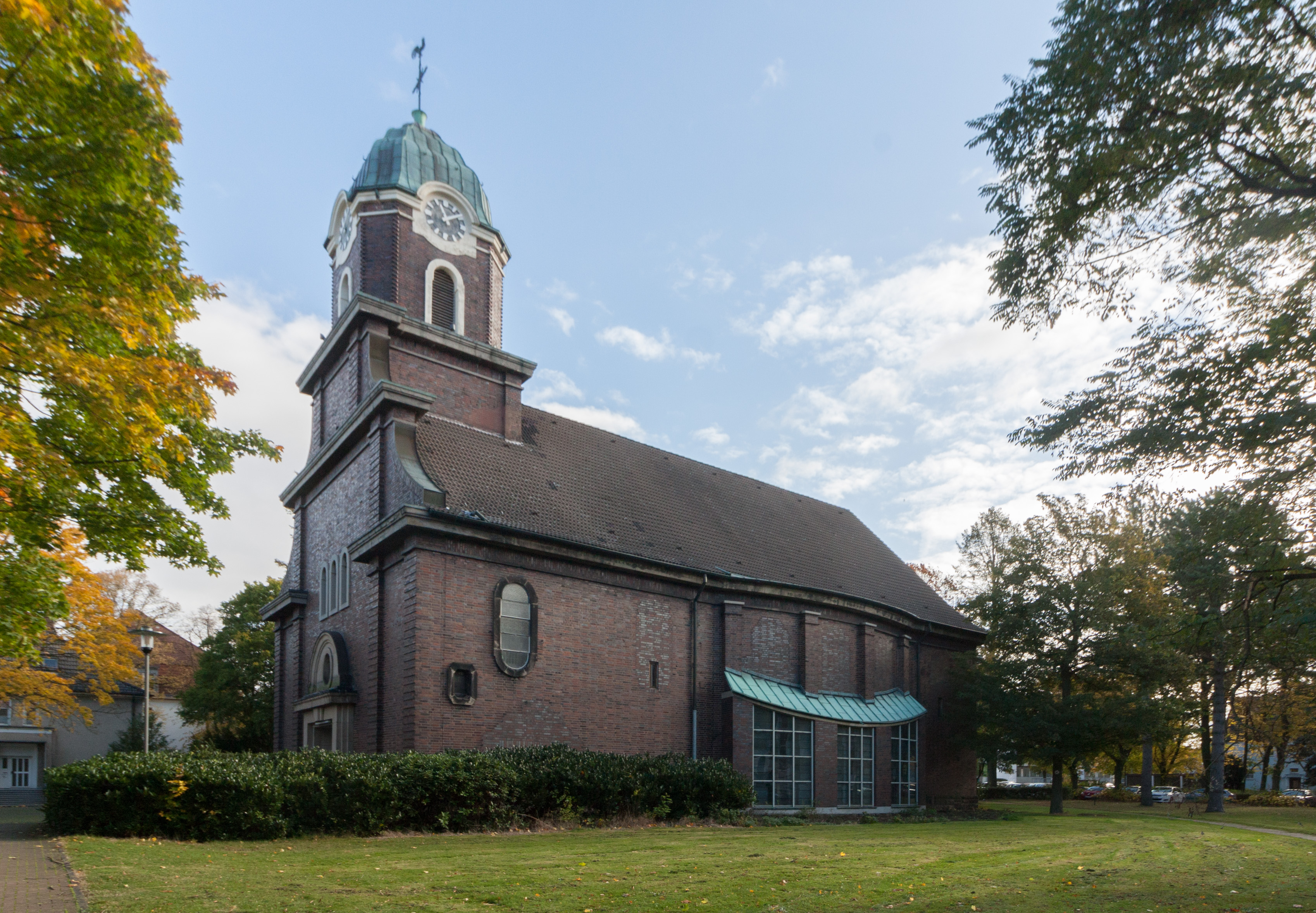
St. Bonifatius

Brassert, eine Wohnkolonie südlich und südwestlich der Zeche Brassert (⊙), bildet den Nordwestteil der Besiedlung Marls von der Hervester Straße im Süden an, nach Osten durch Eduard-Weitzsch-Weg, Hagenstraße und Kampstraße begrenzt, im östlichen Norden durch den Dümmerweg, jenseits dessen allerdings dessen Nordseite (Nr. 201–211) nebst sich anschließendem Hauptfriedhof (erst nach dem Krieg verzeichnet) jedoch noch hinzu zählen. Die 1919 eingeweihte Bonifatiuskirche (⊙) liegt im Südosten, unweit der Stadtmitte.
Brassert im engeren Sinne nimmt etwa 4,18 km² ein.

#### Drewer

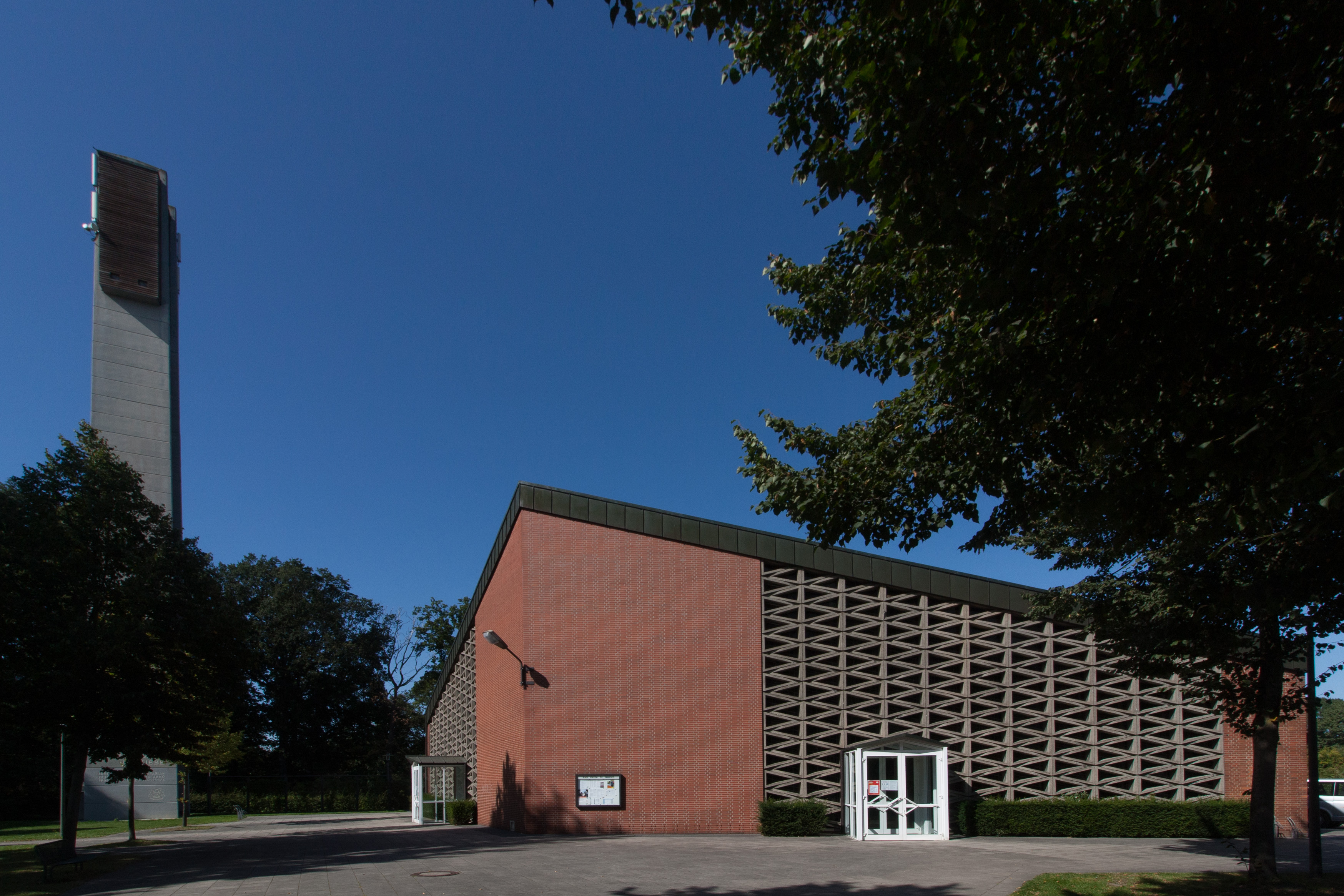
St. Heinrich

Drewer liegt in der Hauptbesiedlung Marls westlich zentral in etwa zwischen der Herzlia-Allee im südlichen Westen, fortgesetzt durch die Bahngleise aus Buer im nördlichen Westen und dem Loemühlenbach, der alten Grenze zwischen Recklinghausen-Land und Amt Marl, im Osten. Der äußerste Nordwesten Drewers mit Alter Bunasiedlung, Bereitschaftssiedlung und Blumensiedlung liegt jenseits der Bahnlinie. Der Nordosten des Stadtteils mit der 1955 eröffneten Paracelsusklinik (⊙) und dem erst 1971 eingeweihten Gymnasium am Loekamp schließt sich im Osten Drewers unmittelbar westlich an Alt-Hüls an.
In West-Ost-Richtung wird der Teil östlich der Eisenbahntrasse im Norden durch die Bergstraße und im Süden durch Paul-Schneider-Straße und Breddenkampstraße segmentiert; in Nord-Süd-Richtung segmentiert die ehemalige Erzbahntrasse den Teil nördlich der Breddenkampstraße, der Freerbuchbach und der Loekampbach segmentieren die Teile südlich der Bergstraße. Im Nordostteil Drewers trennt die ehemalige Bahntrasse nach Brassert die Bereitschaftssiedlung im äußersten Norden ab, von der allerdings die Troisdorfer Straße im Südosten jenseits der ehemaligen Trasse liegt.
Im alten Drewer lag, in Randlage zur damaligen Bewaldung der Drewer Mark, der Herrensitz Haus Loe (⊙), unmittelbar auf dem Gebiet des heutigen Albert-Schweitzer-Gymnasiums. Er wurde 1864 durch seinen letzten Besitzer, den Herzog von Arenberg, abgerissen. Der namensgebende Hof Drever lag im Südwesten, am heutigen Übergang der Pommern- in die Neptunstraße (⊙). Er musste zwischen 1976 und 1980 dem Neubau der Herzlia-Alle weichen, an deren Vorgängerstraße er lag. Ein weiterer wichtiger Hof, zwischen Hof Drever und der Loemühle (⊙) am Ostrand gelegen, war Hustedde (ab 1959 „Hustedte“) an der Südseite der Breddenkampstraße, von der Preußischen Erstaufnahme bis zum Messtischblatt von 1980 durchgehend auf Karten eingezeichnet.
Ein Zentrum im Wortsinne hat Drewer nicht – die wichtigsten Einrichtungen liegen auf voller Länge der Hüls und Mitte verbindenden Bergstraße. Am ehesten liegt das Zentrum im Bereich der 1951 eingeweihten katholischen Josefskirche (⊙), der die evangelisch-freikirchliche Friedenskirche auf der Nordseite der Bergstraße schräg gegenübersteht. Die sehr dezentral gelegene, 1952 eingeweihte evangelische Christuskirche im Süden des Bereitschaftsviertels wurde im Jahr 2016 entwidmet. Drewer-Süd ist zur Stadtmitte orientiert, die 1962 eingeweihte Heinrichskirche steht unweit der Herzlia-Allee, die evangelische Auferstehungskirche am Nordrand von Drewer-Süd (Breddenkampstraße).
Drewer nimmt eine Fläche von rund 8,5 km² ein.

#### Hüls

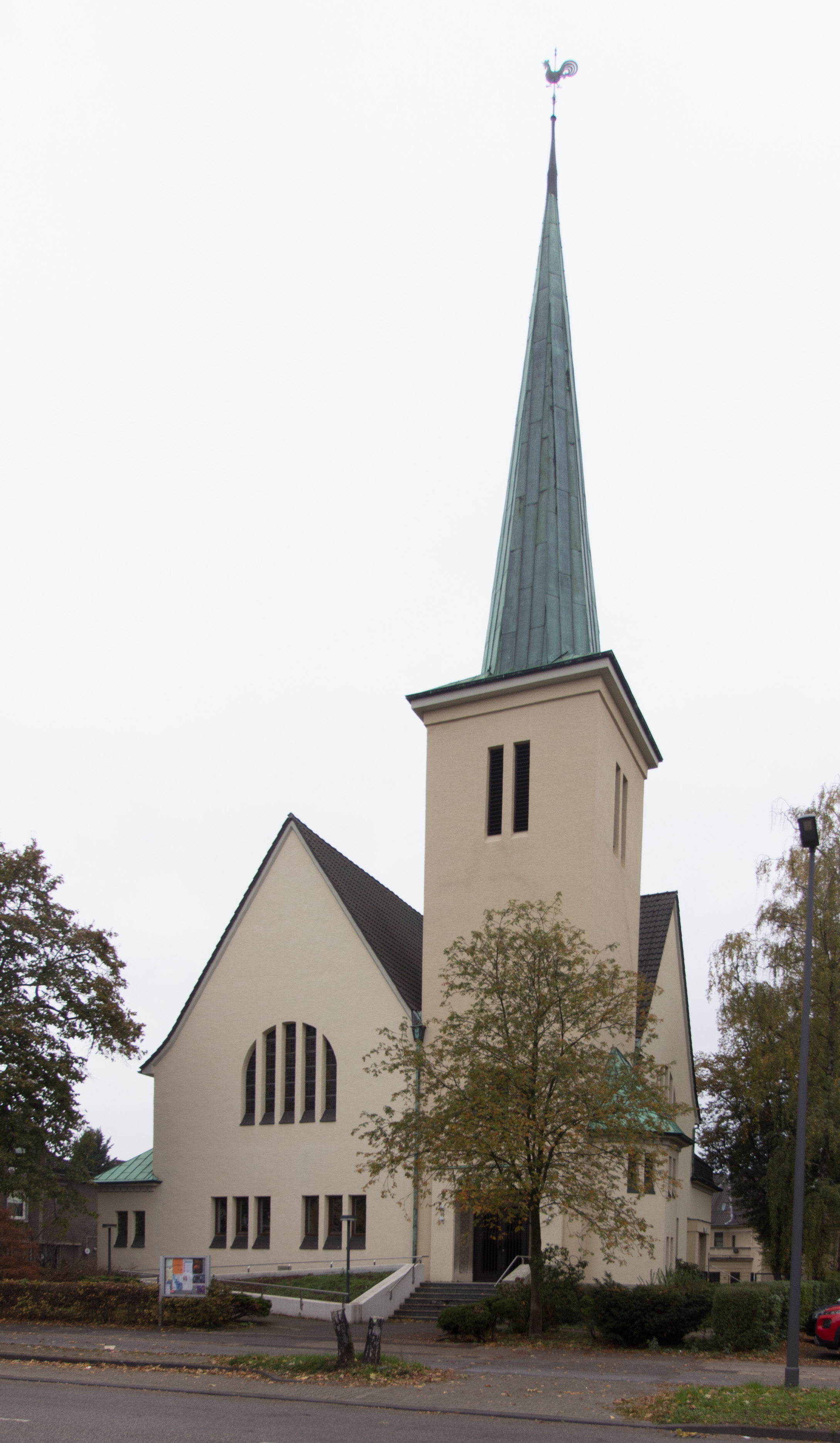
Pauluskirche

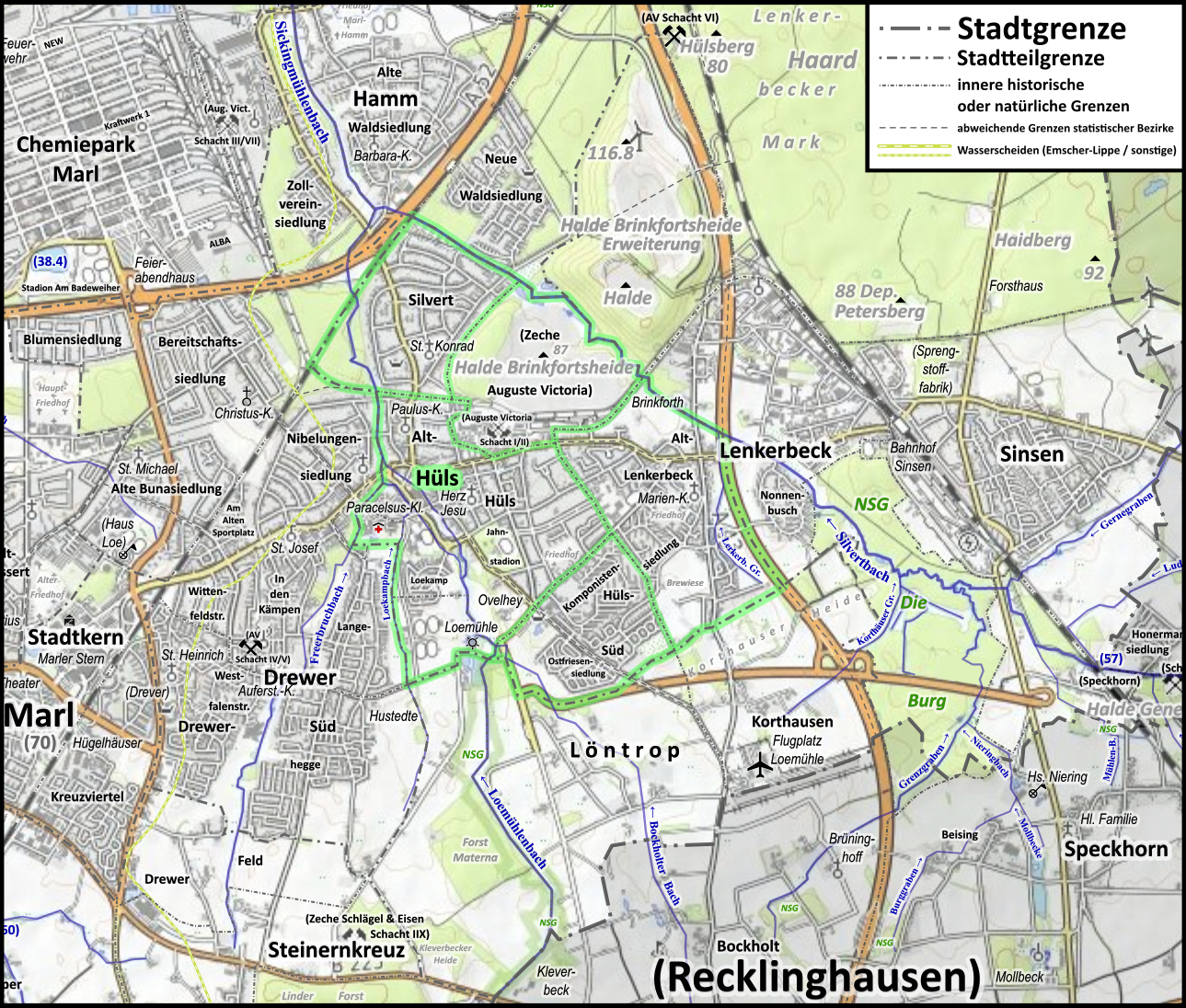
Karte des Stadtteils Hüls

Hüls liegt, südlich, westlich und nördlich der auf der ehemaligen Brinkfortsheide errichteten Zeche Auguste Victoria (SchachtI/II, ⊙), in der Hauptbesiedlung Marls östlich zentral. Der Stadtteil wird im nördlichen Westen durch den Loemühlenbach, nach Süden ab der Mündung des Freerbruchbachs durch diesen und südlich der Paracelsusklinik (die man hinzurechnen könnte, obgleich sie historisch knapp außerhalb liegt) durch den Loekampbach begrenzt. Im Süden bilden Breddenkampstraße, Loemühlenweg, Ovelheider Weg, Lipperandstraße und Löntroper Grenzweg eine scharfe Grenze zu Löntrop im weiteren Sinne, nach Osten grenzen schließlich A 43 und weiter nördlich der Silvertbach von Sinsen-Lenkerbeck ab.
Mit dem Westteil von Lenkerbeck, der sich an das alte Hülser Gebiet innerhalb der beschriebenen Grenzen östlich jenseits der Georg-Herwegh-Straße anschließt, ist der Stadtteil inzwischen verwachsen, sodass der Westteil Lenkerbecks heute als Teil der Hülser Siedlungen Alt-Hüls und der Komponistensiedlung, die sich südöstlich des Ovelheider Wegs anschließt, angesehen werden kann. Dabei erstreckt sich Alt-Lenkerbeck auf Teile von beiden, und der Lenkerbecker Friedhof sowie die alten Häuser an der Hülsbergstraße und die Kolonie am Steigerturm standen „in der Komponistensiedlung“, lange bevor es sie gab. Die Martin-Luther-King-Gesamtschule liegt, unmittelbar an der ehemaligen Bauerschaftsgrenze, auf Lenkerbecker Seite. Das im Kern deutlich jüngere Komponistenviertel ist zunächst auf der Lenkerbecker Seite entstanden: Die Straße Am Steigerturm war bereits vor dem Krieg besiedelt, bis 1966 waren Mozart- und Haydnstraße erschlossen und bis 1972 die Kernsiedlung auf beiden Seiten; nur die Siedlung nördlich des Steigerturms folgte erst in den 1980ern.
Im Norden trennt die Bahntrasse zum Chemiepark die Silvertsiedlung ab; zusätzlich teilt die in West-Ost-Richtung verlaufende Victoriastraße weiter südlich den Stadtteil – ohne allerdings, wie es die statistischen Bezirke suggerieren, eine wirkliche Stadtteilgrenze darzustellen. Der mit Hüls-Nord-Zentrum bezeichnete statistische Bezirk mit der 1914 eingeweihten evangelischen Pauluskirche (⊙) ist, wie auch die Häuser unmittelbar nördlich der Victoriastraße im stat. Bezirk Auguste Viktoria I/II, eigentlich noch ein natürlicher Teil von Alt-Hüls. Diese Teile waren, wie auch die Silvertsiedlung nördlich der Gleise, zwischen 1907 und 1921 rasant angewachsen, während die Komponistensiedlung erst nach dem Zweiten Weltkrieg entstanden ist. Das eigentliche „Zentrum“ von Hüls mit der 1959 eingeweihten, inzwischen baufälligen katholischen Herz-Jesu-Kirche (⊙), dem Marktplatz und Fußgängerzonen an Hüls- und Trogemannstraße liegt im Westen des statistischen Bezirks Alt-Hüls.
Hüls nimmt eine Fläche von rund 5,5 km² ein.

#### Marl-Hamm
Die Waldsiedlungen Marl-Hamms sind auf dem Gebiet der Bauerschaft Sickingmühle der ehemaligen Gemeinde Hamm, deren Kerndörfer (Hamm-Bossendorf) nach Haltern eingemeindet wurden, von Hüls aus gewachsen. Noch eher, und zwar noch vor dem Krieg, ist allerdings, in unmittelbarer Nachbarschaft zu Schacht III/IV der Zeche Auguste Viktoria (⊙), die Zollvereinsiedlung auf dem Gebiet der Bauerschaft Oelde im Westen entstanden, die heute als Teil von Marl-Hamm gesehen wird. Der Sickingmühlenbach, der aus der Vereinigung von Silvertbach und Loemühlenbach entstanden ist, grenzt die Zollvereinsiedlung von der Alten Waldsiedlung (⊙) ab, die A 52 trennt wiederum die Neue Waldsiedlung im Südosten ab. Die Waldsiedlungen wurden, zusammen mit Sickingmühle und Herne, 1975 eingemeindet.
Marl-Hamm nimmt ohne Sickingmühle und Herne eine Fläche von gut 3,5 km² ein.

#### Sinsen-Lenkerbeck

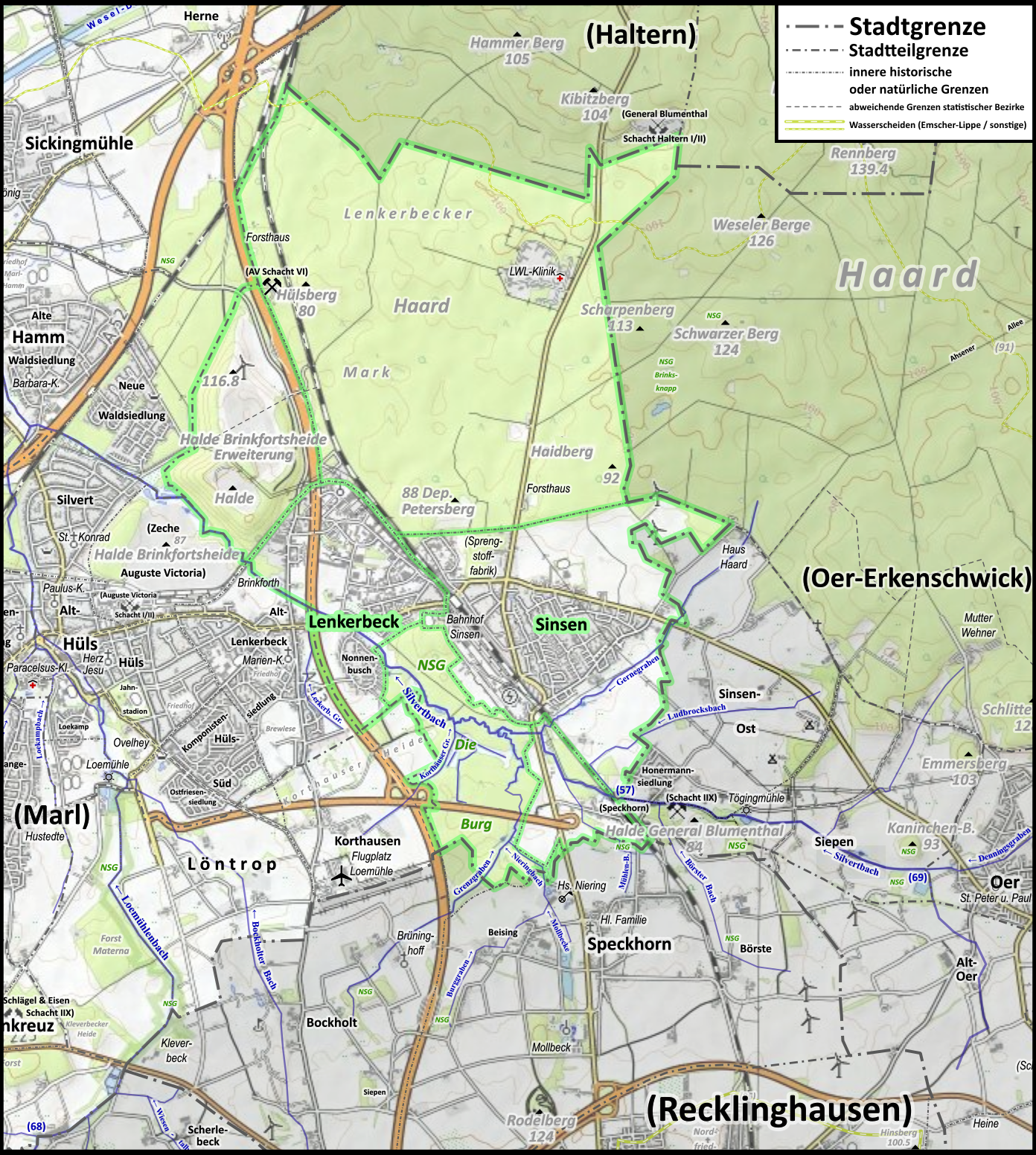
Karte des Stadtteils Sinsen-Lenkerbeck

Der Stadtteil Sinsen-Lenkerbeck ist aus Sinsen, Lenkerbeck und einem kleinen Teil von Speckhorn zusammengewachsen; er enthält auch das Naturschutzgebiet Die Burg und den Marler Anteil an der Haard, die sich nicht sinnvoll nach historischer Zugehörigkeit zuordnen/gliedern lassen. Der gleichnamige statistische Bezirk wurde von der Stadt Marl im Westen genau von der A 43 begrenzt. diese ist zwischen dem Nonnenbusch und dem an Hüls herangewachsenen Alt-Lenkerbeck sowie zwischen dem NSG die Burg und dem bauerschaftlichen Korthausen durchaus eine scharfe Grenze.
Anders sieht es im Norden Lenkerbecks aus, wo die Lenkerbeck rahmende Bahnschleife über die Autobahn ragt und das Gewerbegebiet Lenkerbeck sich westlich der A 43 fortsetzt; hier ist eher der Silvertbach die Trennlinie zu Hüls, die überdies die neuere Halde – deren LSG sich unmittelbar an die Haard anschließt und die komplett auf Lenkerbecker Gebiet liegt – von der alten trennt. Auch die beiden Teile der Korthauser Heide sind durch die Brücke an der gleichnamigen Straße verbunden und werden gemeinsam bäuerlich bewirtschaftet.

##### Lenkerbeck
Lenkerbeck war neben Marl und Polsum auf dem heutigen Stadtgebiet lange Zeit das einzige Dorf mit Kirche gewesen; die Marienkapelle (⊙) wurde allerdings bereits in den 1960ern abgerissen. Neben dem mit Hüls verwachsenen Westteil, auf dem die alte Kirche stand und auch die neue steht, gehört das sich auch westlich der A 43 fortsetzende, von einer Eisenbahnschleife gerahmte Gewerbegebiet im Norden, die Siedlung am Nonnenbusch im Süden und die Siedlung beiderseits der Bahnhofstraße, die sich östlich an die Bahngleise am Sinsener Bahnhof anschließt im Osten zu Lenkerbeck, während das Bahnhofsgebiet an der Gräwenkolkstraße auf altem Sinsener Gebiet liegt.
Die jüngere, nordöstliche Halde Brinkfortsheide (s. u.) liegt komplett auf Lenkerbecker Grund. Der namensgebende Hof Brinkforth (⊙), bis mindestens 1949 ohne „h“, wird heute zu Hüls gezählt. Überdies liegt der größere Marler Anteil an der Haard (Lenkerbecker Mark) auf Lenkerbecker Boden, s. u.
Der bewohnte Teil-Stadtteil Lenkerbeck (ohne Alt-Lenkerbeck) nimmt etwa 1,5 km² ein.

##### Sinsen (und Speckhorn)

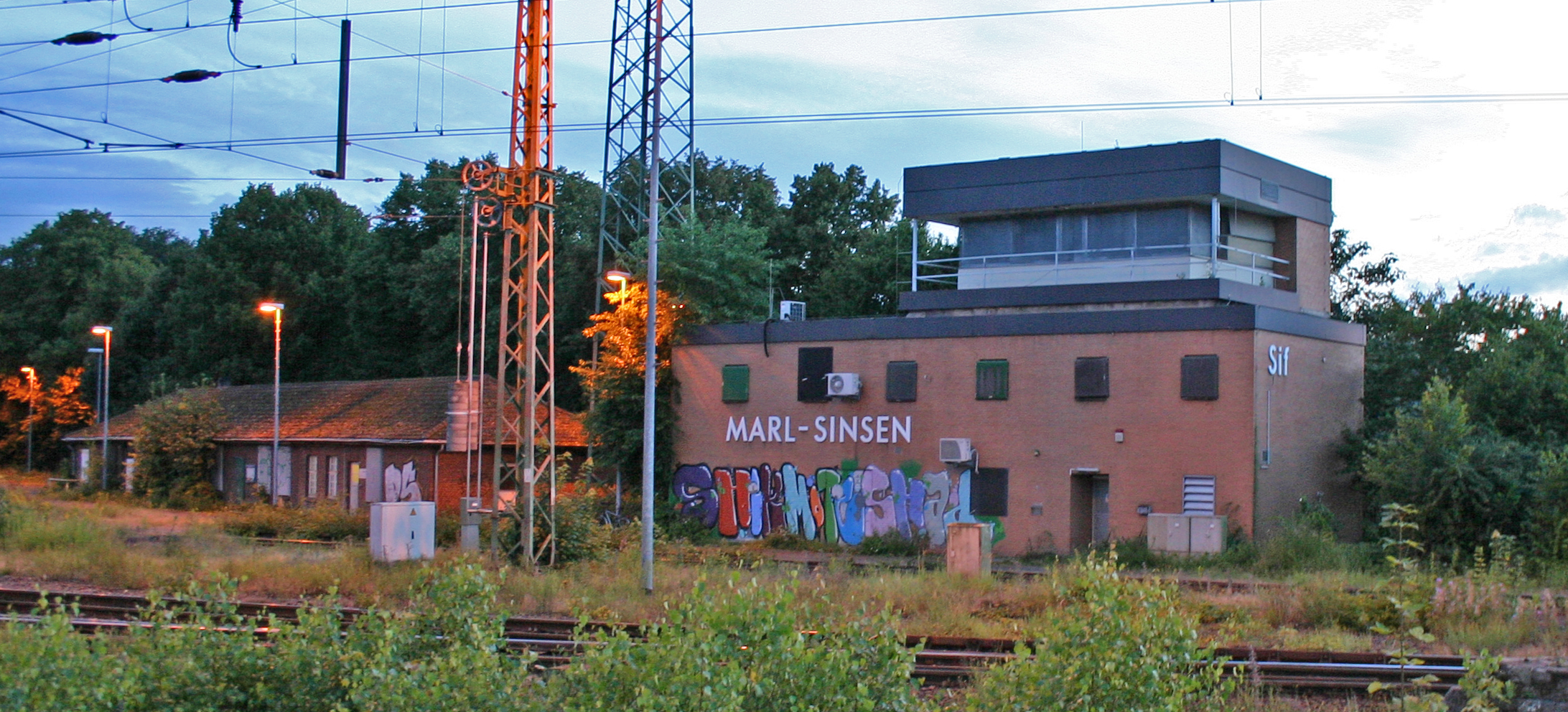
Stellwerk am Bahnhof Sinsen

Marl-Sinsen ist der Westteil der früheren Oerer Bauerschaft Sinsen, der an Marl herangewachsen ist. Auf altem Sinsener Gebiet liegt, bis auf ihren Südteil (Speckhorn), auch die Honermann-Siedlung in Oer-Erkenschwick. Die Südostgrenze zur Bauerschaft Siepen verlief von einer Einmündung in den Silvertbach an der Tögingmühle aus nordostwärts, nach 500 m dann entlang der Holthäuser Straße weiter nordostwärts bis zur Petersheide in der Haard. Hiervon ging nur die seit der Industrialisierung deutlich einwohnerstärker werdende Nordwesthälfte an Marl.
Sinsen erhielt zunächst vor allem durch den Bahnhof Sinsen (⊙) sowie die ehemalige Sprengstofffabrik (⊙), die nur 200 m südsüdöstlich der Petersbergdeponie (88,0 m) stand, Bedeutung. Der Stadtteil liegt komplett rechts des Silvertbachs, der die Bauerschaft zu Speckhorn im Südwesten abgrenzte, und enthält westlich der Bahngleise nur den Bahnhofsbereich und den Nordteil des unten gesondert geführten NSG Die Burg.
Der bewohnte Teil-Stadtteil Sinsen nimmt knapp 3,5 km² ein.
Etwas abgesetzt von Sinsen ist der kleine Anteil Marls an Speckhorn. Das Gebiet der durch den Silvertbach zur Oerer Bauerschaft Sinsen abgegrenzten Bauerschaft Speckhorn ging fast komplett nach Recklinghausen, lediglich der etwa 0,3 km² umfassende Nordosten, heute bis einschließlich der Halde General Blumenthal 8, ging an Oer-Erkenschwick, wo sich jenseits des Bachs nach dem Krieg die Honermann-Siedlung anschloss; der flächenmäßig etwas größere Nordteil ging an Marl, wo indes auf Speckhorner Gebiet einzig die Mühlenstraße (⊙) bewohnt ist.
Die Mühlenstraße war bereits 1921 besiedelt und zu einem Zeitraum zwischen 1959 und 1972 komplett von Gleisen umgeben. Von diesem Straßenzug und verstreuten Feldern abgesehen besteht Marls Anteil an Speckhorn heute größtenteils aus dem links des Silvertbachs gelegenen, größeren Teil des Waldgebiets/NSG Die Burg, das im Süden durch die zwischen 1976 und 1980 errichtete Lipperandstraße, einem Schnellzubringer zur A 43 und nach Drewer, geteilt wird. Natürliche Westgrenze ist heute die Trasse der genannten Autobahn.

##### Halde Brinkfortsheide Fortsetzung, Die Haard und Die Burg
Den größten Flächenanteil Sinsen-Lenkerbecks nehmen Naherholungsgebiete ein, die mindestens unter Landschaftsschutz stehen. Deren jüngstes ist die 116,8 m ü. NHN erreichende Halde Brinkfortsheide Fortsetzung (an der nördlichen Windkraftanlage 116,8 m ü. NHN; ⊙), die komplett auf altem Lenkerbecker Gebiet steht. Sie bildet ein 1990 gegründetes, zweiteiliges Landschaftsschutzgebiet (LSG), das etwas mehr als ihre komplette Fläche einnimmt (nominell 1,63 km*), und ist auch insofern von der alten Halde Brinkfortsheide links des Silvertbachs, an der Hülser Zeche, getrennt.
Die Halde nimmt eine Fläche von etwa 1,5 km² ein.
Nach Osten geht die Halde unmittelbar in den Marler Teil der Haard über, von dem gut zwei Drittel auf Lenkerbecker Boden steht, darunter die randliche Haardklinik(⊙) – obgleich die Klinik nach Sinsen benannt ist – sowie Schacht VI der Auguste Victoria und das Forsthaus am Hülsberg (80,2 m; ⊙). Die Lenkerbecker Mark trägt ein 7,28 km² großes LSG, das nur zu kleinen Teilen (0,60 km² in Haltern und 0,17 km² in Sinsen) außerhalb des alten Lenkerbecker Gebiets liegt. Andererseits sind auch praktisch alle Sinsener Anteile des Waldes per LSG geschützt.
Die Marler Haard nimmt, gerechnet bis zur A 43, eine Fläche von gut 8 km² ein.
Die Burg ist ein komplett bewaldetes NSG mit 134 ha in Marl und nur kleinen Randanteilen in Recklinghausen(-Speckhorn), das den Süden Sinsens und Speckhorn vom Süden Lenkerbecks und Korthausen trennt. Es wird durch die Lipperandstraße in zwei Segmente zerschnitten und liegt auf Speckhorner, Sinsener und Lenkerbecker Boden.
Die Burg nimmt mit Rändern auf Marler Boden knapp 1,5 km² ein.

#### Korthausen und Löntrop

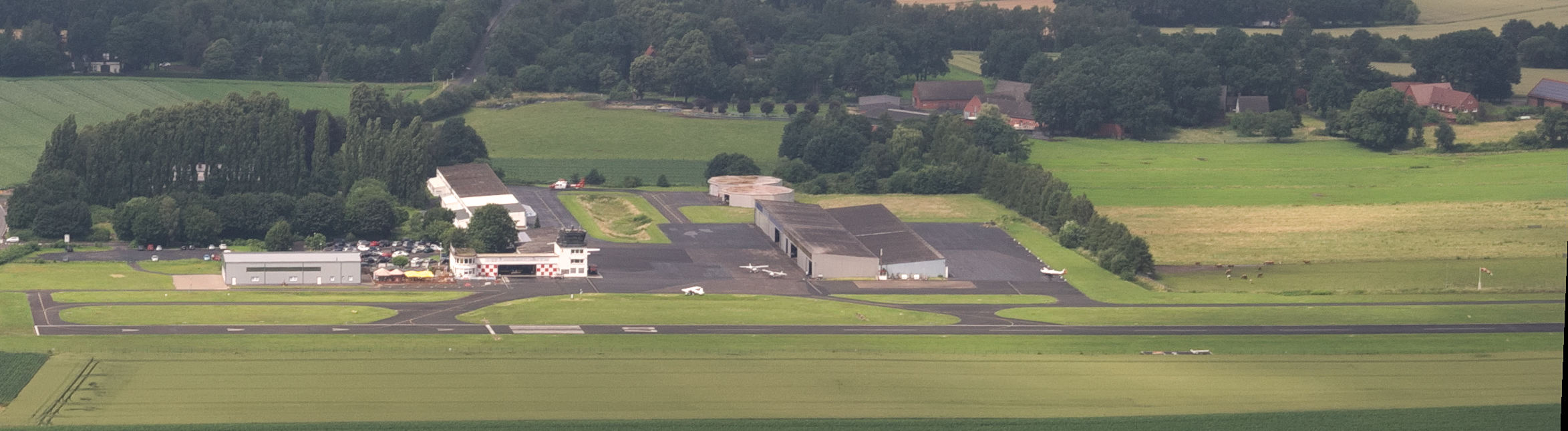
Flugplatz Marl-Loemühle, dahinter der eigentliche Weiler Korthausen

Der Süden des Ostteils Marls ist bauerschaftlich geblieben; auch heute noch ist die Nordgrenze Korthausens und Löntrops an der abrupt endenden Bebauung zu erkennen. Die Bauerschaft Korthausen (⊙) bzw. Leuingen (vgl. Karte des Landkreises von 1945) ging aus dem Osten der Bauerschaft Löntrop hervor. Bereits auf der Preußischen Uraufnahme von 1842 ist nördlich ihres Hauptwohnplatzes, von nah der Hülsstraße bis zur Burg am heutigen Ballonplatz Korthauserhaide eingezeichnet. Diese Heide ist auch heute noch gebäudefrei und inzwischen durch die A 43 zweigeteilt. In Korthausen liegt der Flugplatz Marl-Loemühle (⊙).
Die Bauerschaft Löntrop (⊙), die sich westlich anschließt, war früher nach Norden sehr umfangreich und umfasste ursprünglich den Wohnplatz Hüls – sowie auch Korthausen. Später wurden Korthausen und Hüls eigenständige Bauerschaften, zwischen 1907 und 1913 schließlich ging auch der Westen des heutigen Komponistenviertels von Löntrop an Hüls. Verblieben ist ein ländlicher Weiler, der am nur nordseitig bebauten Löntroper Grenzweg endet, westlich der Hülsstraße an der Lipperandstraße und schließlich an dessen Zubringer zur Loemühle (Ovelheider Weg und Loemühlenweg). Westgrenze des Stadtteils wie auch der kompletten ehemaligen Gemeinde Recklinghausen-Land zum Amt Marl bzw. zu Drewer ist wieder der Loemühlenbach.
Orographisch sind Speckhorn, Korthausen und Löntrop genau die südliche Verriegelung des Silvertbach-Loemühlenbach-Dreiecks, das von Hüls und Lenkerbeck-Nonnenbusch ausgefüllt wird und dessen Nordwest-Spitze die Silvertsiedlung und die südliche bzw. die alte Halde Brinkfortsheide bilden.
Löntrop und Korthausen kommen zusammen auf gut 3 km² Fläche; ergänzt um den unbebauten Teil des Hoewingsfeld-Bezirks auf Drewerer Seite mit Forst Materna (1,22 km²), mit dem Löntrop bereits zusammengefasst ist, ergäbe dies einen bauerschaftlichen Stadtteil von 4,24 km² Fläche.

#### Steinernkreuz und Linde

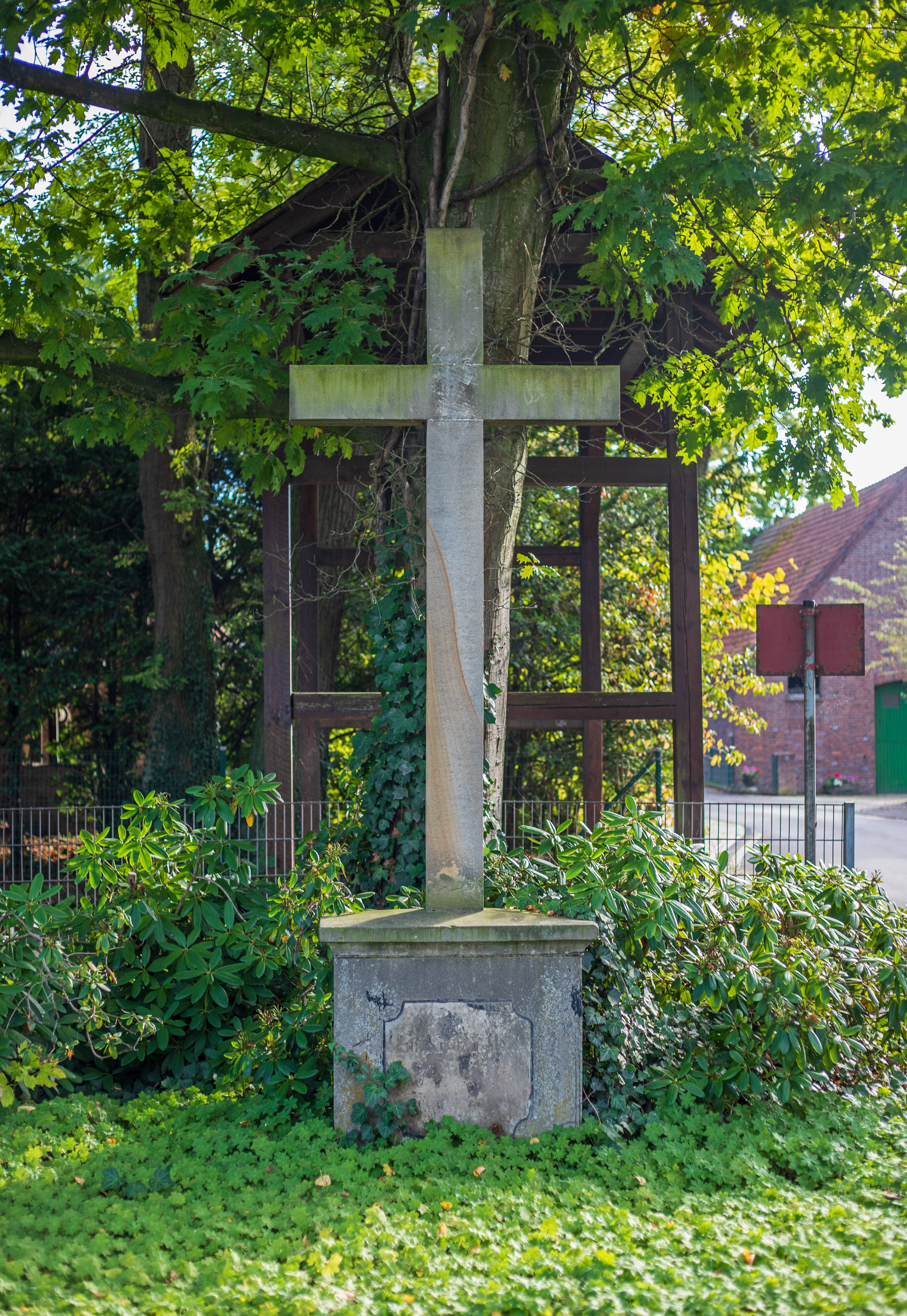
Das zweite Steinerne Kreuz von 1893

Die beiden Weiler Steinernkreuz und Linde im Süden des alten Gebiets von Drewer sind keine ehemaligen Bauerschaften. Mit Linder Feld (siehe Karte des Landkreises von 1845), später Linde (bereits ab der Preußischen Neuaufnahme 1892; ⊙) wurde der Teil der Bauerschaft südlich der Recklinghäuser Straße bezeichnet, der durch das namenlose Gebiet mit Forst Materna von Löntrop getrennt ist, „Steinerne Kreuz“ bezeichnete hingegen lange Zeit nur eine Ortslage an der Straße bzw. das dortige Kreuz (⊙). Das änderte sich zwischen 1972 und 1976, als plötzlich Steinernkreiz als Stadtteil in Messtischblatt Marl eingezeichnet war. Als Grenze zu Drewer galt, begonnen an der Recklinghäuser Straße im Osten, die Eichenstraße nach Nordwesten (die Begegnungsstätte Schacht 8 (⊙) im Osten also eingeschlossen), dann den Loemühlenweg bis zur Südostspitze des Hofs Bullerkotten, von dort westwärts, die Höfe Röttger und Lehmkühler einschließend, bis zum Freerbruchbach, diesem nach Süden folgend und links (westlich) des Bachs gerade noch die Gärtnerei einschließend.
Nachdem aber nunmehr beschlossen wurde, den an der Recklinghäuser Straße gelegenen Südteil des Gewerbegebiets Drewer Feld mit Gewerbegebiet Steinernkreuz zu benennen, dürfte genau der Norden des Gebiets an der Karl-Breuing-Straße, der sich nach Westen bis zum Globus Baumarkt an der Kreuzung mit der Herzlia-Allee zieht, neue Nordgrenze von Steinernkreuz sein; Westgrenze zum Frentroper Feld ist die Hertener Straße.
Die Grenze zwischen Steinernkreuz und Linde folgt von der Hertener Straße aus der Langenbochumer Straße bis zum Feld südlich des Kernweilers Steinernkreuz, von wo aus sie nach Ostsüdosten und dann rechtwinklig nach Nordnordosten zur Recklinghäuser Straße verläuft, sodass der Linder Forst noch gerade eingeschlossen wird und die Recklinghäuser Straße bis zu ihrem Verlassen des Stadtgebiets nach Osten die Nordgrenze Lindes bildet. Zu Linde gehören im Süden, an der Grenze zu Herten, gerade noch die Wälder Peilerbusch und Kirchenbusch, wobei der Kirchenbusch früher vom Süden des Peilerbusches bis zum heutigen Kirchenbusch durchging.
Steinernkreuz, Linde sowie das Drewer Feld und das Frentroper Feld entsprechen dem knapp 6 km² großen statistischen Bezirk „Alt-Marl-Süd“, der mit Alt-Marl wenig zu tun hat, aber als Steinernkreuz im weiteren Sinne angesehen werden könnte. Davon entfallen gut 2 km² auf das Frentroper Feld, das man auch zu Frentrop rechnen könnte.

#### Frentrop
Die Bauerschaft Frentrop, die sich südlich und westlich an Alt-Marl und Brassert anschließt, ist bis heute bauerschaftlich geblieben bzw. ehemalige Frentroper Gebiete, die die Siedlungen dort abschließen, werden heute entsprechend zu Alt-Marl und Brassert gezählt.
Von Bedeutung ist Haus Leuchterhof (⊙), ein ehemaliges Karmeliterkloster im Südwesten. Zu nennen ist ferner der Hof Große Ophoff (⊙) auf dem Frentroper Feld im äußersten Südosten zwischen Westerholter und Hertener Straße, welcher seit der Preußischen Erstaufnahme in allen Messtischblättern eingezeichnet war und auch heute noch in der TK 25 eingezeichnet ist. „Ophoff“ ist auch Namensgeber der Straße Im Ophoff, die nach Westen in den Kötterweg übergeht, der über Kotten nach Polsum führt, und wurde zeitweilig auch als Ortsteil geführt.
Frentrop umfasst gut 6 km², davon 1,7 km² nördlich der Hervester Straße. Rechnete man das Frentroper Feld jenseits der Bahngleise hinzu, käme man auf etwa 8,2 km².

#### Polsum und Kotten

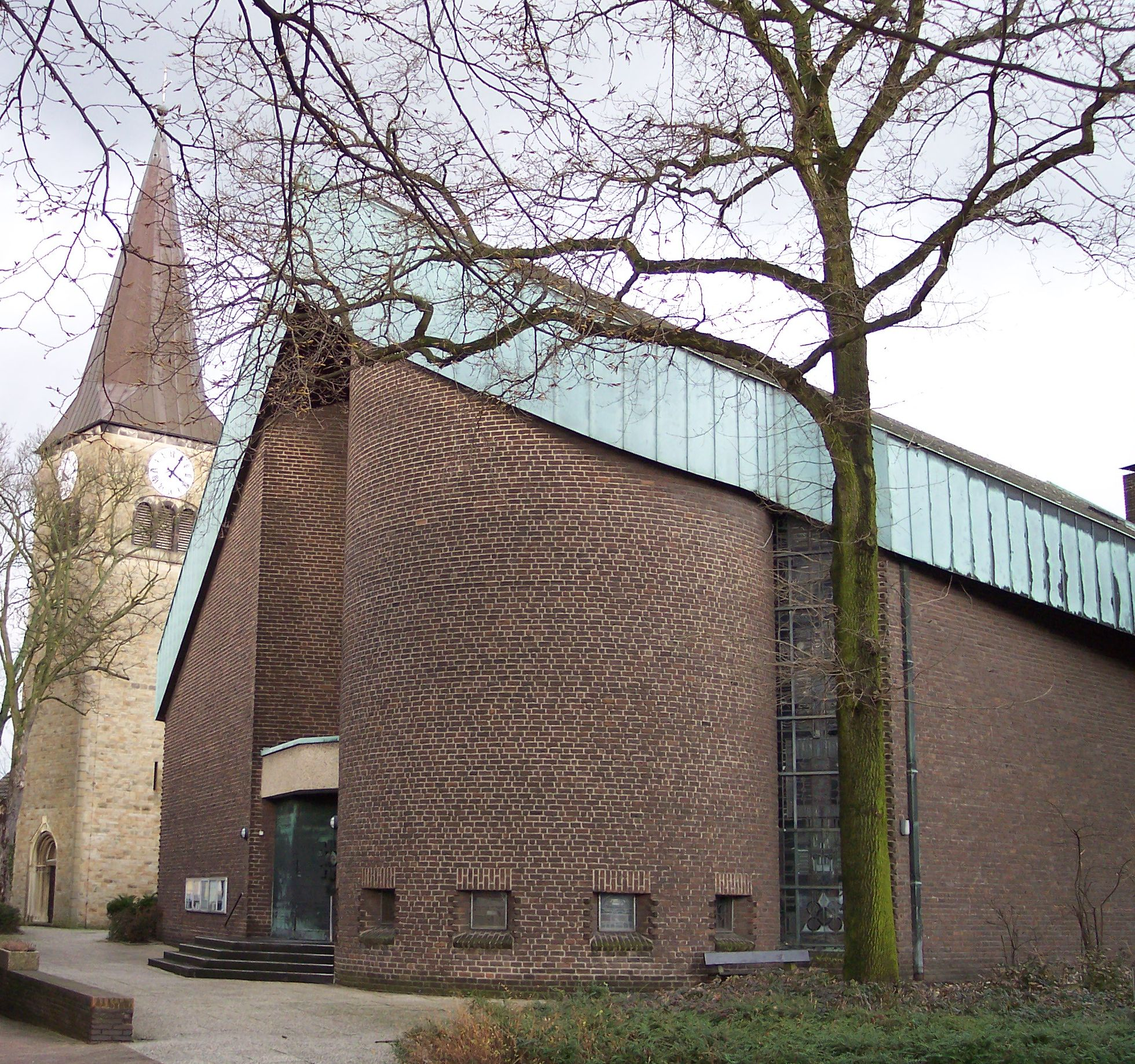
St. Bartholomäus

Polsum, bis 1975 eigenständige Gemeinde, ist, anders als praktisch alle anderen Stadtteile Marls, vergleichsweise eigenständig geblieben und ist zum Teil auch eher in Richtung Buer/Hassel orientiert. Die heutige Kirche St. Bartholomäus (⊙) wurde zwar erst 1968 geweiht, ihr separat stehender Turm geht jedoch in Teilen bis ins 12. Jahrhundert zurück.
Die Polsumer Ortslagen/Ortsteile Heiken im Norden, Beckhöfen im Süden, Dorfhöfen bzw. Hoefen im Osten, Hülsdau im Westen und Rennebaum im Nordosten sind heute mehr oder weniger mit dem Dorf verwachsen. Lediglich Kotten (⊙) im Osten, östlich der Bahngleise, bildet einen vergleichsweise eigenständigen Weiler, wobei allerdings der Straße Rammersbrauck nebst dem Hof Ostgathe bereits auf Frentroper Gebiet (Frentrope4r Feld) liegen.
Polsum nimmt insgesamt eine Fläche von knapp 8 km² ein, davon entfällt knapp 1 km² auf Kotten, welches durch die Bahngleise abgetrennt ist.

#### Lippe und Oelde

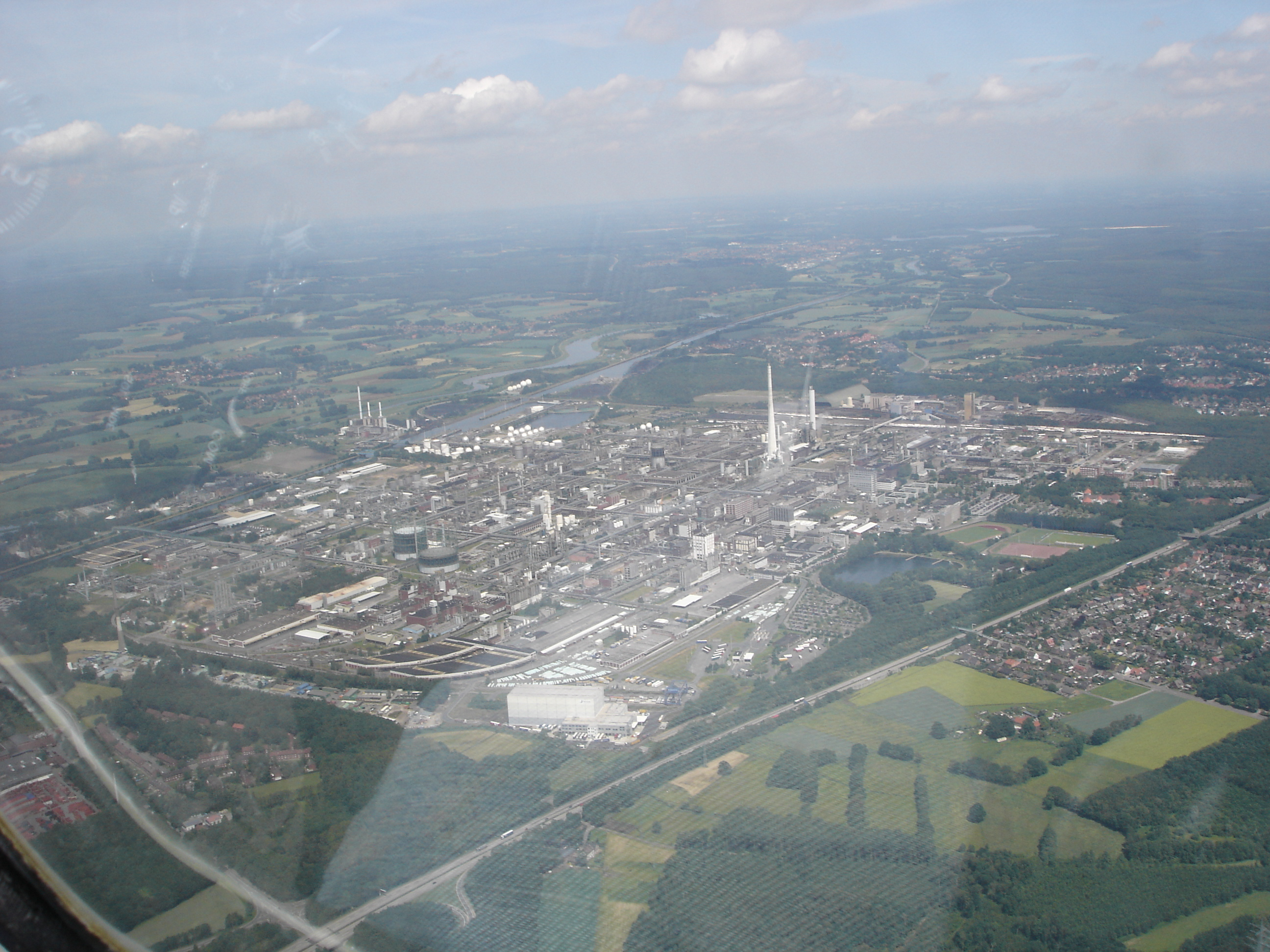
Luftbild „von Oelde“; rechts im Vordergrund der auf altem Oelder Grund liegende Nordwesten der Blumensiedlung, im Hintergrund, bereits auf Hammer Boden, die Waldsiedlungen und Sickingmühle

Lippe, zeitweilig auch Oelde oder Lippe und Oelde genannt, war eine Bauerschaft im Norden des Amtes Marl, die in die Teil-Bauerschaften Lippe im Westen und Oelde im Osten zerfiel. Oelde ist praktisch gänzlich in der Chemiezone aufgegangen, in deren Norden, zwischen Lippe und Lippe-Seitenkanal, auch die Wüstung des früheren Kern-Wohnplatzes (⊙) liegt; auf Oelder Gebiet liegen die Zollvereinsiedlung (heute Stadtteil Marl-Hamm) und die Nordwesthälfte der Blumensiedlung (zu Drewer gerechnet). Der Westteil mit dem Wohnplatz Lippe (⊙), ebenfalls zwischen Fluss und Kanal gelegen, ist größtenteils noch bauerschaftlich vorhanden. Im Süden nahmen Lippe und Oelde einen Teil der Frentroper Mark (nur Lippe) sowie, östlich des Weierbachs, einen der kaum noch existenten Drewer Mark ein, auf deren altem Gebiet das Chemiewerk und diverse Kolonien stehen. Das LSG Frentroper Mark enthält auch Teile der noch existenten Drewer Mark und geht südlich der A 52 bis zur Blumensiedlung.
Die Teil-Bauerschaft Lippe liegt größtenteils im statistischen Bezirk „Brassert-Schlenkesiedlung / Arenbergischer Forst“, wobei die namensgebende Schlenkesiedlung, unmittelbar südöstlich der heutigen Halde Lipper Höhe (88,1 m; ⊙) gelegen, inzwischen abgerissen ist; dort steht heute das Gebäude der REAL und METRO Logistics. Mit Arenbergischem Forst ist hingegen die Frentroper Mark gemeint, deren Süden zu Frentrop gehörte.
Lippe nimmt mit etwa 7,5 km² den Großteil des statistischen Bezirks ein, wovon allein 1,75 km² auf den ununterbrochenen und nie besiedelten Teil der Frentroper Mark entfallen und gut 1 km² auf das ehemalige Gelände des Schachtes 3 der Zeche Brassert nebst Lipper Höhe. Oeldes „Rechtsnachfolger“ ist de facto der 9 km² große Chemiepark Marl, dessen Westen historisch auch Anteile an Lippe hat.

#### Sickingmühle und Herne

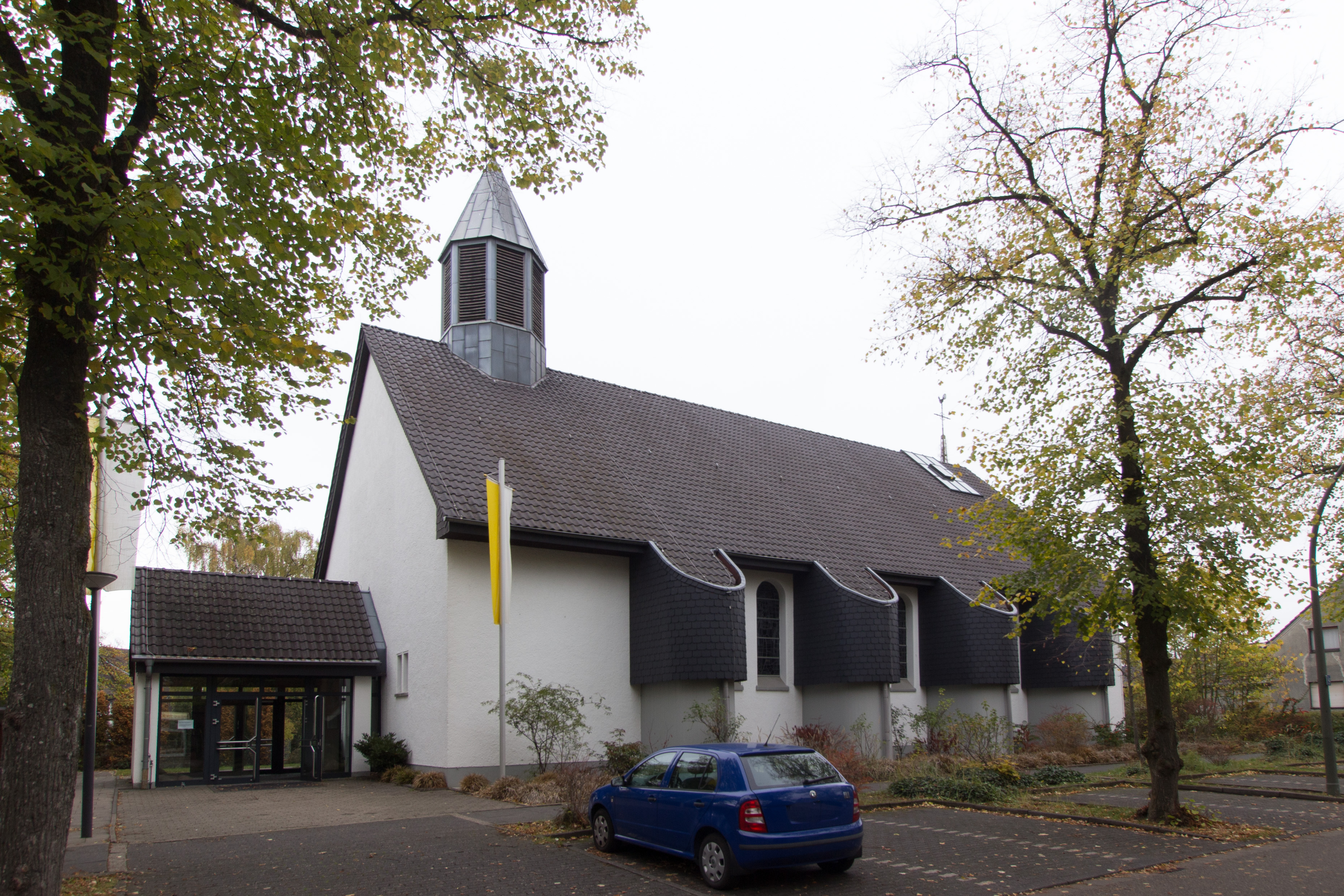
Christ-König in Sickingmühle

Das Dorf Sickingmühle (⊙) und der Weiler Herne (⊙) gehen auf ehemalige Bauerschaften der alten Gemeinde Hamm zurück, wobei auf Sickingmühler Gebiet auch die Waldsiedlungen des „eigentlichen“ jetzigen Stadtteils Marl-Hamm liegen. Sickingmühle ist durch Marler Straße und Hülsbergstraße gut von der Alten Waldsiedlung abgegrenzt, ein kurzer Abschnitt der A 52, die Waldstraße und die Lippramsdorfer Straße bilden eine natürliche Grenze zu Herne – wobei die alte Grenze eigentlich westlicher lag und mitten durchs heutige Dorf Lippramsdorf ginge.
Sickingmühle und Herne nehmen zusammen gut 7 km² Fläche ein, davon entfallen gut 2,5 km² auf das dörfliche Sickingmühle und der Rest auf das noch immer bauerschaftliche Herne.

### Nachbargemeinden
Marl grenzt im Norden an die Stadt Haltern am See, im Osten an Oer-Erkenschwick, im Südosten an Recklinghausen, im Süden an Herten, im Südwesten an Gelsenkirchen und im Westen an Dorsten.

### Naturschutzgebiete
- Braucksenke
- Die Burg (Natura-2000-Gebiet)
- Burggraben
- Lippeaue (Natura-2000-Gebiet)
- Loemühlenbachtal

## Geschichte

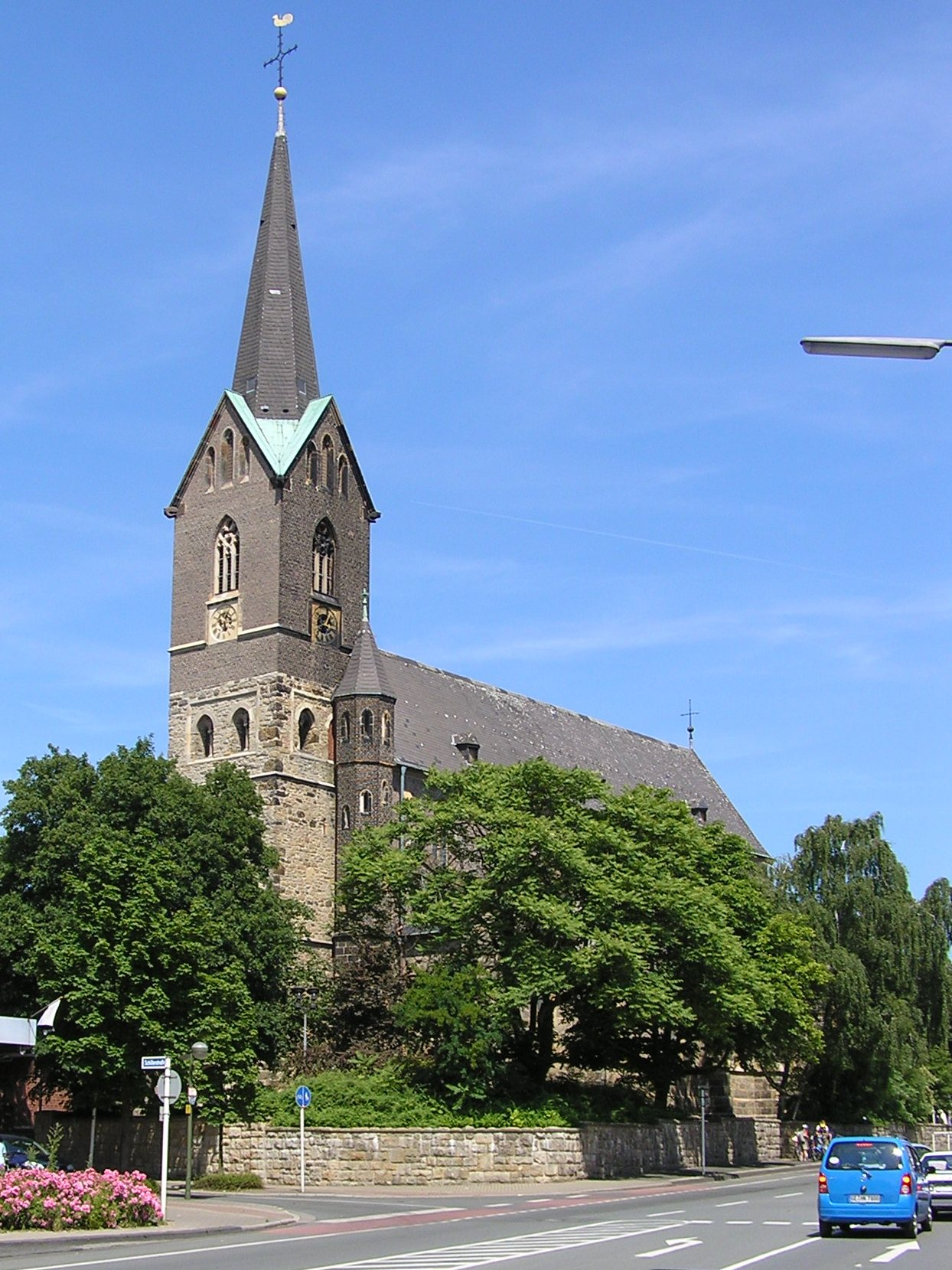
St. Georg in Alt-Marl

### Frühgeschichte
Das Stadtgebiet Marls war bereits in der älteren und mittleren Steinzeit besiedelt, wie Funde bei Ausgrabungen im Ortsteil Sinsen belegen. Nachweise von ersten Siedlungen stammen aus der Zeit um 600 v. Chr.
Gegen 300 v. Chr. wurden die in der Gegend lebenden keltischen Stämme von einwandernden germanischen Stämmen vertrieben. Nördlich der Lippe siedelten sich die Brukterer an und südlich der Lippe die Marser. Die germanische Wanderung wurde durch den Vormarsch der Römer gestoppt, die bei Haltern am See ein großes Lager errichteten. Reste eines kleineren Römerlagers sind auch an der Stadtgrenze zwischen Polsum und Herten nachgewiesen.
Nachdem der römische Einfluss durch die Varusschlacht im Jahre 9 n. Chr. schwand und die Römer sich hinter den Rhein zurückzogen, übernahmen erneut die Germanen das Marler Gebiet.
Im Jahre 80 wurde der Stamm der Brukterer aus den Gebieten nördlich der Lippe von rivalisierenden Stämmen vertrieben und zog daraufhin in das Gebiet des heutigen Kreises Recklinghausen.

### Frühes Mittelalter
Die nächste Wanderungsbewegung, von der Marl betroffen war, fand wahrscheinlich zwischen dem 5. und 7. Jahrhundert statt, als die Sachsen von Nordosten her über die Lippe in das alte Gebiet der Brukterer vordrangen. Nach den ersten Sondierungen und Grabungen auf dem heutigen Marler Stadtgebiet in den 1920er Jahren wurde angenommen, dass die ansässigen Brukterer im heutigen Ortsteil Sinsen den Ringwall Sinsener Wallburg zur Abwehr dieser Angriffe angelegt haben könnten.
Dieser Wall ist heute nur noch durch Fachleute erkennbar und befindet sich im Naturschutzgebiet Die Burg, das nach diesem Wall benannt worden ist.

#### Sinsener Wallburg
Die Sinsener Wallburg (lokal: Die Burg) ist eine großflächige frühmittelalterliche Ringwallanlage im Süden des Marler Stadtteils Sinsen (Kreis Recklinghausen, Nordrhein-Westfalen). Sie liegt im gleichnamigen Naturschutzgebiet und ist als Bodendenkmal in der Denkmalliste der Stadt Marl eingetragen.
Die Anlage besteht aus einem äußeren Wall (Hauptburg) von rund 1,1 km Länge, der bis zu etwa 18 ha umfasst, einer inneren Burg von rund 2 ha sowie mehreren Annexwällen. Teile der Befestigung wurden in den 1970er Jahren durch den Bau der L 522 angeschnitten; begleitende Rettungsgrabungen (1973–1975) lieferten die wichtigsten Befunde. Der Außenwall zeigt eine für Westfalen singuläre Konstruktion: in Reihe gesetzte, mit Sand verfüllte Holzkästen bildeten ein Binnengerüst, das anschließend mit Erdmaterial überschüttet wurde (wohl mit hölzerner Palisade auf der Krone).
Unter dem Außenwall wurden Reste eines Hofplatzes sowie Keramik des 8./9. bis frühen 10. Jahrhunderts (u. a. Hunneschansware) nachgewiesen; der Außenwall ist damit jünger als diese Siedlungsphase, die innere Burg wiederum jünger als der Außenwall. Die Forschung deutet die Anlage eher als rasch errichtete Flucht-/Sammelburg für Bevölkerung und Vieh; als Auslöser werden lokale Konflikte oder die allgemeine Bedrohungslage des späten 9./10. Jahrhunderts diskutiert.
Aufgrund ihrer Lage im Grenzgebiet der Sachsen und Franken und der wenigen Funde über die Wehrhaftigkeit und der Besiedlung des 8. Jahrhunderts, wird sie den sächsischen bis fränkischen Burgen (Sachsenkriege Karls des Großen) zugeordnet.
Die Ausgrabungen dieser und anderen bedeutenden archäologischen Funde und Notgrabungen im Zeitalter der Industrialisierung haben Geschichte geschrieben (August Stieren, Phillip Hömberg).
Diese Wallburg könnte noch bis ins ausgehende Mittelalter der ländlichen Bevölkerung als Schutzwall gedient haben.
Gesicherte regionale Erkenntnisse des heutigen Marler Gebietes über das frühe Mittelalter im 9. und 10. Jahrhundert wurden allerdings erst zum Ende des 19. und am Anfang des 20. Jahrhunderts urkundlich für nachfolgende Generationen dokumentiert.
Das Bodendenkmal liegt innerhalb des Naturschutzgebiets Die Burg; das Verlassen der Wege, um das Bodendenkmal aufzusuchen, ist nur mit Ausnahmegenehmigung der Unteren Landschaftsbehörde gestattet.

### Herkunft des Namens
Marl wird zuerst genannt in einem Urbar der Abtei Werden an der Ruhr zu Ende des 9. Jahrhunderts als in Meronhlare. Es bedeutet ‚Pferde-Gerüst, Pferch’ zu altsächsisch (altniederdeutsch) erschlossen hlari ‚Pferch, Gerüst’ wegen althochdeutsch gi-(h)lari ‚Wohnung als gerüstliches Werk des Zimmermanns’ und zu altsächsisch meriha ‚Mähre, Pferd’.

### Mittelalter
Nach den ersten Nennungen der Siedlungsnamen Meronhlare und Ulithi (auch um 890, heute Oelde) lassen die Eintragungen in den Werdener Heberegistern, Dokumenten und Urkundenbüchern (Regest) Schlüsse auf die späteren Bauerschaften Drewer (Threviri), Frentrop (Vrilinctorpe), Herne (Haranni), Bossendorf (Bodsnippi) und Sinsen zu. Die Grundbesitzer waren in den Bauerschaften Frentrop, Hüls (Natrop im Hülsen), Lenkerbeck (Lanclere), Sinsen, Oelde (heute Lippe) und Drewer, unter anderen, außer der Abtei Werden, auch noch das Kölner und Xantener Domkapitel sowie die Abtei Essen und die adeligen Stände. Dieser Streubesitz sorgte im Mittelalter, wie die Quellen berichten, für massive Machtkämpfe und Fehden.

#### Kirchengeschichte
Im Stadtteil Alt-Marl befindet sich die Kirche St. Georg, die im 11. Jahrhundert dem Gaugrafen Balderich vom Niederrhein als Eigenkirche gehörte. Später übergab er die Kirche dem Erzbischof Heribert von Köln.
In einer Handschrift aus dem Jahre 1160 ist verzeichnet, dass Erzbischof Heribert die Kirche an die Abtei Deutz weitergab.
Zur Pfarrkirche wurde sie im 13. Jahrhundert. Ab 1228 ist ein Geistlicher als erster urkundlich genannter Priester (sacerdos) in der Gemeinde verzeichnet, es war Johannes von Marl.
Die ortsansässige Familie von Loë war ab 1419 bis zum Jahre 1830 Patronatsherr der Kirche. Dann übernahm das Patronat der Freiherr von Twickel auf Haus Lüttinghof. In den Jahren 1856–1859 wurde die Kirche nach Plänen des Münsteraner Diözesanbaumeisters Emil von Manger von Grund auf erneuert, wobei die romanischen Grundmauern des Turms aus dem 12. Jahrhundert als Fundament erhalten blieben.

Stammwappen der Familie von Loe

#### Die Grafenfamilie von Loë
1111 erfolgte durch die spätere Grafenfamilie von Loe die Errichtung einer Wasserburg.

##### Burgen Loë in Marl
Unter dem Namen Loë sind in Marl (Kreis Recklinghausen) zwei unterschiedliche mittelalterliche Burgstellen zu unterscheiden:
(1) das Haus Loë (auch Strevelsloe, Streueke-Loë) an der heutigen Hagenstraße/Rappaportstraße (Alt-Marl) und
(2) die 2018 durch Luftbildprospektion und Digitales Geländemodell nachgewiesene Burgstelle Marl-Drewer westlich der Loemühle (in der Forschung mit Becks-Loë verknüpft).

##### Haus Loë (Hagenstraße / „Strevelsloe“)
Das Haus Loë lag in der Drewer Mark im Kirchspiel Marl am Standort der heutigen Sportanlagen an Hagenstraße/Rappaportstraße. Archäologische Sondagen (u. a. 1968) belegen eine ältere Gräftenanlage; die Forschung setzt mindestens eine hochmittelalterliche Vorgängerbefestigung voraus.
Im 14. Jahrhundert ist die Familie von Loë am Platz belegt; die Anlage erscheint 1373 in amtlichen Quellen als castrum. 1378 überschrieb Wessel van Loe das Haus Loë dem Kölner Erzbischof Friedrich III. von Saarwerden als Offenhaus(Lehens-/Geleitverhältnis).
Nach frühneuzeitlichen Umbauten wurde die Schlossanlage nach einem Brand von 1776 erneuert. Im 19. Jahrhundert wechselte sie mehrfach den Besitzer (u. a. von Wiedenbrück, von Twickel, Waldthausen); 1863/64 erwarb der Herzog von Arenberg das Gut und ließ die Burg kurz darauf abbrechen. Das Gelände dient heute als Schul- und Sportfläche; die Gräften sind eingeebnet.

##### Besitz und Rechte
Zum Loë-Komplex gehörten umfangreiche Liegenschaften im Kirchspiel (u. a. Mühlenrechte an der Loemühle, Sickingmühle und der Dorfmühle in Alt-Marl) sowie Präsentationsrechte an der Pfarrkirche St. Georg; die Güter gingen im 16.–19. Jahrhundert schrittweise an andere Eigentümer über.

##### Burgstelle Marl-Drewer (Becks-Loë)
Westlich der Loemühle wurde 2018 ein großflächiger, eingeebneter Burgplatz prospektiv nachgewiesen. Luftbild und DGM zeigen eine Anlage von ca. 180 × 120 m mit einer östlichen Inneninsel (Ringwall, Innen-Ø ~65 m, Mauerspuren) und einem westlichen Annex mit u-förmigem Graben; die Befundlage deutet auf eine Zweiinsellage bzw. zwei Bauphasen.
Die Autoren identifizieren die Stelle mit dem in Quellen belegten Becks-Loë, dem mutmaßlichen Sitz einer Loë-Linie im Bereich der Unterbauerschaft Beckhausen. Spätestens im späten 14. Jahrhundert bestanden demnach zwei Loë-Burgen in Marl parallel: während die Herren von Loë auf Strevelsloe/Streueke-Loë bis 1378 gegen die kurkölnische Landesherrschaft opponierten, war Becks-Loë bereits zuvor als Lehen und Offenhaus an den Erzbischof übertragen (über den Strünkede-Zweig).
Im Zuge einer Fehde ab 1405 mit der Stadt Recklinghausen wurde Becks-Loë von Recklinghäuser und Dorstener Bürgern zerstört; der Friede von 1409 sah keinen Wiederaufbau oder Schadensersatz vor. Der Platz blieb unbebaut.

##### Forschungsgeschichte
Erste Vermessungen/Erwähnungen zu Haus Loë liegen seit dem 19./frühen 20. Jahrhundert vor (u. a. Theodor Esch 1910). 1968/1972 folgten archäologische Sondagen und eine Kurzpublikation zu Haus Loë (Lobbedey). Die Burgstelle westlich der Loemühle wurde 2018 durch Luftbild-/DGM-Analyse an ihrem tatsächlichen Ort identifiziert; der Beitrag stellt Maße, Baugestalt und Quellenbezüge zusammen.

#### Kriegsereignisse
Marl war im Mittelalter in mehrere Kriege verwickelt.
- Zwischen 1243 und 1384 kam es zwischen dem Erzbischof von Köln und den Grafen von Mark zum Krieg, unter anderem um das Vest Recklinghausen.
- 1388 und 1389 wurde Marl in die Große Dortmunder Fehde verwickelt, sowie 1423–1461 in den Bruderkrieg zwischen Adolf IV. von Kleve-Mark und Gerhard von der Mark zu Hamm.
- 1442 bis 1449 litt die Gegend unter der Soester Fehde, bei der die Stadt Soest ihre Freiheit gegen den Erzbischof von Köln verteidigte.

Durch den Jülich-Klevischen Erbfolgestreit kam es vermehrt zu Plünderungen der Bauerschaften durch niederländische und spanische Truppen, die dadurch ins Land gekommen waren. Auf diesen Krieg folgte der Dreißigjährige Krieg, in dem sich die Plünderungen fortsetzten.
Gegen Ende des 16. Jahrhunderts betrug die Einwohnerzahl Marls 800 Personen. Die meisten Einwohner wohnten in der Bauerschaft Drewer.

### Hexenverfolgung in Marl
In den Jahren von 1514 bis 1706 wurden eine Vielzahl von Frauen unter dem Vorwurf der Hexerei hingerichtet. Besonders tat sich der damalige Bürgermeister von Recklinghausen, Rotger Steenwech, als Hexenverfolger hervor. Allein in seiner Amtszeit wurden über 80 vermeintliche Hexen getötet. Auch aus Marl sind in den Akten Frauen verzeichnet, die als Hexen verurteilt wurden:
- 1581: Gertrud Burrichter aus Sickingmühle
- 2. Juni 1581: Trine Rittbroick aus Marl (sie soll ihr eigenes Kind vergiftet haben. Nach 4 Folterterminen, Geständnis, verbrannt)
- 3. Mai 1588: Krüppelgretgen aus Marl (4 Foltertermine, in der Haft gestorben)
- 6. September 1588: Die Frentropsche (verbrannt)
- Februar 1589: Dorothea aus Marl (hingerichtet)
- 24. April 1589: Noele von Polßum (hingerichtet)

Gerichtsort für diese Frauen war die Horneburg in Datteln und Hinrichtungsort der Stimberg in Oer-Erkenschwick.

### Frühe Neuzeit
Im Jahre 1724 wird auf dem Gut Leuchterhof zwischen den Ortsteilen Alt-Marl und Polsum ein Karmeliterkloster gegründet. Die Mönche widmeten sich der Seelsorge und der Unterweisung der Schulkinder. 1803 erhielt der Herzog von Arenberg das Gut und wandelte es in eine Domäne um.

#### Das Dorf im 19. Jahrhundert
Die Zugehörigkeit des immer noch bedeutungslosen Kirchdorfs Marl zum Vest Recklinghausen dauerte bis 1803. Danach gehörte Marl dem Herzog von Arenberg. Am 22. Januar 1811 wurde die Region mit dem Großherzogtum Berg verbunden, zu dem es bis 1813 gehörte. Marl war Sitz einer Mairie. Nach den Befreiungskriegen wurde Marl preußisch und gehörte zunächst dem Kreis Essen und ab 1816 dem Kreis Recklinghausen an.
Kirchlich und weltlich war es Teil des Kurfürstentums Köln. Es gab keine Bürgermeister, sondern lediglich Gemeinde- und Ortsvorsteher. Vorgesetzter dieser Vorsteher war der Statthalter des Vest Recklinghausen. Die Aufgaben der Ortsvorsteher, die für ein Jahr gewählt wurden, bestanden darin, die Steuern einzutreiben und die Gemeindegrundstücke zu verwalten.
Neben diesen Gemeindebeamten gab es noch zwei kurfürstliche Beauftragte, den Amtsfron und den Amtsführer (ab 1785 wurden beide Ämter zum Amtsführer zusammengelegt), deren Aufgabe es war, die kurfürstlichen Verordnungen zu überwachen.
Am 1. April 1820 wurde Marl zusammen mit Dorsten zur Bürgermeisterei Dorsten vereinigt. Vorsteher war der Bürgermeister von Dorsten. Im Jahre 1837 wurde die revidierte Städteordnung eingeführt. Im Zuge dieser neuen Ordnung wurde Marl wieder selbstständig. Das Gebiet vergrößerte sich, da das Kirchspiel Altendorf-Ulfkotte Marl zugeschlagen wurde.
Der Ort hatte zunächst nicht seinen früheren Namen zurückerhalten, sondern führte den Namen Dorsten-Land. Am 31. Oktober 1841 verfügte die Königliche Regierung in Münster die Gründung des Amtes Marl. Amtsgebiet waren die Gemeinden Marl, Polsum, Hamm und Altendorf-Ulfkotte mit den umliegenden Bauerschaften. Der erste Amtmann war Leutnant Carl Bölling aus Marl. Ihm folgte 1867 Eduard Lobeck aus Recklinghausen und im Jahre 1881 schließlich Albert Barkhaus aus Minden bis zum Jahr 1921.
Die Landwirtschaft war immer schon die Haupterwerbsquelle für Marl. Die wird unter anderem durch eine amtliche Liste aus dem Jahr 1840 deutlich. Dort sind 493 Pferde, 1879 Rinder, 857 Schweine, 98 Ziegen und 4591 Schafe verzeichnet. Die Bedeutung der Schafzucht schwand jedoch im Laufe der Zeit.
Neben der Landwirtschaft wurde in vielen Familien auch im Nebenerwerb gewebt. Meistens wurde für andere Stoffhändler als Lohnweber gearbeitet. Der damalige Amtmann Bölling berichtet in seiner Chronik:
„…hat sich hier einiges Fabrikwesen eingeführt, und mit Lob macht sich die Damastweberei bemerkbar, welche für hohe Herrschaften kostbare Tischzeuge liefert und groß renommée für sich hat; es ist dies eine elegante Weberei.“
Für das Jahr 1842 sind folgende Berufe verzeichnet:
3 Bäcker, 1 Fleischer, 17 Schuster, 17 Schneider, 17 Zimmerleute, 5 Tischler, 6 Böttcher, 1 Maurer, 15 Hufschmiede, 6 Küfner, 1 Tuchweber, 59 Leinwandweber, 42 Krämer, 12 Hausierer, 2 Gasthöfe, 11 Schankwirte, 6 Brauer, 2 Brenner, 6 Getreidehändler, 5 Holzhändler.
Ein Wendepunkt in der Marler Stadtgeschichte stellt der 21. Januar 1875 dar. An diesem Tag wurde von der Bohrgesellschaft „Simson“ in einer Tiefe von 514 Metern im Ortsteil Polsum Kohle gefunden. Weitere Bohrungen in Marl führten schließlich zur Gründung der Zechen.

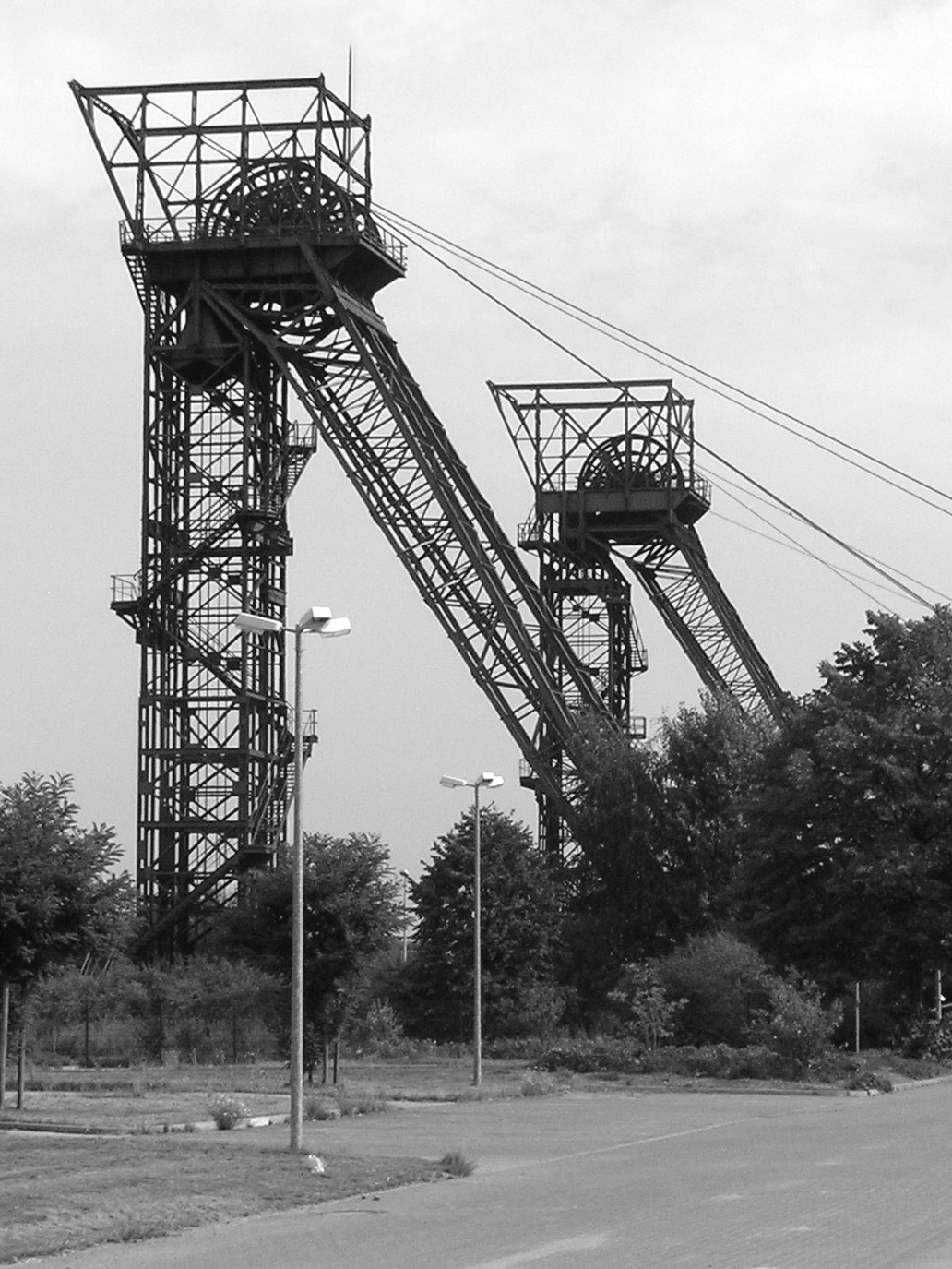
Stillgelegte Fördertürme des Auguste-Victoria-Bergwerks

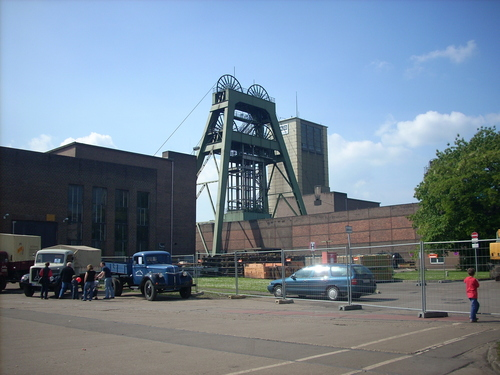
Schacht AV 3/7.

### Zeche „Auguste Victoria“
Im September 1897 wurde durch ein Konsortium aus Düsseldorf (u. a. Kaufmann August Stein und Ingenieur Julius Schäfer) in Lenkerbeck am Silvertbach und am Freerbruchbach in Drever jeweils eine Probebohrung nach Steinkohle durchgeführt. Bei den Suchbohrungen fand der Tiefbohrtechniker Anton Raky an beiden Bohrungen in etwa 668 Meter Tiefe Steinkohlevorkommen. Nach diesen Funden wurde umgehend Mutung eingelegt und die Grubenfelder „Hansi 1“ und „Hansi 2“ abgesteckt. August Stein und Julius Schäfer gründeten daraufhin 1898 die Gewerkschaft des Steinkohlenbergwerks „Auguste Victoria“ mit Sitz in Düsseldorf und übertrugen ihr die beiden Grubenfelder. Namensgeberin war Kaiserin Auguste Viktoria (1858–1921). 1903 wurde der Sitz der Verwaltung nach Hüls bei Recklinghausen verlegt. Zuvor hatten am 1. Mai 1900 die Teufarbeiten begonnen. Ende 1905 nahm Schacht 1 die Förderung auf.
Seit dem Verbund mit der nach Generalfeldmarschall Leonhard von Blumenthal (1810–1900) benannten Recklinghäuser Zeche „Blumenthal / Haard“ führte der gemeinsame Bergbaubetrieb den Namen „Auguste Victoria / Blumenthal“ (AV/BL). Das Bergwerk gehörte zu den leistungsfähigen Förderstandorten der Deutsche Steinkohle AG und bot zeitweise rund 11.000 Menschen einen Arbeitsplatz. Nach rund 116 Jahren wurde das Bergwerk am 18. Dezember 2015 geschlossen, es war die vorletzte Zeche im Revier sowie das drittletzte Steinkohlebergwerk in Deutschland.

### Zeche „Brassert“
Im Jahre 1905 erfolgte im Anschluss an die erfolgreichen Bohrungen in Marl die Gründung der Zeche Brassert, benannt nach Hermann Brassert, dem „Vater“ des allgemeinen Berggesetzes von 1865. 1910 wurde die Kohleförderung aufgenommen, in den 1950er Jahren arbeiteten bis zu 5000 Menschen „auf Brassert“. Nach Schließung der Zeche 1972 entstand auf gut zwei Dritteln des ehemaligen Zechengeländes in Marl-Brassert das Gewerbegebiet Zechenstraße; das verbleibende Drittel nimmt das Freizeitgelände Brassert ein. Einige der Zechengebäude blieben erhalten. In der ehemaligen Markenkontrolle haben ein Atelier und das Fahrradbüro der Stadt Marl ihren Platz gefunden.

### 20. Jahrhundert

#### Erster Bergarbeiterstreik
Im März 1912 kam es in Marl zum ersten großen Bergarbeiterstreik Die Forderungen waren die Einführung der 8-Stunden-Schicht, Abschaffung der Unternehmer-Arbeitsnachweise, Einschränkung von Geldstrafen und Lohnaufbesserungen wegen stark gestiegener Lebenshaltungskosten. Getragen von einem „Dreibund“ aus freigewerkschaftlichem „Altem Verband“, den Hirsch-Dunckerschen und der polnischen Gewerkschaft; die christliche Gewerkschaft verweigerte offiziell die Teilnahme. Knapp die Hälfte der Zechenbelegschaft beteiligte sich an der Arbeitsniederlegung. Auseinandersetzungen konnten verhindert werden, da Polizei und Militär aus Frankfurt, Hannover und Magdeburg nach Marl entsandt wurde. Der Streik wurde daraufhin beendet.

#### Straßenbahn nach Hüls (1914)
Am 27. Mai 1914 wurde die Strecke Recklinghausen (Lohtor) - Sinsen - Marl-Hüls als Linie 4 der Recklinghausener Straßenbahnen in Betrieb genommen. Sie diente vor allem der Anbindung des Zechenstandorts Auguste Victoria; die Zeche beteiligte sich am Streckenbau bzw. subventionierte Fahrscheine für ihre Belegschaft.
Eine direkte Verbindung Recklinghausen – Marl (Amtshaus) war bereits am 29. August 1915 als Linie 6 eröffnet worden; das fehlende Stück Marl – Hüls folgte erst am 1. März 1928.
Einzelne lokale Darstellungen nennen als Fertigstellungs-/Eröffnungsdatum den 28. Mai 1914; die Verkehrsgeschichte des Vestes nennt 27. Mai 1914.
Am 22. April 1918 streikte die Belegschaft der Zeche Auguste Viktoria erneut. Insgesamt streikten 29 Zechenbelegschaften an der Ruhr. Hintergrund war die seit Jahren höher werdende Preissteigerung von Grundnahrungsmitteln und Bekleidung. Freiherr von Twickel, der Amtmann von Recklinghausen wies darauf hin, dass es seit Wochen in Marl keine Kartoffeln mehr gab. Der Marler Amtmann Barkhaus wies die Forderung nach Mindestlöhnen für die Bergleute allerdings zurück.
Im Ersten Weltkrieg sind 578 Marler Einwohner gefallen.
Der Ruhraufstand im Zusammenhang mit dem Kapp-Putsch vom 13. März 1920 hatte auch Auswirkungen auf Marl. Am 1. April 1920 besetzte die Rote Ruhrarmee Marl und lieferte sich am Lippeübergang bei Bossendorf ein Gefecht mit der Reichswehr, bei dem auch 15 unbeteiligte Kanalarbeiter umkamen.
Am 26. Dezember 1922 stellte die alliierte Reparationskonferenz einstimmig fest, dass Deutschland mit den Reparationslieferungen auf Grund des Versailler Vertrages in Rückstand war und die Situation spitzte sich zu.
Die zunehmende Eskalation zwischen den Parteien führte schließlich am 11. Januar 1923 dazu, dass das Ruhrgebiet von französischen und belgischen Truppen besetzt wurde. Ziel der Besetzung war es, die vertraglich zugesagten Entschädigungsleistungen direkt in Kohle einzutreiben. Zu den besetzten Gebieten gehörte auch das Amt Marl im Kreis Recklinghausen, die Lippe bildete die Grenze der französischen Besatzungszone nach Norden. Am 15. Januar 1923 wurde Marl von französischen und belgischen Truppen besetzt. Grenzstation im Amt Marl war die Eisenbahnkreuzung am Stellwerk Block Lippe an der Straße zwischen Haltern und Marl. Dort war ein Behelfshaltepunkt während der Besatzungszeit als Kontrollpunkt eingerichtet.

### Rappaport will Marl zur Stadt im Grünen machen
Im Jahre 1922 entschloss sich der Gemeinderat im Hinblick auf die zukünftige Entwicklung Marls, den Architekten und Stadtplaner Philipp Rappaport mit der Entwicklung einer Bauplanung für Marl zu beauftragen. Hintergrund dieser Planung war, dass man hinsichtlich des prognostizierten Wachstums der Gemeinde eine Durchmischung von Wohn- und Industriegebieten vermeiden wollte, wie sie in anderen Ruhrgebietsstädten zu Problemen geführt hatte. Obwohl Rappaport die Ansiedlung der späteren Chemischen Werke Hüls noch nicht mit berücksichtigen konnte, ging er allein wegen der Ausweitung des Bergbaus von einer künftigen Einwohnerzahl von 120.000 aus.
In seiner Planung war vorgesehen, dass der Großteil der Einwohner in Vorstädten wohnen sollte, die durch Grüngürtel von den Industriezonen getrennt sein sollten. Sein Plan sah weiterhin vor, dass eine neue Stadtmitte entstehen sollte, mit Rathaus, Marktplatz, Theater und Verwaltungsgebäuden. Sämtliche Straßenbahnlinien sollten sich dort treffen.

### Eingemeindung mehrerer Ortsteile
Diesem Plan Rappaports wurde aber nicht gefolgt, als am 1. April 1926 durch die Auflösung des Amts Recklinghausen und die Eingemeindung mehrerer Orte (Sinsen, Hüls, Lenkerbeck und Löntrop) nach Marl (das somit zum Großamt wurde), da eine Stadtmitte nur schwer zu finden war. Entscheidend für die Eingemeindung der Orte war der Einfluss der Zeche „Auguste Victoria“, ihr Management hatte sich zuvor beim zuständigen Regierungspräsidenten in Münster beklagt, dass sie mit ihren verschiedenen Schachtanlagen in mehreren Gemeinden steuerpflichtig sei und man bei der kommunalen Neuordnung die Betriebsstätten in einer Gemeinde zusammenfassen sollte. Dennoch war Rappaports Planung zukunftsweisend, weil die 40 Jahre später errichtete Stadtmitte Marl in groben Zügen seine Planungen widerspiegelt. Marls Anspruch, als „Stadt im Grünen“ zu gelten, wurde bereits in Rappaports Plänen ausgearbeitet.
Wie viele Städte im Ruhrgebiet wuchs Marl im 20. Jahrhundert zunächst durch den Steinkohlenbergbau und später durch die Chemieindustrie sehr schnell.

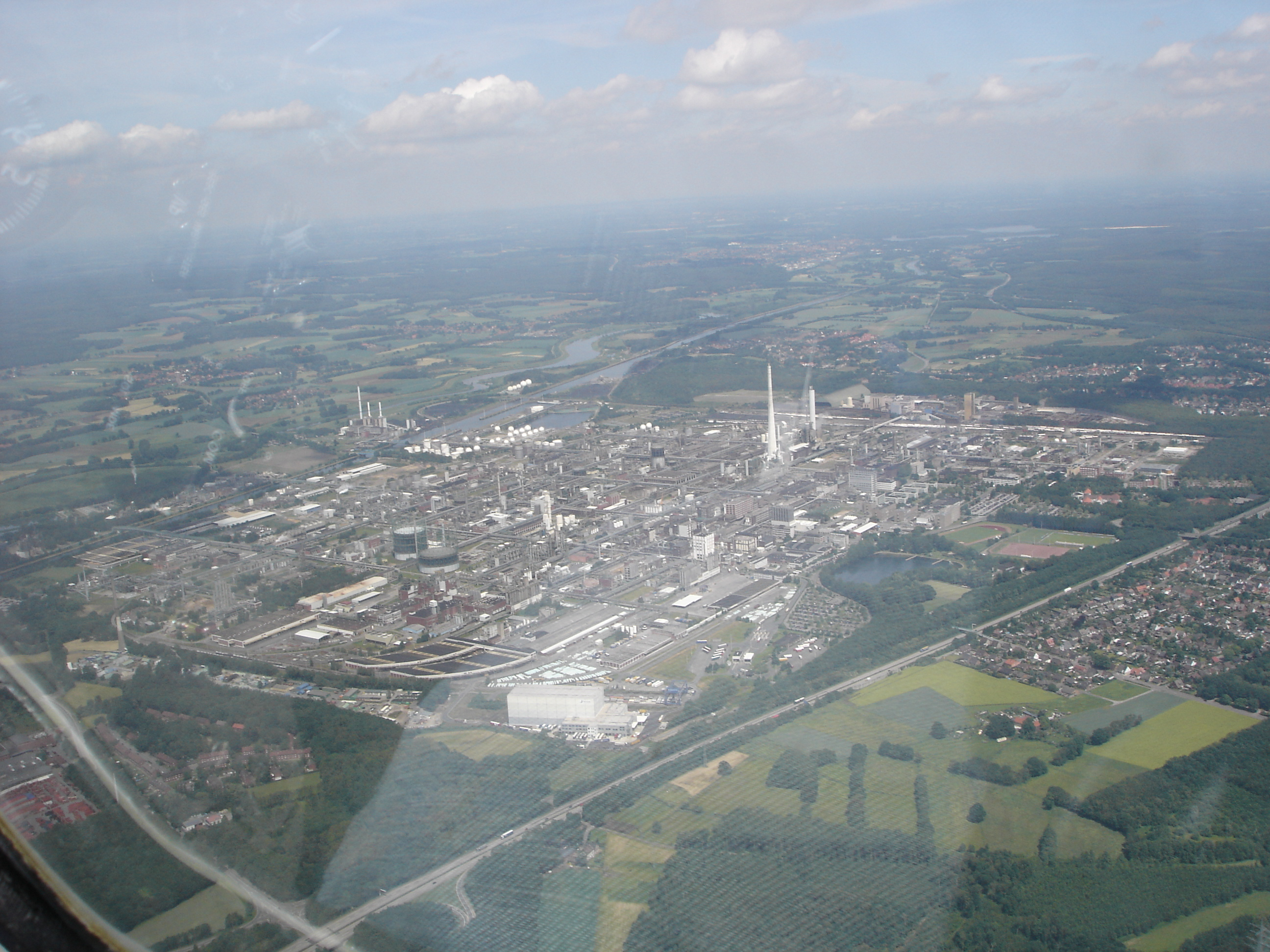
Luftbild des Chemieparks Marl

Für das Jahr 1931 verzeichnet das „Handbuch der Aemter und Landgemeinden in der Rheinprovinz und Westfalen“ 34.102 Einwohner (19.598 katholische, 12.105 evangelische, 30 jüdische und 2.309 sonstige Konfessionen). Die Bürgermeisterstelle war unbesetzt. Die Amtsvertretung bestand aus 18 Mitgliedern: 10 Zentrum, 2 SPD, 1 Wirtschaftspartei, 4 KPD, 1 Sonstiger. Die Gesamtfläche betrug 11.076 ha, davon bebaute Fläche 415 ha, Ackerland 3652 ha, Wald- und Wiesenfläche 5574 ha.
Am 20. April 1936 verlieh Ferdinand Freiherr von Lüninck, Oberpräsident der Provinz Westfalen, Marl die Stadtrechte.

### Chemische Werke Hüls (heute Chemiepark Marl)
Die Geschichte des Chemieparks Marl begann am 9. Mai 1938. Im Rahmen des damaligen Vierjahresplans der Reichsregierung beteiligten sich die IG Farbenindustrie AG und die Bergwerksgesellschaft Hibernia AG an der Gründung der Chemische Werke Hüls GmbH. Am Standort Marl sollte der für die Reifenproduktion elementare Rohstoff hergestellt werden: der synthetische Kautschuk Buna. Bereits am 29. August 1940 wurden die ersten Buna-Ballen ausgeliefert. Schwere Luftangriffe der Alliierten brachten die Produktion ab 1943 fast gänzlich zum Erliegen.
Nach Produktionsverboten und Demontagen entwickelte sich das Werk im sogenannten Wirtschaftswunder mit neuen Produktlinien zu einem Unternehmen mit Weltgeltung – seit 1979 unter Federführung der VEBA AG. Ab 1985 entschloss sich das nun als Hüls AG firmierende Unternehmen, die Schwer- und Grundstoffindustrie zugunsten einer Ausrichtung auf die Spezialchemie aufzugeben. Nach ihrer Neuorganisation zu einer strategischen Chemie-Holding fusionierten die Hüls AG und die Degussa AG 1999 zur Degussa-Hüls AG.
Anfang 2001 entstand mit dem Zusammenschluss der Degussa-Hüls AG und der SKW Trostberg AG zur neuen Degussa AG der drittgrößte Chemie-Konzern in Deutschland. Im Februar 2003 erhöhte die Essener RAG AG ihren Anteil der Degussa-Aktien auf 50,1 Prozent. Die vollständige Übernahme der Degussa-Anteile durch die RAG erfolgte im Mai 2006. Die Geschäftsfelder Chemie, Energie und Immobilien wurden im September 2007 im neuen Unternehmen Evonik Industries vereint. 2009 vollzog Evonik einen Kurswechsel und positioniert sich heute als reiner Spezialchemiekonzern.
Durch diese Neuausrichtungen sowie durch konzerninterne Umstrukturierungen hat sich der vormals homogene Standort in Marl zu einem heterogenen Chemiepark weiterentwickelt. Heute sind hier neben Evonik, ihren Tochtergesellschaften und Beteiligungen 16 weitere Unternehmen angesiedelt.

### Nationalsozialismus und Zweiter Weltkrieg

#### Judenverfolgung
Die Novemberpogrome 1938 betrafen auch in Marl die seit 1910 ansässige jüdische Bevölkerung, die hauptsächlich im Textil- und Möbelhandel tätig war. Mehrere Menschen wurden verletzt, Geschäfte angezündet und geplündert. Alle 29 jüdischen Bewohner wurden öffentlich durch die Stadt getrieben und deportiert. Viele von ihnen wurden ins KZ Riga-Kaiserwald gebracht und dort direkt ermordet. Nur wenige kehrten nach dem Krieg nach Marl zurück.
Diese Vorgänge hat der Künstler Gunter Demnig in Marl durch sein Projekt Stolpersteine dokumentiert.

#### Kriegsgefangene und Zwangsarbeiter
Durch die Zechen und die Chemischen Werke wurden eine Vielzahl von Arbeitskräften gebraucht, was nicht allein durch die einheimische Bevölkerung gedeckt werden konnte. Daher wurden in den Betrieben und Haushalten von Marl zwischen 1939 und 1945 Ausländer und Kriegsgefangene zur Zwangsarbeit verpflichtet.
In über 30 Lagern im Stadtgebiet waren 10.000 – 15.000 Kriegsgefangene und ausländische Zwangsarbeiter eingesperrt.
Es gab die acht großen Lager:
- Sinsen Schmielenfeldstraße/Gleisbogen:

(Ankunft und Deportation, ca. 1000 Personen)
- Römerlager, Römerstr.146:

(2.000 sowjetische Kriegsgefangene und 800–900 ukrainische und polnische Zwangsarbeiter)
- Lager Breddenkampstraße/Am Erzschacht:

(1.000 sowjetische Kriegsgefangene, später 1.000 ukrainische Zwangsarbeiter)
- Lager Hagenstraße

(2.000 Zwangsarbeiter aus verschiedenen europäischen Ländern)
- Lager Kampstraße

(1.000 sowjetische Kriegsgefangene für die Zeche Brassert)
- Südlager Lipper Weg gegenüber „Feierabendhaus“

(1.000 Zwangsarbeiter aus ganz Europa für die Chemischen Werke)
- Nordlager an der Nordstraße

(2.000 Zwangsarbeiter, Kriegsgefangene und „arbeitsunwillige“ Deutsche für die Chemischen Werke)
- Lager Tönsholt in Altendorf-Ulfkotte

(1.000 Kriegsgefangene und Zwangsarbeiter für KRUPP in Essen)
Neben diesen großen Lagern gab es noch mindestens 23 kleine Lager in Marl, in denen Zwangsarbeiter, die in der Landwirtschaft tätig waren, untergebracht waren.

### Luftkrieg und Kriegsende (1943–1945)
Im Zweiten Weltkrieg waren vor allem die Chemischen Werke Hüls (Buna-Werk) in Marl-Hüls Ziel alliierter Luftangriffe; bereits 1943 führten schwere Tagesangriffe der USAAF zu mehrmonatigen Produktionsausfällen, der Standort wurde bis März 1945 wiederholt bombardiert.
Am 17. März 1945 kam es in Hüls bei einem Luftangriff zu erheblichen Zerstörungen an Schachtanlagen der Zeche Auguste Victoria und den angrenzenden Wohnhäusern; zahlreiche Menschen kamen ums Leben.
Die Angriffe standen im Kontext der alliierten Ruhr-Abriegelungsoperationen im Februar/März 1945, die Verkehrs- und Industrieziele im nördlichen Ruhrgebiet priorisierten. Als Güterknoten diente u. a. der Bahnhof Marl-Sinsen mit Übergaben zur Zeche Auguste Victoria und später zum Chemiepark.
Am 31. März 1945 erreichte die 8. US-Panzerdivision den Raum Marl; die Werke wurden kampflos besetzt, eine Zerstörung nach dem „Nero-Befehl“ blieb aus. In Marl ging der Bergmann Karl Breuing den amerikanischen Truppen mit einer weißen Fahne entgegen, um eine Beschießung der Stadt zu verhindern; nach ihm ist heute eine Straße benannt.

### Eisenbahnunfall im Bahnhof Marl-Sinsen
Am 5. Oktober 1973 kam es im Bahnhof Marl-Sinsen zu einem Eisenbahnunfall, bei dem 7 Personen starben und 44 Personen verletzt wurden. Der Schnellzug D 632 Flensburg–Düsseldorf war auf eine auf dem Gleis wartende Rangierlok aufgefahren und entgleist. Kurz darauf fuhr ein weiterer Güterzug in die Unfallstelle. Die Züge stürzten eine Böschung hinab auf die damalige Bundesstraße 51.

### Städtebauliche Entwicklungsmaßnahme Stadtmitte Marl (Stadtkernerweiterung)
Die Stadt entstand durch das Zusammenwachsen ehemaliger Dörfer mit den Siedlungen der Bergarbeiter und der Chemiebeschäftigten. Sie hat daher kein historisches Zentrum. In den 1960er und 1970er Jahren wurde ein Stadtzentrum mit Rathaus, Wohnhochhäusern und dem Einkaufszentrum Marler Stern auf der „grünen Wiese“ angelegt.
Am 1. Januar 1975 erfolgte mit der kommunalen Neugliederung die Auflösung des Amtes Marl als Gemeindeverband und die Eingemeindung mehrerer Ortsteile in die Stadt Marl.
Um die bauliche Entwicklung der Stadtmitte zu vervollständigen, lobte die Stadt Marl Anfang 1988 einen Architektenwettbewerb mit dem Titel Wohnen im Stadtkern Marl aus. Erster Preisträger dieses Wettbewerbs wurde das Büro Prof. Wolfgang Pohl und Partner aus München/Düsseldorf. Nach dessen Plänen wurde 1994 die sogenannte Stadtkernerweiterung begonnen, die Halbrundbebauung an der S-Bahn S 9 errichtet und 1998 der nördliche Abschnitt der Bergstraße im Stadtzentrum vollständig umgestaltet. 2005 konnte der neue zentrale Busbahnhof in Betrieb genommen und die Neugestaltung der südlichen Bergstraße abgeschlossen werden.

### Eingemeindungen
- 1. April 1926: Durch das Gesetz über die kommunale Neugliederung des rheinisch-westfälischen Industriegebiets kommen Hüls, Lenkerbeck, Löntrop (vormals Recklinghausen-Land) und die Westhälfte[62] Sinsens (vormals Oer)[63] zu Marl
- 1. Januar 1975: Das Ruhrgebiet-Gesetz formt Marl neu – aus dem ehemaligen Amt Marl wird die südwestliche, inzwischen deutlich stärker besiedelte Hälfte der Gemeinde Hamm sowie der Großteil der Gemeinde Polsum (nur Bertlich ging an Herten); aus dem früheren Amt Haltern kleinere Teile von Lippramsdorf eingemeindet[64]

### Einwohnerentwicklung
Im Mittelalter und zu Beginn der Neuzeit hatte Marl nur wenige hundert Einwohner. Erst mit der Industrialisierung im 20. Jahrhundert wuchs die Bevölkerung der Stadt sehr schnell. Lebten 1900 erst 2.000 Menschen in Marl, so waren es 1939 bereits 35.000. Durch die Eingemeindung mehrerer Ortsteile stieg die Einwohnerzahl der Stadt von 77.000 im Jahre 1974 auf 92.000 am 1. Januar 1975. Zum 31. Dezember 1999 betrug die Amtliche Einwohnerzahl für Marl nach Fortschreibung durch das Landesamt für Datenverarbeitung und Statistik Nordrhein-Westfalen 93.735 (nur Hauptwohnsitze und nach Abgleich mit den anderen Landesämtern). Seitdem ist die Einwohnerzahl rückläufig.
Die folgende Übersicht zeigt die Einwohnerzahlen nach dem jeweiligen Gebietsstand. Bei 1600 handelt es sich um eine Schätzung, danach um Volkszählungsergebnisse (¹) oder amtliche Fortschreibungen des Statistischen Landesamtes. Die Angaben beziehen sich ab 1871 auf die Ortsanwesende Bevölkerung, ab 1925 auf die Wohnbevölkerung und seit 1987 auf die Bevölkerung am Ort der Hauptwohnung. Vor 1871 wurde die Einwohnerzahl nach uneinheitlichen Erhebungsverfahren ermittelt.
Die Verdoppelung der Einwohnerzahl zwischen 1925 und 1933 ist hauptsächlich darauf zurückzuführen, dass 1926 durch eine kommunale Neuordnung die Stadtteile Hüls, Lenkerbeck, Löntrop und Teile von Sinsen der Stadt Marl zugesprochen wurden.
| Jahr                 | Einwohner |
| -------------------- | --------- |
| 1600                 | 800       |
| 1. Dezember 1875 1   | 1.883     |
| 1. Dezember 1900 1   | 2.199     |
| 1. Dezember 1910 1   | 5.571     |
| 8. Oktober 1919 1    | 12.130    |
| 16. Juni 1925 1      | 16.018    |
| 16. Juni 1933 1      | 31.619    |
| 17. Mai 1939 1       | 35.288    |
| 31. Dezember 1945    | 42.603    |
| 29. Oktober 1946 1   | 44.043    |
| 13. September 1950 1 | 51.192    |

| Jahr                 | Einwohner |
| -------------------- | --------- |
| 25. September 1956 1 | 64.228    |
| 6. Juni 1961 1       | 71.508    |
| 31. Dezember 1965    | 76.674    |
| 27. Mai 1970 1       | 77.182    |
| 30. Juni 1974        | 76.849    |
| 31. Dezember 1975    | 91.930    |
| 31. Dezember 1980    | 89.082    |
| 31. Dezember 1985    | 87.449    |
| 25. Mai 1987 1       | 89.063    |
| 31. Dezember 1990    | 91.467    |
| 31. Dezember 1995    | 92.965    |

| Jahr                 | Einwohner |
| -------------------- | --------- |
| 31. Dezember 2000    | 93.256    |
| 31. Dezember 2005    | 90.816    |
| 31. Dezember 2008    | 88.836    |
| 31. Dezember 2010 2  | 87.557    |
| 31. Dezember 2011 2  | 87.201    |
| 31. Dezember 2012 2  | 84.055    |
| 31. Dezember 2013 2  | 83.634    |
| 31. Dezember 2016 2  | 83.737    |
| 31. Dezember 2017 2  | 83.695    |
| 31. Dezember 2018 3  | 87.147    |
| 30. September 2019 3 | 87.240    |

Die Einwohner sind zu 49,2 % männlich und zu 50,8 % weiblich. Die Altersstruktur gestaltet sich folgendermaßen:
- unter 18 Jahre: 15,5 %
- 18 bis 40 Jahre: 23,8 %
- 40 bis 59 Jahre: 30,2 %
- über 60 Jahre: 30,5 %

Der Ausländeranteil an der Bevölkerung beträgt 10,6 % (8896 Einwohner) (Stand 31. Dezember 2017).
Es leben Menschen aus ca. 130 Nationalitäten im Stadtgebiet. Hauptherkunftsländer sind dabei die Türkei mit 52,5 %, gefolgt von Ex-Jugoslawien mit 7,5 % und Polen mit 5,6 %.

## Politik

### Stadtrat

#### Ergebnisse der Kommunalwahlen 2020 in Marl
Die Sitze im Stadtrat verteilen sich nach dem Ergebnis der Kommunalwahl 2020 folgendermaßen auf die einzelnen Parteien:
| Partei | Stimmen | % (2020) | % (2014) | +/-    | Sitze (2020) | Sitze (2014) | +/- |
| --- | ------- | -------- | -------- | ------ | ------------ | ------------ | --- |
| SPD | 10.735  | 35,7 %   | 42,7 %   | −7,0 % | 16           | 21           | −5  |
| CDU | 08.456  | 28,2 %   | 28,6 %   | −0,4 % | 12           | 14           | −2  |
| Bündnis 90/Die Grünen | 02.649  | 08,8 %   | 03,5 %   | +5,3 % | 04           | 02           | +2  |
| AfD | 02.382  | 07,9 %   | 00,0 %   | +7,9 % | 04           | 0            | +4  |
| Wählergemeinschaft Die Grünen Marl | 01.675  | 05,6 %   | 03,8 %   | +1,8 % | 02           | 02           | ±0  |
| FDP | 01.375  | 04,6 %   | 03,0 %   | +1,6 % | 02           | 01           | +1  |
| Die LINKE | 10.800  | 02,7 %   | 04,0 %   | −1,3 % | 01           | 02           | −1  |
| WiR | 10.730  | 02,4 %   | 04,4 %   | −2,0 % | 01           | 02           | −1  |
| UBP | 10.622  | 02,1 %   | 04,6 %   | −2,5 % | 01           | 02           | −1  |
| Die PARTEI | 10.609  | 02,0 %   | 00,0 %   | +2,0 % | 01           | 0            | +1  |
| Gültige Stimmen | 30.033  |          |          |        |              |              |     |
| Ungültige Stimmen | 30.575  |          |          |        |              |              |     |
| Stimmen Insgesamt | 30.608  |          |          |        | 44           | 48           | −4  |
| Wahlberechtigte Insgesamt | 68.184  | 44,9 %   | 43,3 %   | +1,6 % |              |              |     |
| Ratswahl 13.09.2020 MarlWahlbeteiligung von 44,9 % 403020100 35,7 %28,2 %8,8 %7,9 %5,6 %4,6 %2,7 %2,4 %2,1 %2,0 % SPDCDUGrüneAfDWG Die GrüneneFDPLinkeWiRhUBPiPARTEIGewinne und Verlusteim Vergleich zu 2014 %p 8 6 4 2 0 −2 −4 −6 −8−7,0 %p−0,4 %p+5,3 %p+7,9 %p+1,8 %p+1,6 %p−1,3 %p−2,0 %p−2,5 %p+2,0 %pSPDCDUGrüneAfDWG Die GrünenFDPLinkeWiRUBPPARTEIAnmerkungen:e Wählergemeinschaft Die Grünen Marlh WiR für Marli Unabhängige-Bürger-Partei |         |          |          |        |              |              |     |
| Sitzverteilung Ratswahl 13.09.2020 MarlInsgesamt 44 Sitze - Linke: 1 - SPD: 16 - PARTEI: 1 - Grüne: 4 - CDU: 12 - FDP: 2 - AfD: 4 - Sonst.: 4 Sonstige: (4 Sitze) > „Wählergemeinschaft Die Grünen Marl“ = 2 Sitze > „WiR“ = 1 Sitz > „UBP“ = 1 Sitz |         |          |          |        |              |              |     |

| Partei | Kandidat*                 | Stimmen | % (2020) |
| --- | ------------------------- | ------- | -------- |
| SPD | Arndt, Werner             | 14.064  | 46,6 %   |
| CDU | Dornebeck, Angelika       | 7.890   | 26,1 %   |
| AfD | Keber, Bernard            | 1.989   | 6,6 %    |
| Bündnis 90/Die Grünen | Schulz, Daniel            | 1.884   | 6,2 %    |
| FDP | Schützendübel, Dr. Andres | 1.387   | 4,6 %    |
| Wählergemeinschaft Die Grünen Marl | Kühnhenrich, Brigitte     | 1.009   | 3,3 %    |
| WiR | Dechert, Fritz            | 823     | 2,7 %    |
| Die LINKE | Flaisch, Claudia          | 636     | 2,1 %    |
| UBP | Alinaghi, Borsu           | 509     | 1,7 %    |
| Gültige Stimmen | Gültige Stimmen           | 30.191  |          |
| Ungültige Stimmen | Ungültige Stimmen         | 410     |          |
| Stimmen Insgesamt | Stimmen Insgesamt         | 30.601  |          |
| Wahlberechtigte Insgesamt | Wahlberechtigte Insgesamt | 68.184  | 44,9 %   |
| Bürgermeisterwahl* 13.09.2020 MarlWahlbeteiligung von 44,9 % 50403020100 46,6 %26,1 %6,6 %6,2 %4,6 %3,3 %2,7 %2,1 %1,7 % SPDaCDUbAfDcGrünedFDPeWG Die GrünenfWiRgLinkehUBPiAnmerkungen:a Arndt, Wernerb Dornebeck, Angelikac Keber, Bernardd Schulz, Daniele Schützendübel, Dr. Andresf Kühnhenrich, Brigitteg Dechert, Fritzh Flaisch, Claudiai Alinaghi, Borsu |                           |         |          |

| Partei | Kandidat*                 | Stimmen | % (2020) |
| --- | ------------------------- | ------- | -------- |
| SPD | Arndt, Werner             | 11.224  | 59,7 %   |
| CDU | Dornebeck, Angelika       | 7.566   | 40,3 %   |
| Gültige Stimmen | Gültige Stimmen           | 18.790  |          |
| Ungültige Stimmen | Ungültige Stimmen         | 166     |          |
| Stimmen Insgesamt | Stimmen Insgesamt         | 18.956  |          |
| Wahlberechtigte Insgesamt | Wahlberechtigte Insgesamt | 68.143  | 27,8 %   |
| Bürgermeisterstichwahl* 27.09.2020 MarlWahlbeteiligung von 27,8 % 6050403020100 59,7 %40,3 % SPDaCDUbAnmerkungen:a Arndt, Wernerb Dornebeck, Angelika |                           |         |          |

##### Ergebnisse der Kommunalwahlen ab 1975
In der Liste werden nur Parteien und Wählergemeinschaften aufgeführt, die mindestens 1,95 Prozent der Stimmen bei der jeweiligen Wahl erhalten haben.
| Jahr   | SPD  | CDU  | UBP | WIR | Linke1 | WG Grüne | B90/Die Grünen | BUM   | FDP   | Piraten | Die PARTEI | AfD |
| ------ | ---- | ---- | --- | --- | ------ | -------- | -------------- | ----- | ----- | ------- | ---------- | --- |
| 1975   | 58,8 | 34,9 |     |     |        |          |                |       | 4,8   |         |            |     |
| 1979   | 52,8 | 33,6 |     |     |        | 08,9     |                |       | 4,3   |         |            |     |
| 1984   | 52,7 | 32,1 |     |     |        | 11,0     |                |       | 3,8   |         |            |     |
| 219892 | 48,5 | 28,3 |     |     |        | 11,2     |                |       | 4,5   |         |            |     |
| 1994   | 45,1 | 36,2 |     | 7,2 |        | 10,8     |                |       | 1,9   |         |            |     |
| 1999   | 38,4 | 43,8 |     | 9,5 |        | 05,0     |                |       | 2,5   |         |            |     |
| 2004   | 37,7 | 31,8 |     | 9,5 | 3,4    | 06,5     |                | 5,4   | 5,7   |         |            |     |
| 2009   | 36,6 | 27,6 | 2,8 | 8,3 | 5,1    | 04,7     | 2,9            | 5,2   | 6,9   |         |            |     |
| 2014   | 42,7 | 28,6 | 4,6 | 4,4 | 4,0    | 03,8     | 3,5            | 03,04 | 02,98 | 2,3     |            |     |
| 2020   | 35,7 | 28,1 | 2,1 | 2,4 | 2,7    | 5,6      | 8,8            |       | 4,6   |         | 2,0        | 7,9 |

1 Linke: 2004: PDS, ab 2009: Linke

2 1989: zusätzlich: REP: 7,5 %

### Gemeindevorsteher
- 1919–1926: Guido Heiland, SPD
- 1926–1933: Johann Hütter, ZENTRUM
- 1933–1936: Heinrich Springies, NSDAP

### Bürgermeister

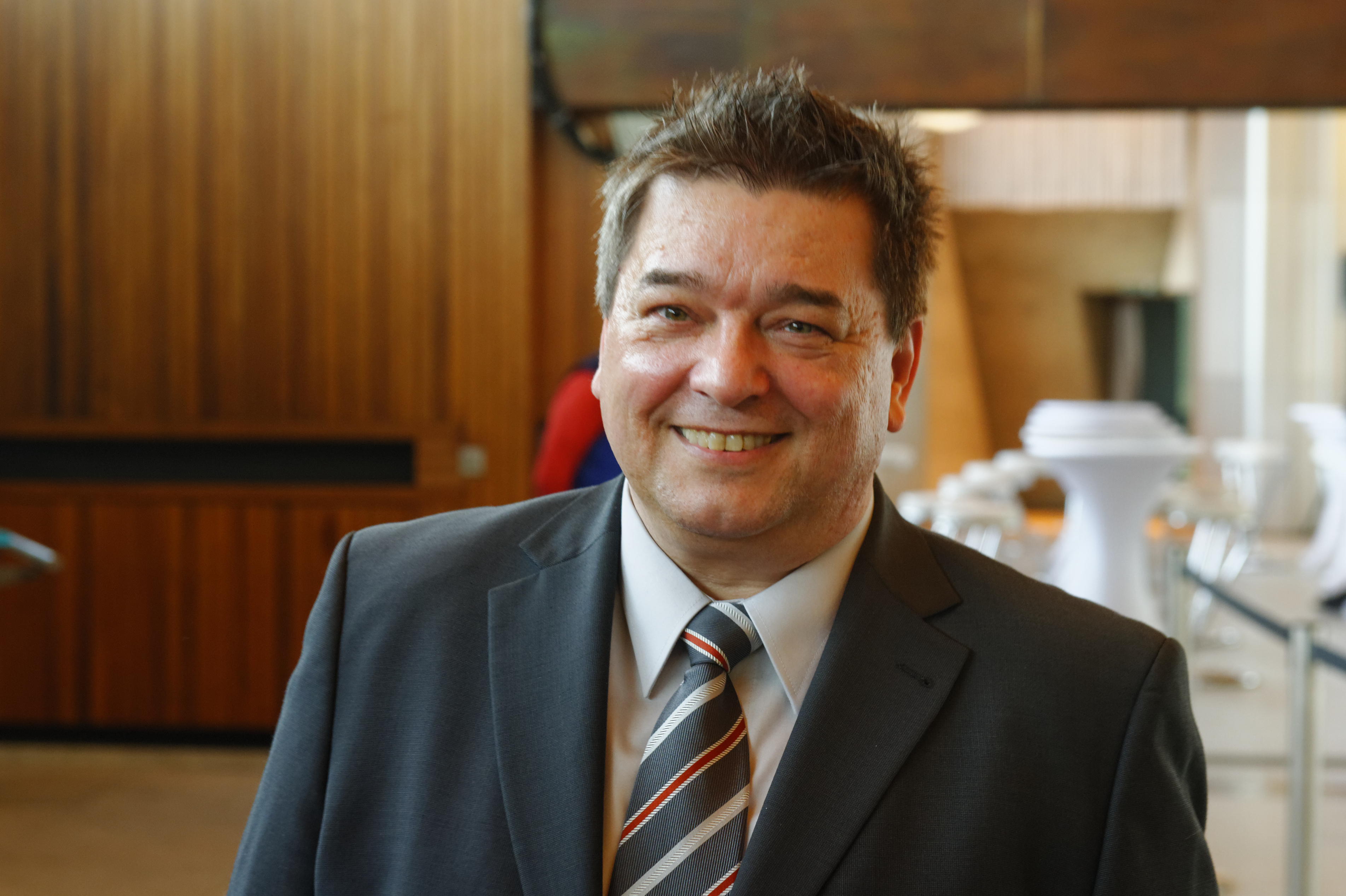
Bürgermeister Arndt auf dem Presseempfang der Grimme-Preis-Verleihung 2013

- 1936–1939: Heinrich Springies, NSDAP, davor von 1933 bis 1936 Gemeindevorsteher
- 1939–1941: Paul Becker, NSDAP
- 1942–1945: Friedrich Wilhelm Willeke, bis 1933 Zentrum, danach NSDAP, ab 1945 CDU
- 1945–1946: Paul Eichmann (parteiloser Geschäftsmann aus Marl-Hüls, wurde von der amerikanischen und britischen Militärregierung zum Oberbürgermeister der Stadt Marl ernannt),
- 1946–1965: Rudolf-Ernst Heiland, SPD
- 1965–1974: Ernst Immel, SPD
- 1975–1984: Günther Eckerland, SPD
- 1984–1995: Lothar Hentschel, SPD
- 1995–1999: Ortlieb Fliedner, SPD
- 1999–2009: Uta Heinrich, CDU, seit 2004 parteilos
- 2009–heute: Werner Arndt, SPD
- Bei der Stichwahl des Bürgermeisters am 27. September 2020 gewann der Amtsinhaber Arndt (SPD) mit 59,73 % bei einer Wahlbeteiligung von 27,82 %.[74]

### Jugend in Marl („J!M“)
Jugend in Marl ist ein Beteiligungsgremium für Marler Jugendliche, bestehend aus nicht gewählten Marler Jugendlichen, anders als bei einem Jugendparlament, kann im Jugendforum jeder mitbestimmen und jeder kann kommen und gehen wie er Zeit hat. Das Jugendforum wird von der Stadt als Jugendgremium anerkannt und unterstützt. Es besitzt ein Antrags- und Rederecht im Ausschuss für Kinder, Jugend und Familie.
- Das JuFo ist Mitglied im Kinder- und Jugendrat NRW
- Das JuFo organisiert Projekte und nimmt an Veranstaltungen teil.
- 2004: 38 Marler Jugendliche gründeten im Jugendheim HoT Hagenbusch gemeinsam mit der Kinder- und Jugendbeauftragten das Marler Jugendforum
- 2005: Das Jugendforum wird Mitglied im Kinder und Jugendrat NRW
- 2006: Die Mitglieder des Jugendforums wurden für herausragendes soziales Engagement, als „Marls Beste“ geehrt.
- Das Jufo benennt sich in J!M um

Im Januar 2022 beschloss der Stadtrat, ein Jugendparlament wählen zu lassen.

### Stadtwappen und -flaggen

Stadtwappen
Stadtflagge mit Wappen auf quergestreiftem schwarz-weißem Grund
Banner mit Wappen auf längsgestreiftem schwarz-weißen Grund

Blasonierung: Geteilt und unten gespalten; oben in Silber ein durchgehendes, schwarzes Kreuz, unten vorne in Silber ein schwarzes Fasseisen, hinten in Schwarz schräggekreuzt ein silberner Schlägel und ein silbernes Eisen.
Das Wappen zeigt oben das kurkölnische Kreuz. Das Vest Recklinghausen gehörte bis zur Bulle Pius VII. „De salute animarum“ zum Erzbistum Köln, danach wurde es dem Bistum Münster inkorporiert. Schlägel und Eisen sind als Symbole des Bergbaus eingefügt. Das Fasseisen (Krampe) verweist auf die Familie von Loe.

### Partnerstädte
- Creil, Frankreich, seit 1975
- Herzlia, Israel, seit 1981
- Bitterfeld (heute Bitterfeld-Wolfen), Sachsen-Anhalt, seit 1991
- Pendle, England, seit 1995
- Zalaegerszeg, Ungarn, seit 2000
- Kuşadası, Türkei, seit 2000
- Krosno, Polen, seit 2015

### Trivia
Am 25. Mai 2009 erhielt die Stadt den von der Bundesregierung verliehenen Titel „Ort der Vielfalt“.

## Wirtschaft und Infrastruktur

### Wirtschaft
Die Wirtschaftsstruktur der Stadt war seit der Stadtgründung von der Bergbau- und der chemischen Industrie geprägt. Mit der Schließung des letzten noch aktiven Marler Bergwerks "Auguste Victoria" Ende 2015 und dem damit verbundenen Verlust von mindestens 2.000 Arbeitsplätzen bleibt der Chemiepark mit rund 10.000 Arbeitnehmern der mit Abstand größte Arbeitgeber der Region. Durch verschiedene Investitionen der Evonik AG in hohen Milliardenbeträgen baut der Konzern den Standort Marl zu einem der weltweit bedeutendsten Standorte für die chemische Produktion aus, sodass hier Kunststoffe höchster Güte herstellt werden.
Unter dem Titel gate.ruhr – Die neue Victoria versuchen die Stadt Marl, die RAG sowie das Land NRW eine rasche Nachfolgenutzung der ehemaligen Zechenareale zu realisieren. Im Bestfall, so die Einschätzung der Experten, könnten so wieder rund 1.000 neue Arbeitsplätze geschaffen werden. Eine positive Entwicklung konnte die Stadt im Sommer 2016 vermelden, als der Metro-Konzern bekannt gab, auf den Flächen der nicht realisierten sogenannten Westerweiterung des Chemieparks an der Brassertstraße sein nationales Logistikcenter zu errichten. Der nach Unternehmensangaben größte Logistikstandort Deutschlands hat rund 1000 Arbeitsplätze geschaffen. Seit 2018 versorgt das Lagerzentrum alle "real"- und Metromärkte in Deutschland mit Waren. Im Zuge der Metro-Ansiedlung werden auch der nahe Autobahnanschluss sowie die Brassertstraße umgebaut. Auch ein Logistikzentrum von Thalia ist im Bau. Eine Inbetriebnahme des gesamten Logistikcenters ist für 2026 geplant.
Zusätzlich sind in Marl viele weitere Unternehmen in den zahlreichen Gewerbegebieten ansässig, so unter anderem Arvato (eine Tochter der Bertelsmann AG) und die Linde AG im interkommunalen Gewerbepark. Weitere bekannte Unternehmen mit Sitz in Marl sind die Volksbank Marl-Recklinghausen und das Medienhaus Bauer.

### Verkehr

#### Straße

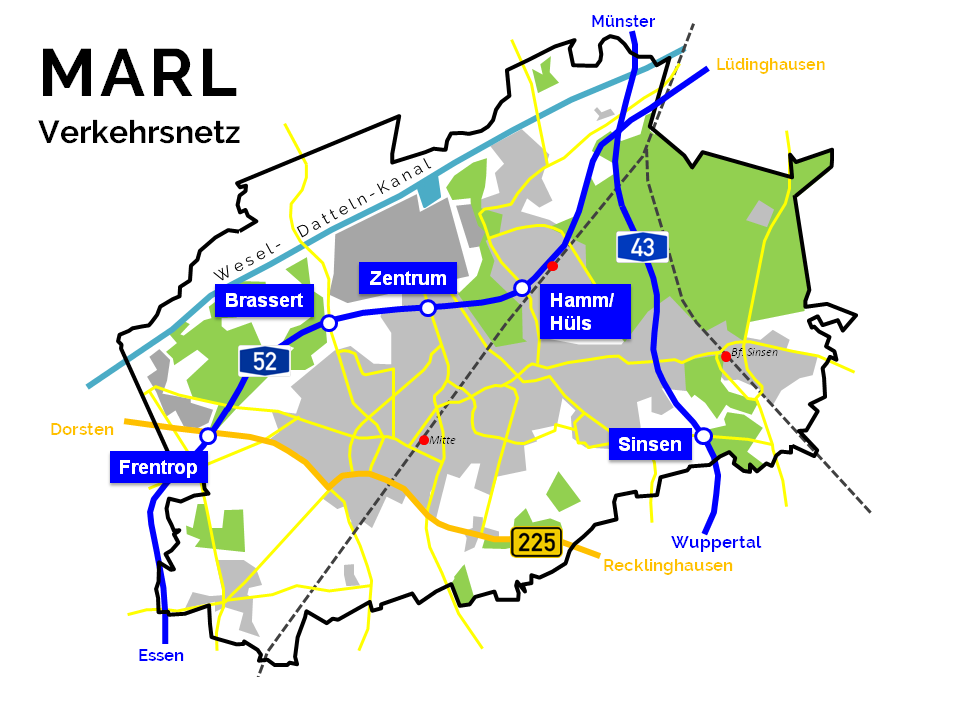
Marler Verkehrsnetz

Im Marler Stadtgebiet verlaufen die Bundesautobahnen BAB 43 (Münster – Wuppertal) und die BAB 52 (Marl–Essen–Düsseldorf–Roermond). An der A 43 besteht im Stadtteil Sinsen die Möglichkeit zur Abfahrt, an der A 52 gibt es insgesamt vier Anschlussstellen für Marl. Des Weiteren wird auf der A 2 am Übergang zur B 224 auf Marl hingewiesen (Anschluss „Essen/Gladbeck/Marl“). Ebenfalls auf Marler Stadtgebiet befindet sich die B 225, welche über Frentrop mitten durch das historische Zentrum Alt-Marls verläuft und anschließend über Steinernkreuz nach Recklinghausen führt. So wird ein Großteil der Marler Siedlungsgebiete durch die Fernstraßen "ringartig" umgeben, weshalb die Verkehrsdichte innerhalb des Ring auf den kommunalen Straßen vergleichsweise gering ausfällt. Eine Ausnahme bildet hier die Bergstraße (später Victoria- / Bahnhof- / Schulstraße), da sie die einzige innerstädtische Ost-West-Verbindung darstellt und folglich zu großen Teilen überlastet ist. Die Innenstadt wird in nördlicher und östlicher Richtung von der Herzlia-Allee (benannt nach der israelischen Partnerstadt Herzlia) und der Rappaportstraße (benannt nach dem Stadtplaner Philipp Rappaport) eingerahmt. Beide zuletzt genannten Straßen bilden zusammen die Nord-Süd-Achse der Stadt und verbinden den Süden (Alt-Marl, Drewer, Steinernkreuz) mit dem Chemiepark und der A 52. Im Süden wird die neue Mitte von den ineinander übergehenden Ringen Willy-Brandt-Allee und Hervester Straße abgeschlossen. Alle genannten Straßen sind vierspurig. Insgesamt umfasst das Marler Straßennetz eine Länge von rund 540 Kilometern, aufgeteilt in über 730 klassifizierte Straßen.
Der öffentliche Personennahverkehr wird in Marl, genauso wie in den Nachbarstädten, von den Vestischen Straßenbahnen betrieben. Zentraler Haltepunkt der meisten Linien in Marl ist der Busbahnhof im Stadtkern. Hier sowie im Einkaufszentrum Marler Stern werden Fahrgäste über DFI-Monitore live über den Fahrplan sowie Verspätungen informiert.

#### Schiene

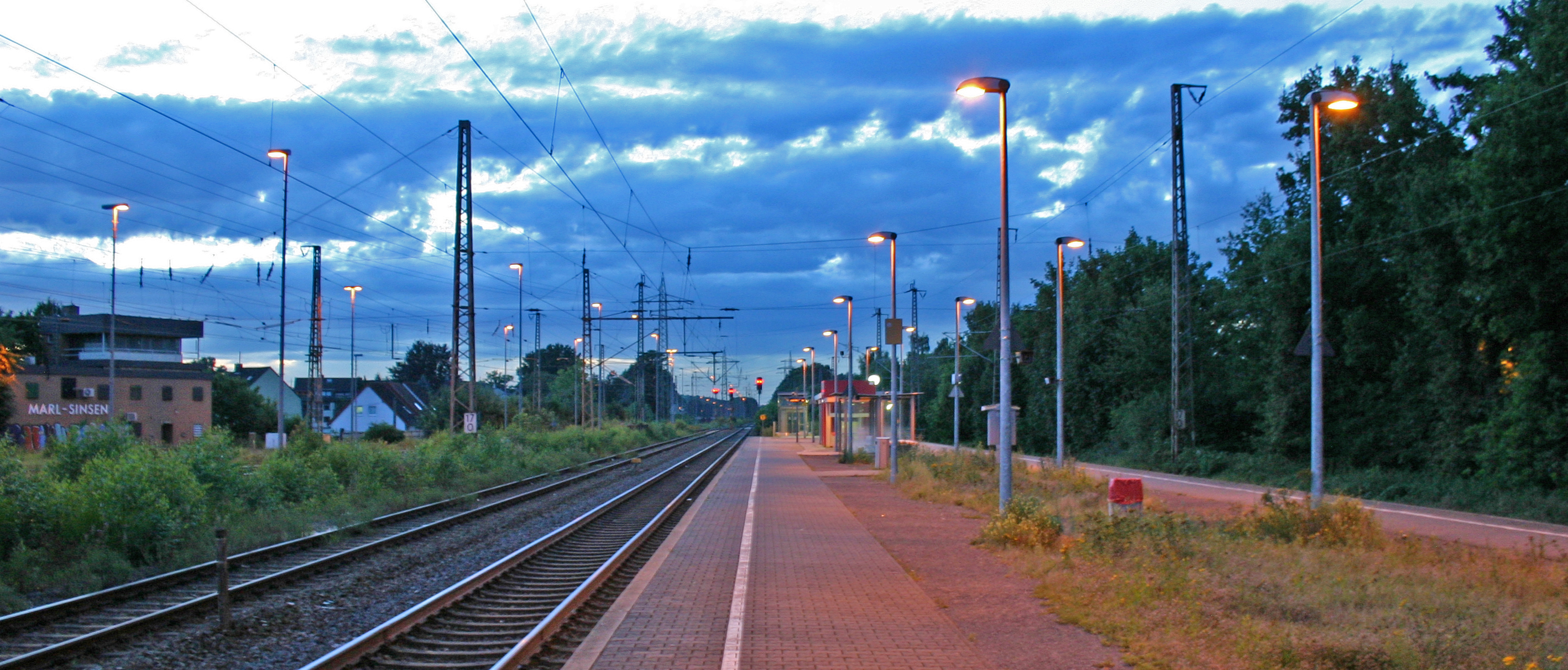
Bahnhof Marl-Sinsen

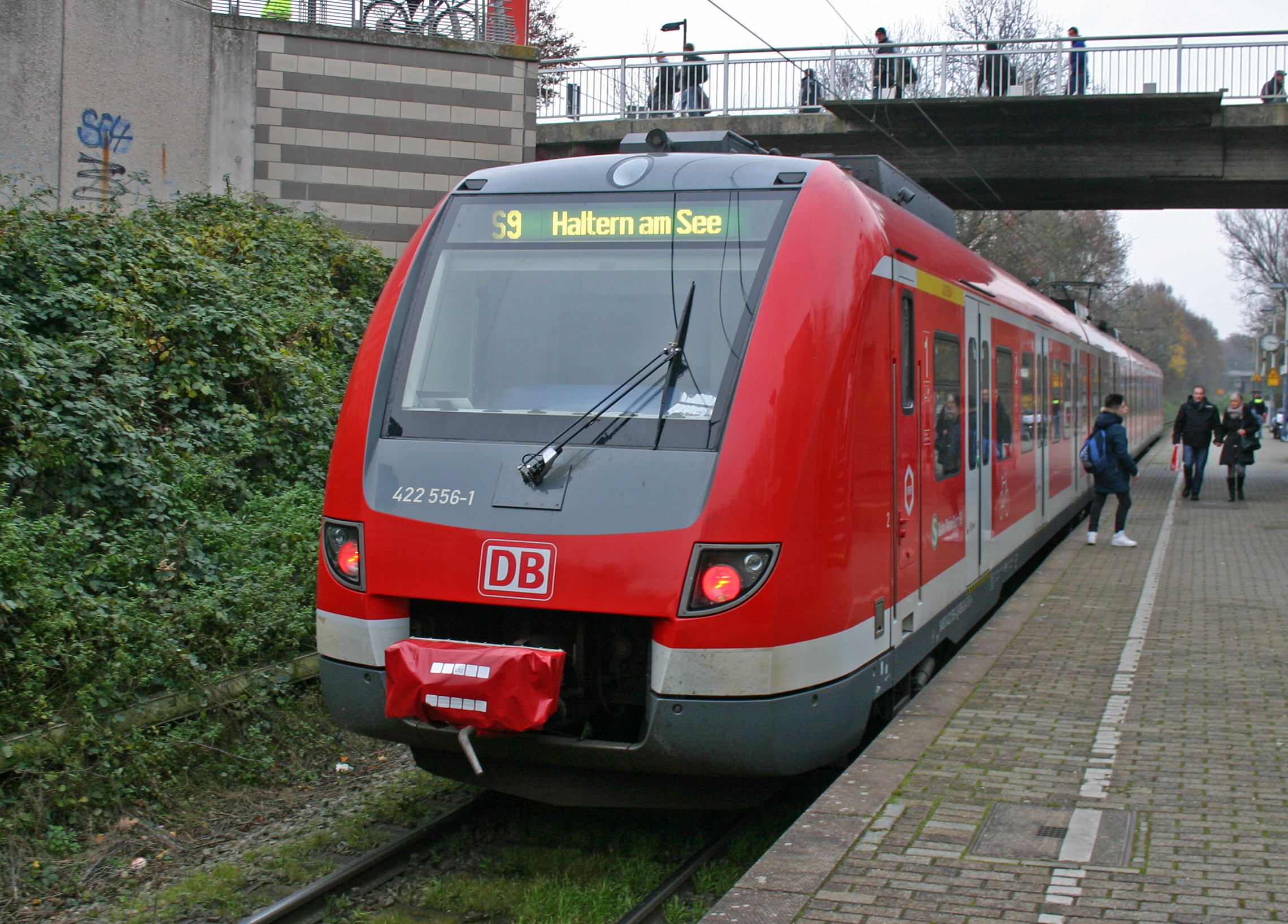
S-Bahn Rhein-Ruhr in Marl Mitte

Mit dem Zug kann Marl über mehrere Stationen erreicht werden. Der einzige Bahnhof der Stadt ist Marl-Sinsen an der Strecke Wanne-Eickel–Hamburg. Hier verkehren die beiden Nahverkehrslinien der Haard-Achse: Der RE 42 Niers-Haard-Express (Münster (Westf)–Essen) fährt im Halbstundentakt. Stündlich wird er über Duisburg und Krefeld nach Mönchengladbach durchgebunden. In den späten Abendstunden hält der Rhein-Haard-Express nach Düsseldorf. Außerdem fährt stündlich der Vest-Ruhr-Express (RE 41) von Bochum Hbf nach Haltern am See. Zudem gibt es zwei Haltepunkte in Marl Mitte und Marl-Hamm an der Bahnstrecke Gelsenkirchen-Buer Nord–Marl Lippe, welche stündlich von der S-Bahn-Linie 9 (Haltern–Gladbeck–Bottrop–Essen–Wuppertal) angefahren werden.

#### Fahrradverkehr
Der Marler Rat hat am 25. Juni 2020 das Bürgerbegehren „Radentscheid Marl“ für zulässig erklärt. Damit war Marl nach Aachen die zweite Stadt in Nordrhein-Westfalen, in der die Bürger an die Wahlurnen gerufen werden konnten, um anstelle der Politik selbst über eine bessere Radinfrastruktur zu entscheiden. Damit gingen nach dem landesweiten Aufbruch Fahrrad von ADFC und Radkomm nun auch auf kommunaler Ebene von den Städten Aachen, Bielefeld und Marl wichtige kommunale Signale für die künftige Verkehrspolitik in NRW aus. Die Initiative „Radler-Stammtisch-Marl“ hatte das erforderliche Quorum von 4160 Unterschriften auf dem Höhepunkt der Corona-Kontaktsperre trotz schwieriger kontaktloser Sammlung im Rekordtempo von nur vier Wochen um mehr als 2000 übertroffen. Der Marler Stadtrat machte sich außerdem die von der Initiative geforderten neun Ziele für eine bessere Fahrradinfrastruktur und einen klimaschonende Mobilität zu eigen und beauftragte die Verwaltung, in den kommenden acht Jahren rund 65 Millionen Euro in den Radverkehr zu investieren. Damit erübrigte sich ein Bürgerentscheid. Damit ist Marl die erste Stadt im Ruhrgebiet und in einer Mittelstadt unter 100.000 Einwohnern, die die Verkehrswende durch den Druck der Bürger einleitet.

#### Wasser
Binnenschiffe können Marl über den Wesel-Datteln-Kanal anlaufen.

#### Luft
Per Flugzeug kann Marl über den Verkehrslandeplatz Marl-Loemühle angesteuert werden. Die nächsten Verkehrsflughäfen sind Düsseldorf, Dortmund und Münster/Osnabrück.

## Sonstiges
- Der Verkehrsplaner Jürgen Göttsche aus Marl hatte Ende der 1990er Jahre die Idee zu einem Ampelgriff. Mithilfe von Sponsoren wurden im Jahr 2000 in Marl die ersten Ampelgriffe montiert. Mittlerweile wird der Ampelgriff in vielen Städten eingesetzt oder getestet. Die Kosten werden meistens von örtlichen Geschäften oder Vereinen übernommen.
- Marl ist eine der 13 Kommunen, die 1993 die Arbeitsgemeinschaft fahrradfreundliche Städte und Gemeinden in Nordrhein-Westfalen gegründet haben. Dort war sie bis zum Jahreswechsel 2014/2015 ständiges Mitglied.
- Marl bietet eine bisher einzigartige Besonderheit an Fußgängerampeln. 2014 wurden hier die ersten „sprechenden Ampeln“ Deutschlands installiert. Hierbei handelt es sich um ein Modul, welches dafür sorgt, dass bei Betätigung des Signalanforderungsgeräts am Ampelmast „Dankeschön, gleich wird’s grün“ ertönt. Die Stadt Marl möchte mit dem Pilotprojekt sehbehinderten Menschen eine weitere Unterstützung bieten und zudem zur häufigeren Nutzung der Ampeln animieren und damit „Rotlichtgeher“ vermeiden. Bisher wurden mehrere Anlagen mit dem System ausgestattet, weitere sollen folgen.

### Medien

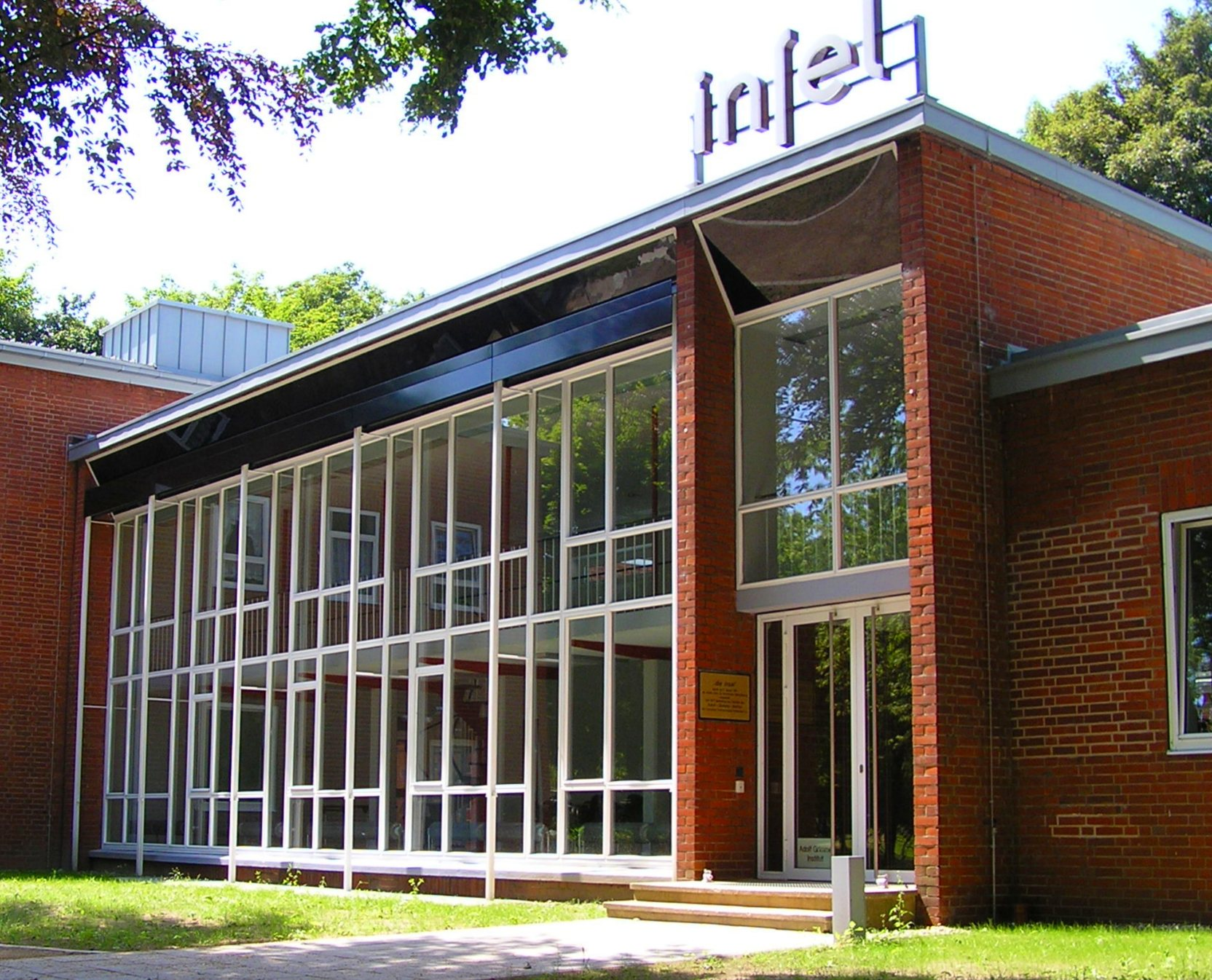
Grimme-Institut

Bekannt ist Marl für das hier ansässige Grimme-Institut, welches alljährlich den renommierten Fernsehpreis Grimme-Preis verleiht.
Hier befindet sich das Medienzentrum für den Kreis Recklinghausen. Es versorgt alle Schulen im Kreis Recklinghausen mit Medien und vermittelt Lehrern Medienkompetenz.
Im Stadtgebiet erscheinen zwei Zeitungen, die Marler Zeitung und die WAZ (Westdeutsche Allgemeine Zeitung). In Marl befand sich der Verlag J. Bauer KG. Die vom heutigen Medienhaus Bauer herausgegebene Marler Zeitung hat die meisten Abonnenten in Marl. Die WAZ hat Anfang 2007 ihre Lokalredaktion in Marl geschlossen und die Bearbeitung Marler Themen der Vestredaktion in Recklinghausen übertragen.
Wöchentlich erscheinen die kostenlosen Anzeigenblätter Marl Aktuell, Kurier zum Sonntag und Stadtspiegel (WAZ).
Der Lokalradiosender Radio Vest sendet Nachrichten für die Städte des Kreises Recklinghausen.

### Öffentliche Einrichtungen
- Amtsgericht Marl
- Finanzamt Marl
- Feuerwehr der Stadt Marl
- Medienzentrum Kreis Recklinghausen
- Straßenverkehrsamt für den Landkreis

### Krankenhäuser
- Knappschaften-Kliniken Paracelsus Marl (ehemalig Paracelsus-Klinik)
- Marienhospital
- LWL-Klinik Marl-Sinsen (Haardklinik)

### Institutionen
- FOM Hochschule für Oekonomie & Management
- Christlich-Islamische Arbeitsgemeinschaft Marl sowie jährliches „Abrahamsfest“ der drei Religionen: Christentum, Islam und Judentum

## Hilfsorganisationen und Gefahrenabwehr

### Polizei
Die Polizei in Marl ist Teil des Polizeipräsidiums Recklinghausen. Die Polizeiwache Marl ist 24 Stunden besetzt und befindet sich an der Rappaportstr. 1. Sie ist zuständig für die Einsatzbewältigung in Marl und der Nachbarstadt Haltern am See. Außerdem findet man dort das Kriminalkommissariat 42, das für den örtlichen Bereich zuständig ist und das Verkehrskommissariat 3, das behördenweit komplexe Unfälle aufnimmt. An der Victoriastraße in Hüls befindet sich eine Nebenwache, in der ein Teil des Bezirks- und Schwerpunktdienstes untergebracht ist.
Die Polizeiwache befand sich jahrzehntelang im alten Rathaus in Alt-Marl bis zur Fertigstellung des jetzigen Gebäudes im Jahre 1992.

### Feuerwehr
Die Feuerwehr Marl ist innerhalb der Stadt Marl für die nichtpolizeiliche Gefahrenabwehr zuständig. Sie ist teilweise mit hauptamtlichen Kräften besetzt, jedoch keine Berufsfeuerwehr. Offiziell handelt es sich um eine „Freiwillige Feuerwehr mit hauptamtlichen Kräften“.
Die Feuerwehr besitzt neben dem hauptamtlichen Löschzug auch noch 5 weitere, ehrenamtlich besetzte Löschzüge:
- Löschzug 2, Alt-Marl
- Löschzug 3, Lenkerbeck
- Löschzug 4, Sinsen
- Löschzug 5, Hamm
- Löschzug 6, Polsum

Die Feuerwehr gewährleistet zudem den Rettungsdienst. Die Notfallrettung durch Rettungswagen und Notarztwagen besetzt die Feuerwehr, der Krankentransport hingegen wird seit dem 1. Mai 2012 vom Deutschen Roten Kreuz Marl gewährleistet, der damit den Arbeiter-Samariter-Bund Marl ablöst. Die zuvor von der Feuerwehr besetzten Krankentransportwagen wurden ebenfalls durch das DRK ersetzt, im Gegenzug dazu übernahm die Feuerwehr einen weiteren Rettungswagen im Tagesdienst, den zuvor der ASB stellte.
Notrufe werden durch die Kreisleitstelle des Kreises Recklinghausen angenommen. Sollte kein Rettungsmittel innerhalb Marls in Reichweite sein, alarmiert der Leitstellendisponent das zeitlich nächstgelegene Rettungsmittel. Außerdem kann, sofern kein Rettungsdienstfahrzeug in der Nähe ist, ein Hilfeleistungslöschgruppenfahrzeug (HLF) von der hauptamtlichen Wache in Marl als First Responder eingesetzt werden, um die Wartezeit auf professionelle medizinische Hilfe erheblich zu verkürzen und die Überlebenschancen zu erhöhen. Hierzu ist das Fahrzeug mit entsprechenden medizinischen Materialien – unter anderem mit einem Automatisch-Externen-Defibrillator (AED) – ausgestattet. Alle Besatzungsmitglieder sind ausgebildete Rettungssanitäter oder Rettungsassistenten. Außerdem besitzt die Feuerwehr Marl seit 1999 eine Höhenrettungsgruppe, die in der Lage ist, jeden Punkt zu jeder Zeit an einem hohen Objekt zu erreichen, um von dort eine ordnungsgemäße Menschenrettung oder -bergung durchzuführen.

#### Werkfeuerwehr Chemiepark Marl und TUIS-Standort Marl
Der Chemiepark Marl besitzt zudem eine gesetzlich vorgeschriebene Werkfeuerwehr (WF), die für die rettungsdienstliche und feuerwehrtechnische Gefahrenabwehr innerhalb der Betriebe des Chemieparks zuständig ist. Sie gehört zur Evonik Technology & Infrastructure GmbH. Die Marler Werkfeuerwehr gehört dem Transport-Unfall-Informations- und Hilfeleistungssystem (TUIS) an. Wenn innerhalb Deutschlands oder im nahen Ausland ein Unfall mit Gefahrgütern geschieht, stellt die WF Chemiepark Marl eine kostenlose Beratung zur Verfügung. Wenn dies nicht ausreichen sollte und spezielle Geräte und Fachleute vor Ort erforderlich sind, fahren die Spezialisten mit einem speziellen TUIS-Fahrzeug zum Unfallort. TUIS steht, wie die gesamte WF Chemiepark Marl, rund um die Uhr zur Verfügung.

#### Flugplatz Marl-Loemühle
Eigens für den Flugplatz Marl-Loemühle gibt es einen zum Pulverlöschfahrzeug ausgebauten Mercedes-Benz Unimog. Dieser ist jedoch in Besitz des Flugplatzes und wird nicht von der Feuerwehr Marl, sondern vom Flugplatzpersonal geführt. Das Fahrzeug wird nur für mögliche Luftverkehrsunfälle im Umfeld des Flugplatzes vorgehalten.

### Weitere Hilfsorganisationen
Der Technische Zug des THW-Ortsverbandes Marl besteht aus zwei Bergungsgruppen und den Fachgruppen Sprengen und Ortung (Typ B).
Der ASB eine Sanitätsgruppe, Betreuungsgruppe und Technik und Sicherheit. Der ASB ist in Marl stationiert, aber die Einsatzeinheit fährt für die Stadt Bottrop.
Die DLRG Marl hält einen Bootstrupp für den Katastrophenschutz vor.
Das DRK ist seit Mai 2012 für den Krankentransport in Marl zuständig. Des Weiteren nimmt es den Sanitätswachdienst wahr und hält eine Rettungshundestaffel vor.

## Bildung
Schriftsteller Walter Vollmer pries im Jahr 1963 die Schönheit und Eleganz der aus damaliger Sicht sehr modernen Marler Schulen, „weiß Gott, sie ähneln bald alle Privatsanatorien!“ Als weiterführende Schulen gibt es in der Stadt zwei Gymnasien (Albert-Schweitzer-/Geschwister-Scholl-Gymnasium (ASGSG) in der Stadtmitte und das Gymnasium im Loekamp (GiL) in Hüls), die Ernst-Immel-Realschule in Hüls, sowie die Katholische Hauptschule im Ortsteil Hamm. Weiterhin gibt es zwei Gesamtschulen (Willy-Brandt-Gesamtschule in der Innenstadt und Martin-Luther-King-Schule in Hüls). Im Stadtteil Alt-Marl liegt außerdem die Heinrich-Kielhorn-Schule für Schüler mit besonderem Förderbedarf und im Stadtteil Brassert die Glück-auf-Schule für Schüler mit Förderschwerpunkt geistige Entwicklung.
Die Volkshochschule die insel wurde 1946 gegründet. Für sie wurde 1955 das erste eigene Gebäude für eine Volkshochschule in Deutschland eingerichtet. Sie befindet sich mittlerweile in den Gebäuden der ehemaligen Hauptschule an der Wiesenstraße.
Am 1. April 2006 wurde das Hans-Böckler-Berufskolleg Marl/Haltern (HBBK) 100 Jahre alt. Aus einer „Bündelschule“ des herkömmlichen berufsbildenden Schulsystems hat sich die Schule zu einem überregional bedeutsamen Bildungszentrum entwickelt. Es beherbergt eine Anzahl aktueller Bildungsgänge im Medienbereich sowie eine private Fachhochschule (FOM) mit ca. 300 Studierenden. In den vier Fachbereichen Naturwissenschaft und Technik, Pädagogik und Hauswirtschaft, Wirtschaft und Medien und Zahn- und Bädertechnik (letzterer in Haltern) bietet das HBBK verschiedene Bildungsgänge bis hin zur allgemeinen Hochschulreife an. Auch im Bereich des elektronisch gestützten und individuellen Lernens hat sich das HBBK profiliert.

## Kultur und Sehenswürdigkeiten

### Museen

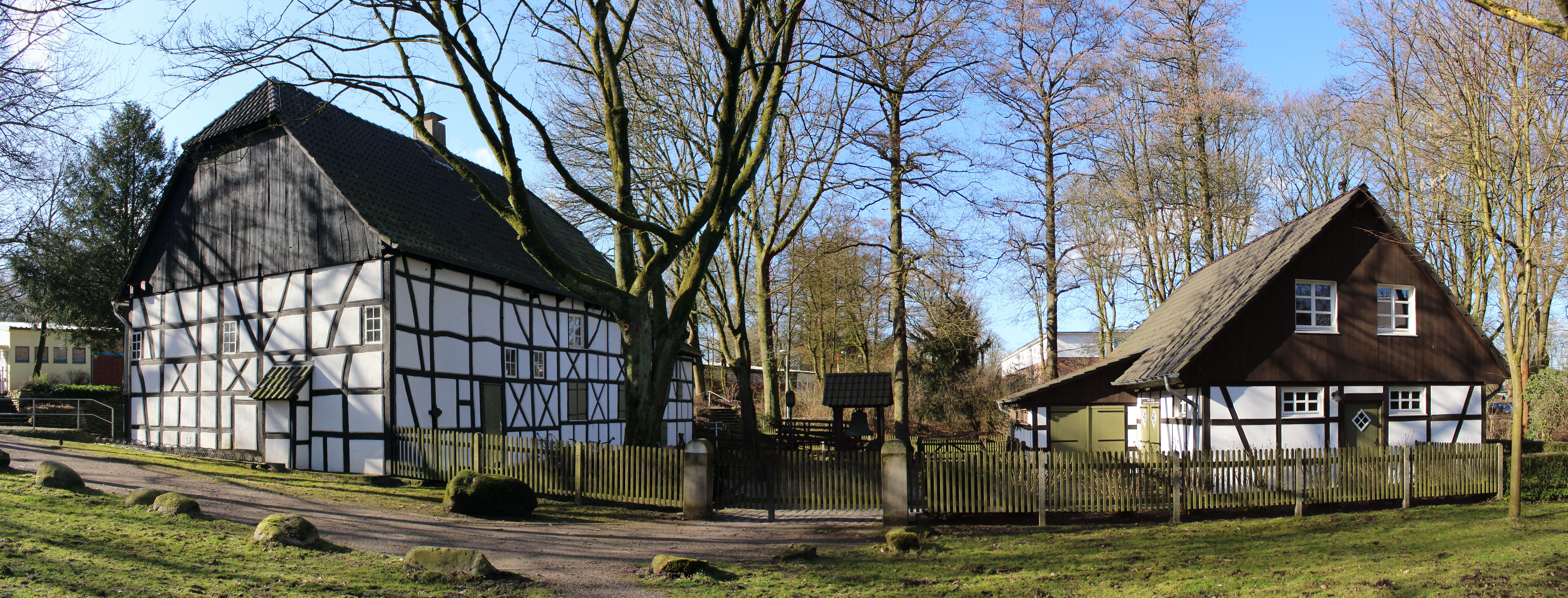
Heimatmuseum in Alt-Marl

Neben dem Skulpturenmuseum, das im Zentrum Marls ansässig ist, gibt es im Stadtteil Alt-Marl das sogenannte Stadt- und Heimatmuseum Marl, welches originalgetreu die Wohnverhältnisse aus dem 17. Jahrhundert widerspiegelt. Das Haus ist nicht nur Wohnraum, sondern auch teilweise Mühle gewesen. Diese Mühle läuft heutzutage immer noch und sommertags kann man sich bei einem Museumsbesuch über die Konstruktion und das Mehlmahlen informieren. Als „Wassermühle Alt-Marl“ ist sie Bestandteil der Route der Industriekultur, und zwar der Themenroute Brot, Korn und Bier.

### Kunst im öffentlichen Raum
Siehe: Liste von Kunstwerken im öffentlichen Raum in Marl

### Grimme-Preis

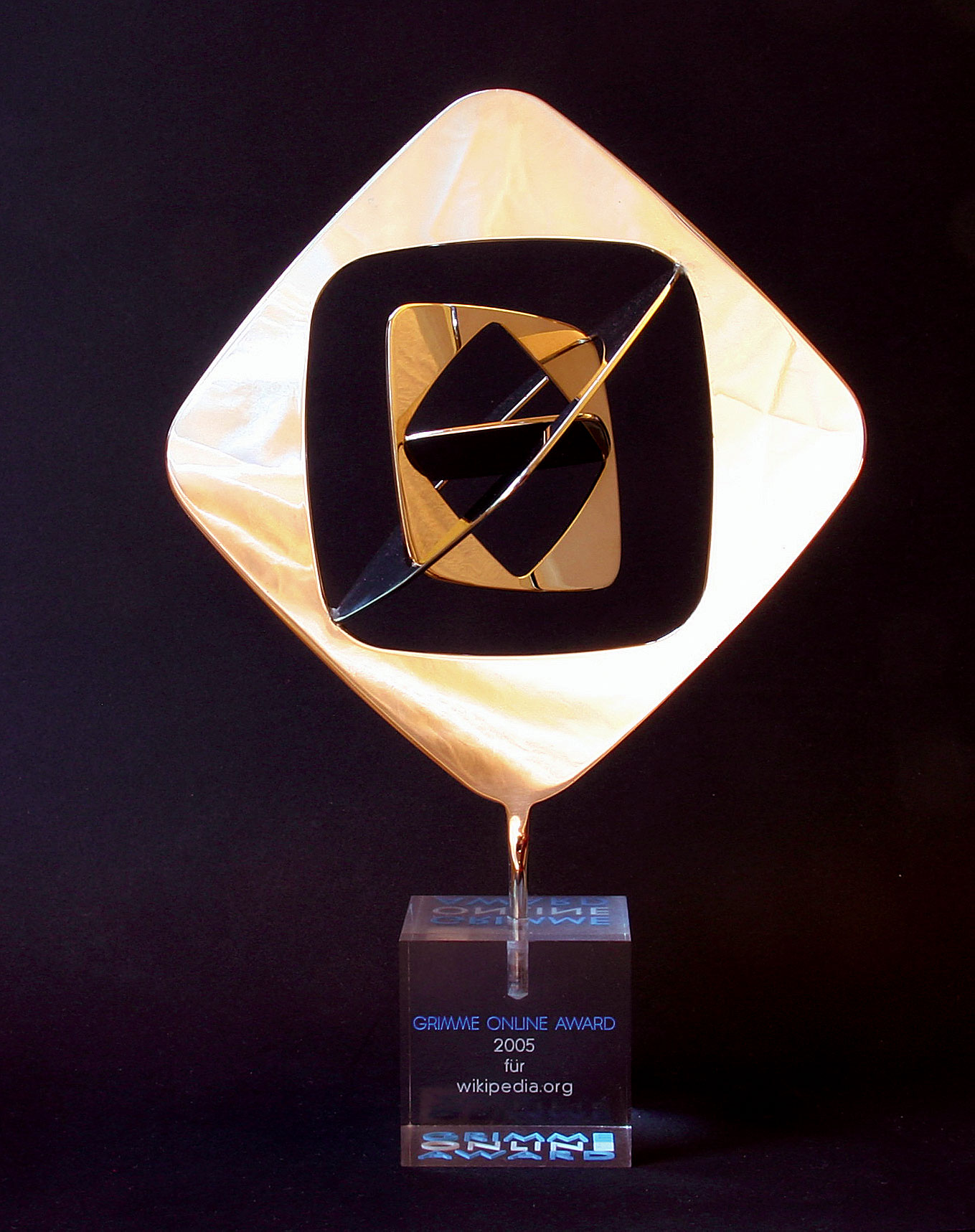
Grimme Online Award für Wikipedia.org

Der Grimme-Preis ist ein Fernsehpreis und zählt zu den renommiertesten Auszeichnungen für Fernsehsendungen in Deutschland. Er wurde nach dem ersten Generaldirektor des NWDR, Adolf Grimme, benannt. Vergeben wird der Preis jährlich vom Grimme-Institut in Marl. Seit 1964 würdigt es damit Produktionen und Fernsehleistungen, die „die spezifischen Möglichkeiten des Mediums Fernsehen auf hervorragende Weise nutzen und nach Inhalt und Methode Vorbild für die Fernsehpraxis sein können“ (Statut des Grimme-Instituts). Neben dem Grimme-Preis vergibt das Grimme-Institut den Grimme-Online-Award in verschiedenen Kategorien, zum Beispiel im Bereich der Neuen Medien.
Seit 1969 nimmt die Marler Gruppe an der Preisträgerauswahl teil. Als repräsentativer Querschnitt der Marler Bevölkerung sichtet diese Laienjury, die aus 16–20 Kursteilnehmern der Volkshochschule besteht, die Wettbewerbsvorführungen des Grimme-Preises und diskutiert anschließend mit Fernsehverantwortlichen, Regisseuren, Autoren und Kameraleuten. Das Urteil der Marler Gruppe wird bei der Preisverleihung verlesen.

### Marler Medienpreis Menschenrechte
Der Marler Medienpreis Menschenrechte (ehemals Marler Fernsehpreis für Menschenrechte) wird als ideeller Preis von der deutschen Sektion von Amnesty International vergeben. Mit dem Preis werden Radio- und Fernsehbeiträge ausgezeichnet, die in besonderem Maße dem Thema Menschenrechte gerecht werden.

### Musik
- Die Philharmonia Hungarica war ein in Marl beheimatetes Orchester. Es wurde 1956 von vor dem Ungarnaufstand 1956 geflohenen Musikern in Baden bei Wien gegründet. Schon bald wurde der Sitz des Orchesters nach Deutschland verlegt, wo es in Marl eine neue Heimat fand. Im Jahre 2004 wurde das Orchester aufgelöst.
- Die Musikgemeinschaft Marl e. V. wurde im Jahr 1950 gegründet. Etwa 100 der Mitglieder sind im Konzertchor und etwa 35 im Sinfonieorchester aktiv.  Künstlerischer Leiter war von 1959 bis 1990 Johann Andreas Lang, Initiator von „Jugend musiziert“ und des jährlichen Bundespreisträger-Konzerts „Marler Debüt“ und von 1992 bis 2011 war es Armin Klaes, Dirigent und Hochschullehrer an der Universität Duisburg-Essen. Die Musikgemeinschaft ist ein Verbund aus Oratorienchor, Sinfonieorchester und Konzertveranstalter. Sie wird ideell und materiell unterstützt von der Stadt Marl und der Evonik Industries AG. Gemeinsam mit der Stadt Marl gestaltet sie die Sinfonieorchester- und Chor-Konzertreihe im Theater der Stadt. Bis 1979 wurde auch die Marler Konzertreihe der Philharmonia Hungarica im Auftrag der Stadt Marl durch die Musikgemeinschaft durchgeführt, ebenso die städtischen Kammermusikkonzerte.
- Im Jahr 1953 gründete Viktor Klossowsky die Hohnerklänge Marl e. V. (damals noch Harmonikaverein "Viktoria"), ein Akkordeonverein, der bis heute existiert und regelmäßig Konzerte gibt. Seit dem Gründungsjahr steht der Verein unter der Schirmherrschaft der Firma Hohner.
- 1979 gründete Bernhard Dahlhaus die „Jugend-Bläser St. Josef“ an der gleichnamigen Kirchengemeinde im Stadtteil Drewer. Mit der Weiterentwicklung zum sinfonischen Blasorchesterrepertoire erfolgte 1994/96 die Umbenennung in „junges Blasorchester Marl“ (kurz: jBM) und die Gründung des gleichnamigen Vereins. Das jBM ist heute unter der Leitung von René Lankeit mit etwa 60 aktiven Musikern (Schüler, Studierende, Erwachsene) das größte seiner Art im Kreis Recklinghausen und wirkt weit über die Stadtgrenzen hinaus. Aus seinen Reihen stammen auch die Mitglieder der jBM Big Band.
- Von 1978 bis 2001 existierte die antifaschistisch geprägte Band Hass, eine der ersten Deutschpunkbands Deutschlands, in der Stadt.
- The Multicoloured Shades (1984–1990) war eine der wenigen Neo-Psychedelic-Bands des deutschen Underground der 1980er Jahre, die einen Vertrag mit einem Major-Label (Virgin Records) bekam.
- Virus D war eine überregional bekannte Deutschrockband von 1983 bis 2001.
- Das HoT Hagenbusch, gewachsen zu einem Kulturzentrum, sorgt für mehrere Konzerte im Jahr. Organisiert von ehrenamtlichen Jugendlichen und jungen Erwachsenen wird im HoT eine Lobby für junge und alte, schon bekannte Bands geboten. So gibt es das jährliche und überregional bekannte Ska in den Mai oder das Newcomer-Festival mit dem Tonstudio-Preis.

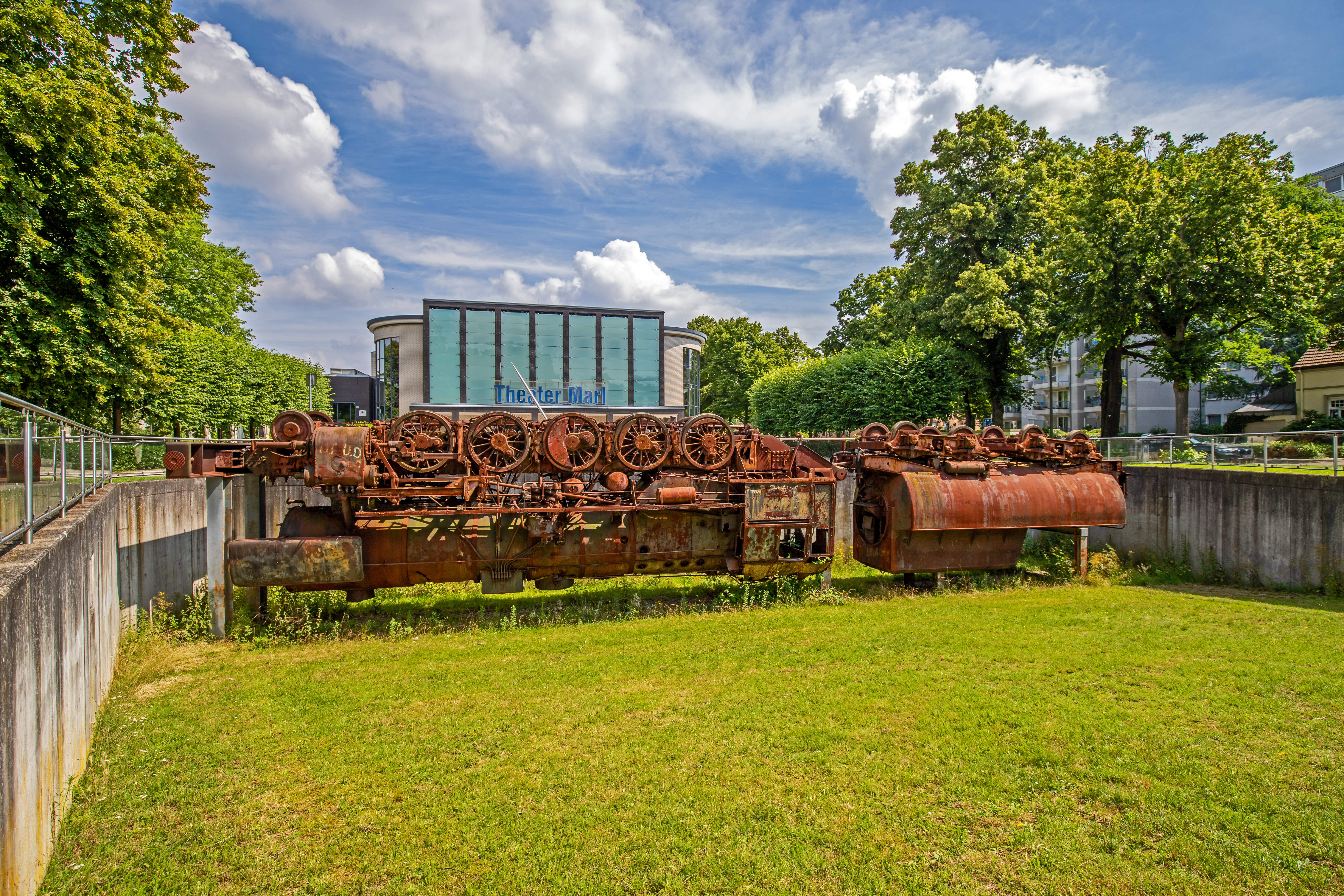
Theater Marl. Im Vordergrund die Skulptur La Tortuga von Wolf Vostell

### Theater
Das Theater Marl (TM) an der Barkhausstraße wurde 1953 von dem Wuppertaler Architekten Heinz Kiel erbaut und gilt als ein kulturelles Zugpferd für Marl. Es war der erste Theaterneubau nach dem Zweiten Weltkrieg in Deutschland. In den 1950er Jahren wurde das Theater teilweise als Kino genutzt. Es weist eine klassizistische Eingangsfront auf mit geschwungener Treppe.
Es ist der zentrale Veranstaltungsort der Stadt Marl für Theater- und Konzertveranstaltungen. Das TM bietet seinem Publikum ein breitgefächertes Angebot auf hohem Niveau. Zunehmend hat sich das TM zu einem Haus mit überregionaler Ausstrahlung entwickelt, das Besucher aus dem ganzen Kreis Recklinghausen bzw. der Emscher-Lippe-Region und dem südlichen Münsterland anzieht. Auch einige Aufführungen der Ruhrfestspiele werden hier durchgeführt. Bei der Verleihung des Grimme-Preises wird das Theater Marl zum Treffpunkt der deutschen Fernsehprominenz. 1997/98 wurde das Theater aufwendig saniert.

### Stadtbibliothek
Die Stadtbibliothek Marl ist die Öffentliche Bibliothek in städtischer Trägerschaft. Sie hält aktuelle DVDs, CDs, Romane und Sachbücher für ihre Benutzer bereit. Die Zentralbibliothek, die Abteilung für die Erwachsenen, ist im Einkaufszentrum Marler Stern (Bergstr. 230) untergebracht. Die Kinder- und Jugendabteilung im gegenüberliegenden Türmchen, das ein Versuchsbau für die Rathaustürme war (Eduard-Weitsch-Weg 13). Bei einem Bestand von ca. 80.000 Büchern und Medien leihen die Benutzer ca. 225.000 Medien pro Jahr aus.
Seit August 2008 hat die Stadtbibliothek eine Internet-Zweigstelle zum Download von E-Books und anderen E-Medien.

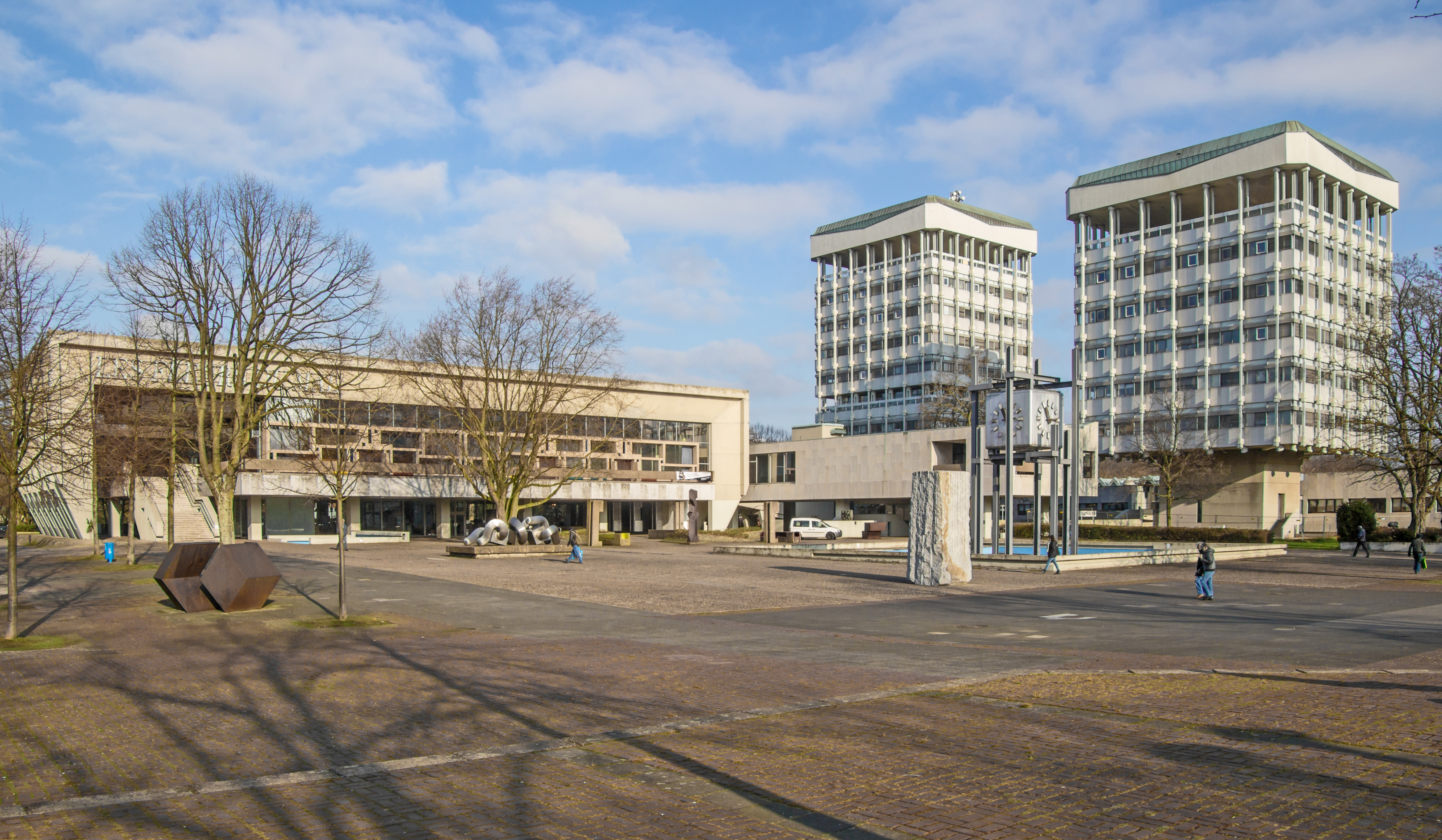
Der Rathauskomplex am Creiler Platz

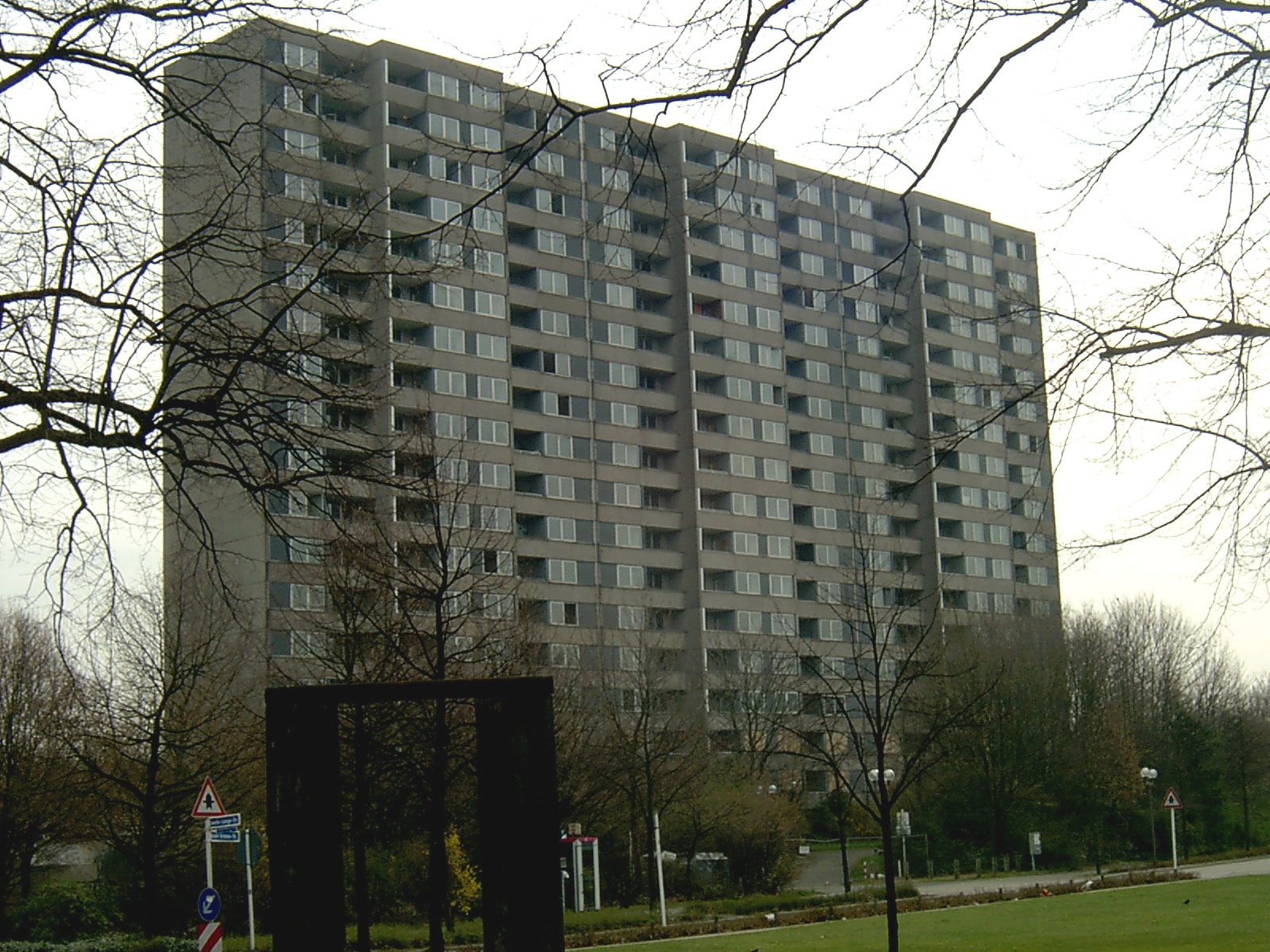
Hochhaus „Goliath“ in der Marler Stadtmitte

### Bauwerke und Sehenswürdigkeiten
Mit Beginn der 1960er Jahre wurde für die geografische Mitte der Stadt Marl ein neues, künstliches Zentrum (City) entworfen, das als einigendes Element der alten, sich ausbreitenden und verwachsenden Siedlungskerne der neuen Stadt Marl ein Gesicht und eine ordnende Struktur geben sollte:
Sehenswert ist das denkmalgeschützte Rathaus, das von den holländischen Architekten van den Broek und Jacob Bakema nach ihrem Sieg in einem internationalen Wettbewerb in den Jahren 1960 bis 1967 im neuen Zentrum der Stadt errichtet wurde. Im Sitzungstrakt, der mit einem weit tragenden Spannbeton-Faltwerk überdacht ist, befindet sich u. a. der Ratssaal. Darunter befindet sich das Skulpturenmuseum Der Glaskasten. Aus dem flachen Verwaltungstrakt ragen die Dezernatstürme hervor. Von zunächst geplanten drei bis vier Türmen wurden nur zwei realisiert. Die Geschossdecken der Türme sind über Stahlbeton-Hängestützen mit der oben liegenden Pilzdecke verbunden, von der die Lasten über einen Gebäudekern nach unten abgeleitet werden. Nachdem aufgrund von Schadstoffuntersuchungen der krebserregende Stoff PCB im Gebäude gefunden wurde, eine Sanierung aber von der Stadt finanziell nicht getragen werden kann, wurde im Stadtrat über einen Abriss des Gebäudes diskutiert. Das Bauministerium NRW erklärte im Juni 2013 aber, dass das Gebäude als Denkmal zu erhalten sei.
Das Luftkissendach des Einkaufszentrums Marler Stern steht im Guinness-Buch der Rekorde als das größte der Welt.
Um das Rathaus und das Einkaufszentrum herum wurden zueinander rechtwinklig mehrere Komplexe aus Scheibenhochhäusern (mit allerdings verschiedenen Fassaden) angeordnet. Drei dieser Hochhausketten sind noch vorhanden, der vierte, aus drei Einheiten bestehende und mit 17 Geschossen höchste Komplex (Goliath) wurde im August 2006 durch Sprengung abgebrochen.
Die geometrische Struktur des Ensembles im Sinne der damaligen Planer wird dadurch gestört; allerdings wurde der Abbruch der „Bausünde“ Goliath mit ihren 153 Wohnungen von den Marlern vielfach begrüßt. Nach dem Abriss des Hochhauskomplexes wurde auf dem Grundstück eine Filiale der Elektronikmarktkette Saturn errichtet.
Die City, der Stadtkern im engeren Sinne, wird vervollständigt durch den künstlich angelegten Weiher City-See, und wurde geplant als Teil einer autogerechten Stadt und zunächst angebunden und erschlossen durch verschiedene vierbahnige Autostraßen. Ein Teil dieser Straßen wurde und wird allerdings mittlerweile redimensioniert.
Um weitere Wohnhochhäuser im erweiterten Umfeld der City zu vermeiden, wurde das Konzept der Hügelhäuser (ab 1966) entwickelt, das in einem kompakten Gebäude Wohnungen mit großen Terrassen, im Erdgeschoss mit Gartenhöfen ermöglicht. Pkw-Abstellplätze befinden sich im Kern des Untergeschosses. Insgesamt wurden vier Hügelhäuser gebaut.
Bemerkenswert ist die Scharounschule Marl an der Westfalenstraße, die von dem Berliner Architekten Hans Scharoun (bekannt vor allem durch die Berliner Philharmonie) in den Jahren 1964 bis 1970 errichtet wurde. Der sehr zergliederte Bau erschließt sich nur durch eine Innenbesichtigung. Scharoun realisierte sein innovatives Konzept, das für Unter-, Mittel- und Oberstufe unterschiedliche räumliche Bedingungen vorsah, den Altersstufen entsprechend. Die Schule sollte nach Plänen der Stadt Marl aus wirtschaftlichen Gründen im Jahr 2006 abgerissen oder als Altersheim genutzt werden. Nach einer Informationsveranstaltung des Bundes Deutscher Architekten erkannten die Politiker der Stadt den Wert ihres vernachlässigten Bauwerkes und beschlossen einen Aufschub. Die Schule soll Schule bleiben. Seit März 2007 ist die Musikschule der Stadt Marl in der Scharounschule zusammengezogen. Die idealen Möglichkeiten des Gebäudes bieten der Musikschule neue Probemöglichkeiten mit der Aula. Seit dem Schuljahr 2016/2017 ist die Aloysius-Grundschule ebenfalls in das Gebäude gezogen.

Panorama auf die Stadtmitte mit Citysee, Rathaus, "Laubfrosch", "Wohnen Ost", EKZ Marler Stern und "Wohnen West"
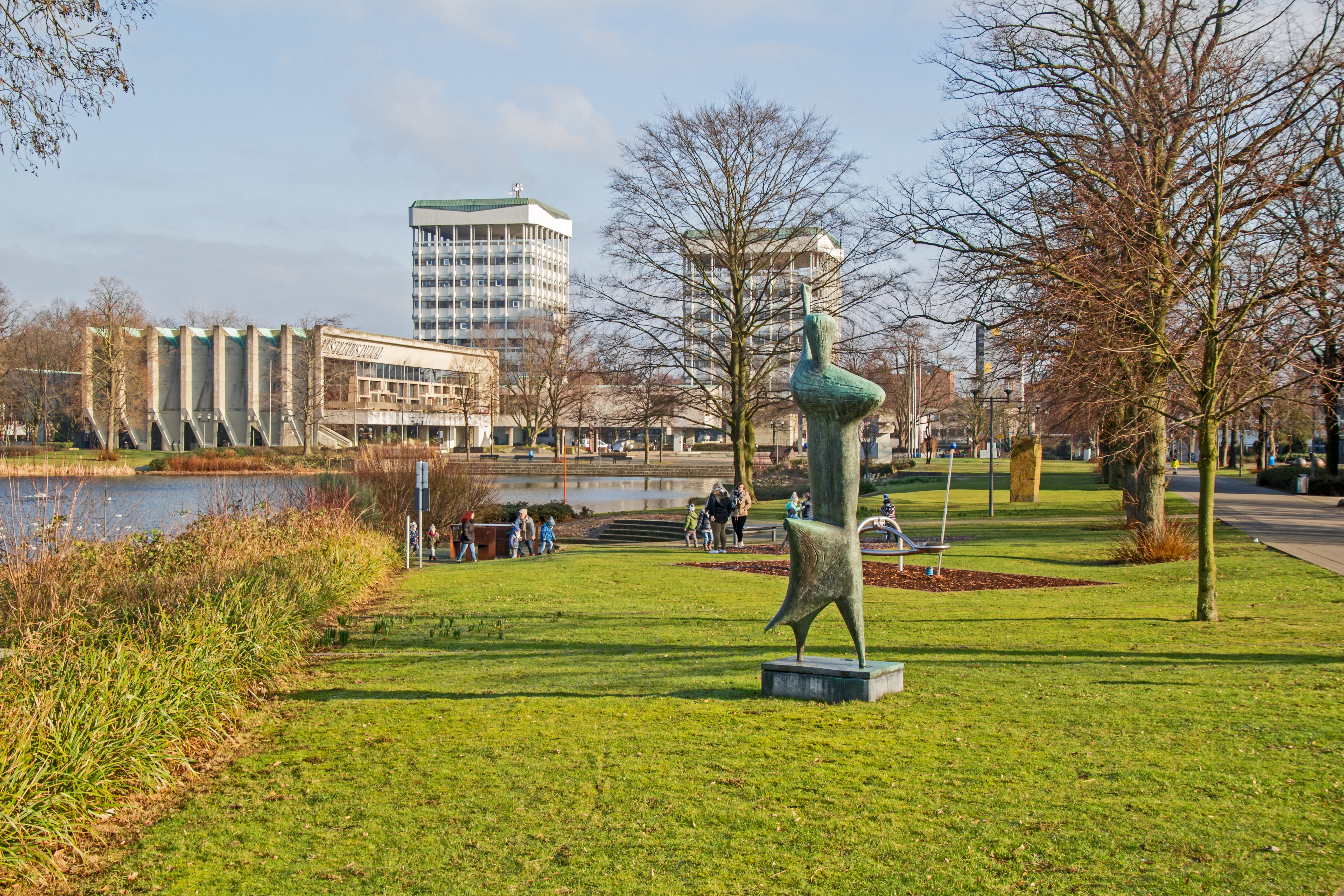
Kunst im Stadtpark am Citysee
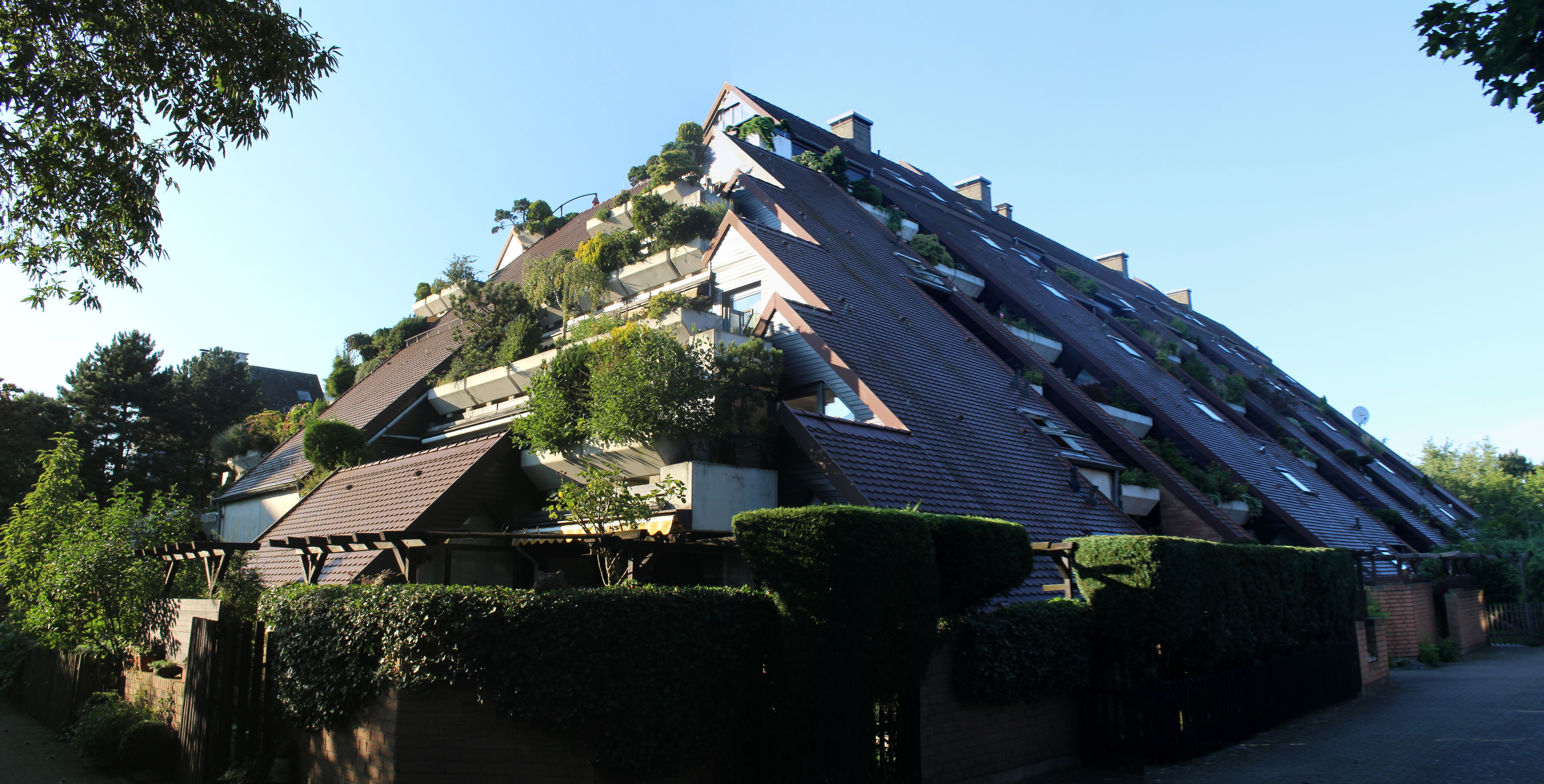
Hügelhaus im Kreuzviertel
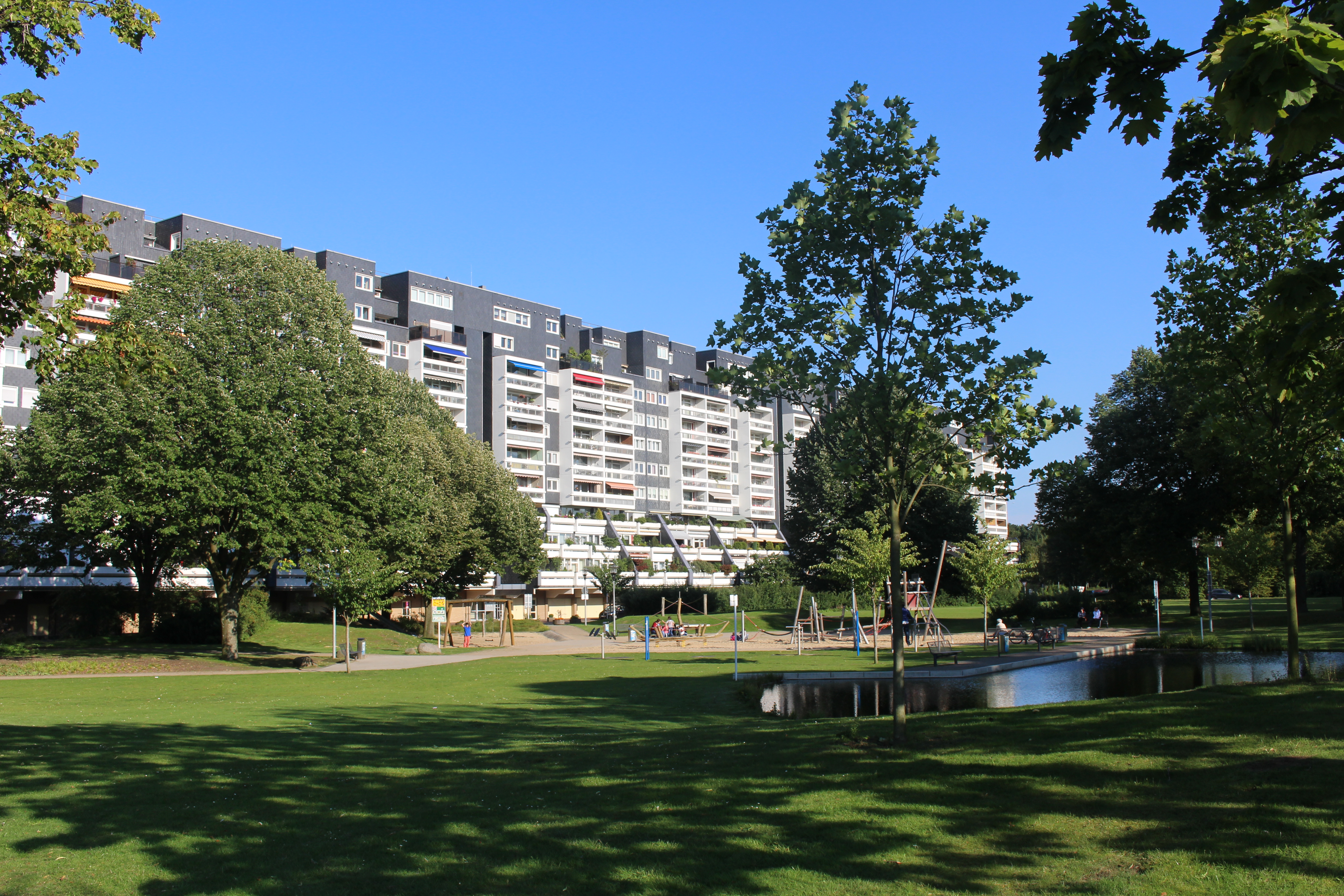
Hochhaus "Wohnen West"

#### Bereitschaftssiedlung und ECA-Siedlung

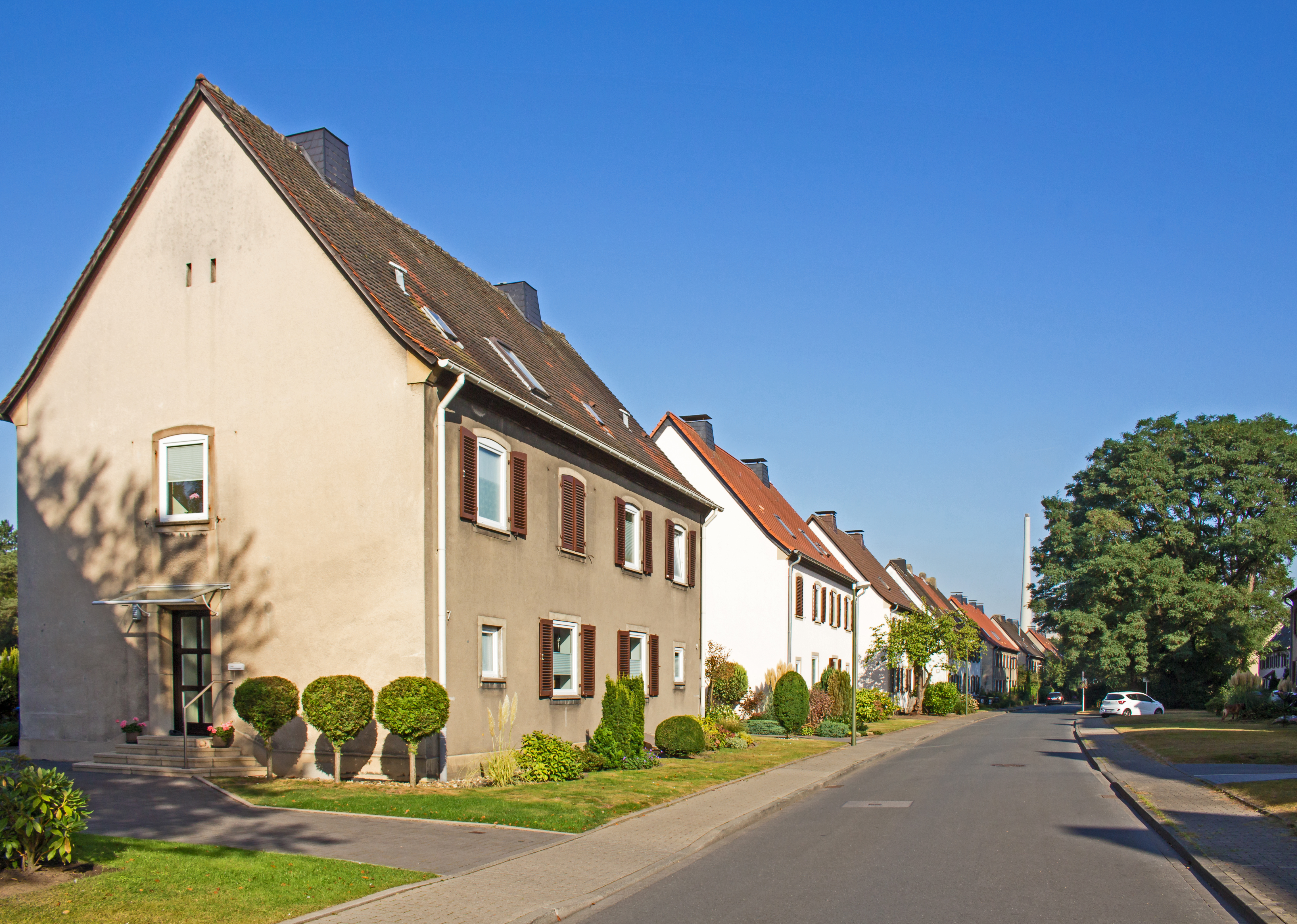
Bereitschaftssiedlung, Hiberniastraße

Der Bedarf an werksnahem Wohnraum für die ab 1938 bei Gründung der Chemischen Werke Hüls zahlreich aus anderen Chemiestädten zugezogenen Facharbeiter, Meister und leitenden Angestellten wurde durch die südlich an das Werksgelände angrenzende Bereitschaftssiedlung gedeckt. Der Architekt des IG-Farben-Stammwerkes Clemens Anders verwirklichte das Projekt im traditionalistischen Stil der Stuttgarter Schule. Ein anderes Beispiel für den (im Gegensatz zur Bauhausarchitektur) klassisch-konservativen Wohnungsbaustil ist die Kochenhofsiedlung in Stuttgart.
Obwohl Arbeiter und höhere Angestellte bei Betriebsstörungen etwa den gleichen kurzen Weg zum Werk hatten, blieben ihre Wohnungen in der Siedlung streng voneinander getrennt. Den Arbeitern waren Wohnungen von 55–75 m² Wohnfläche im östlichen Siedlungsteil, den Meistern und qualifizierten Facharbeitern Doppelhaushälften von etwa 100 m² im zentralen Siedlungsbereich (51° 40′ 19,2″ N, 7° 6′ 22,1″ O) um die Hiberniastraße und Bitterfelder Straße zugewiesen. Leitende Angestellte wohnten im Westen und Süden in deutlich größeren und repräsentativen Häusern, zum Beispiel in der Ludwigshafener Straße. Im Jahre 1943 waren in der Bereitschaftssiedlung und zwei weiteren Arbeitersiedlungen in Marl 1200 Wohnungen entstanden.
Typisch für den kriegswichtigen Standort, der im Jahre 1943 einem sehr schweren Bombenangriff der Alliierten ausgesetzt war, sind die noch heute über das gesamte Siedlungsgebiet verteilten Splitterschutzbunker. Die Häuser hatten außerdem stabile Schutzräume mit Gasschleusen im Keller, die Doppelhäuser waren über das Kellergeschoss durch Fluchttüren miteinander verbunden. Noch heute kann man an einigen Häusern die Hinweispfeile zu den Kellerschutzräumen erkennen.
Fünf Häuser der Bereitschaftssiedlung in der Ludwigshafener, Oppauer und Uerdinger Straße sowie das Gesamtbild der Siedlung stehen unter Denkmalschutz. Viele der Häuser sind mittlerweile in Privatbesitz.
An der Route der Industriekultur liegen sowohl der Chemiepark Marl als auch die Bereitschaftssiedlung.
Zur Behebung der großen Wohnungsnot nach den Zerstörungen des Zweiten Weltkriegs und dem Zustrom von Flüchtlingen und Vertriebenen aus den deutschen Ostgebieten in den westlichen Teil Deutschlands wurden im Rahmen und mit Mitteln des Marshallplanes Anfang der 1950er Jahre in Marl-Brassert die sogenannte ECA-Siedlung gebaut.
Die Finanzierung lief zunächst über die 1948 eingerichtete US-amerikanische Economic Cooperation Administration (ECA) ab 1951 über die Mutual Security Agency (MSA). Als Vorgabe forderten die Planer, Kleinwohnungen zu einem Festpreis möglichst billig zu errichten; der soziale Wohnungsbau sollte gefördert werden. Im Jahr 1951 wurde vom Bundeswohnungsbauministerium ein ECA-Realisierungs-Wettbewerb für Architekten und Baufirmen ausgelobt. Die im Anschluss daran gebaute Siedlung trägt auch heute noch den Namen ECA-Siedlung.

#### Ortsteil Hüls

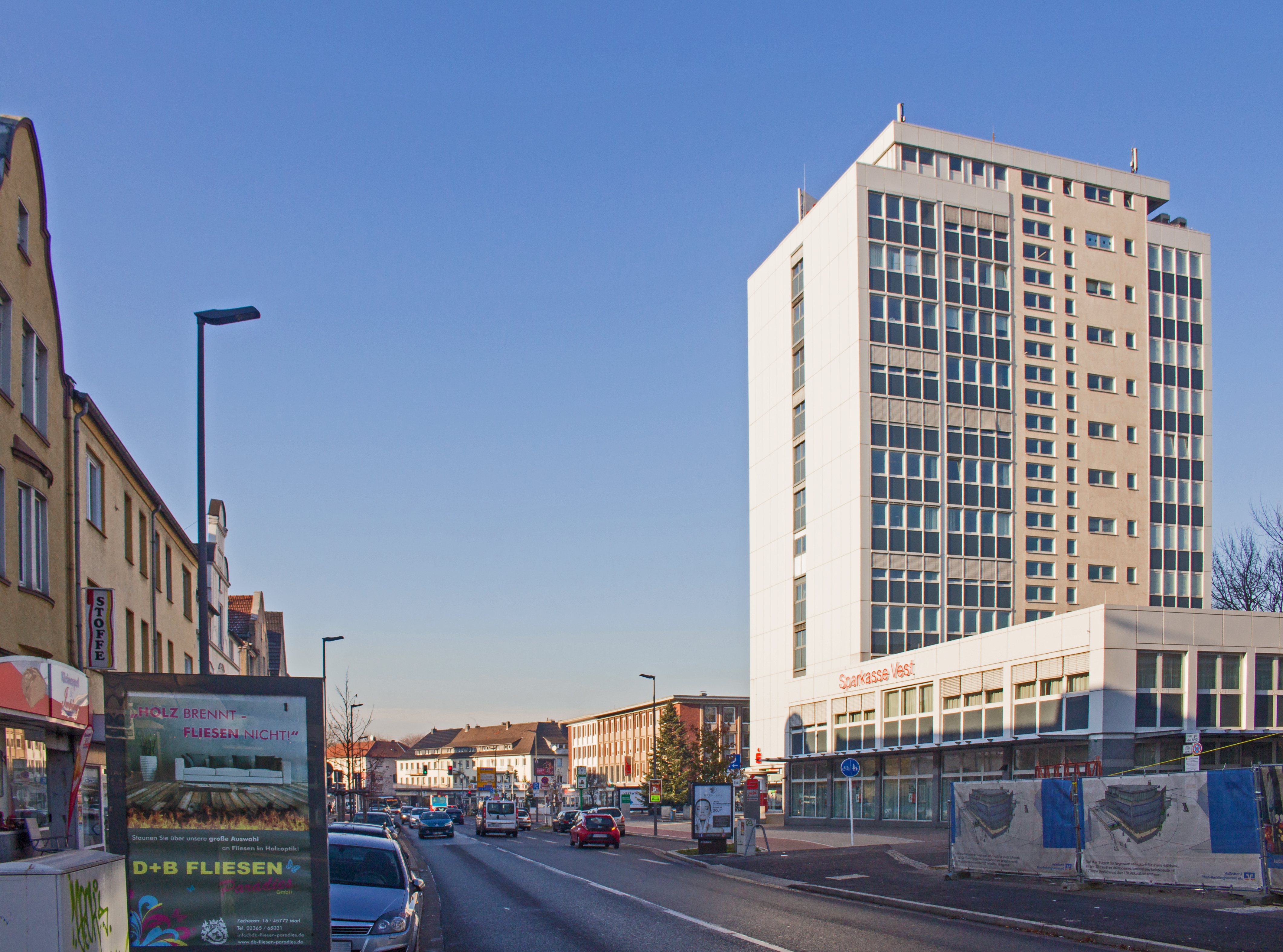
Hüls’ Zentrum an der Victoriastraße

Im Ortsteil Hüls findet man auf der Hülsstraße die alte Einkaufszone der Stadt, die bis zum Bau des Marler Sterns der Kern Marls war. Die Fassaden sind im Stil des 19. Jahrhunderts gehalten, jedoch sieht man sie aufgrund einer Glasüberdachung, die vor Regen schützen soll, kaum im Detail.
Im Osten Drewers, in unmittelbarer Nachbarschaft zu Hüls, befindet sich, unmittelbar nördlich des Naturschutzgebiets Loemühlenbach, die historische Wassermühle Loemühle mit der dazugehörenden Kornkammer. Sie wird als Hotel und Restaurant genutzt.
Im Jahre 1925 wurde in der Nähe der Zeche Auguste Victoria ein Blei-, Zink- und Erzlager entdeckt. Zur Förderung dieser Stoffe wurde daraufhin 1926 ein Erzschacht in 806 Meter Tiefe gebaut. Der Förderturm ist das erste ummantelte Gerüst der Bauart Koepe. Nach Fertigstellung wurden ab 1936 fünf Millionen Tonnen Roherz, Zink und Silber gefördert. Der Schacht wurde bis 1962 benutzt und schließlich stillgelegt, als der Abbau durch fallende Erzpreise nicht mehr rentabel erschien.
1999 wurde der Schacht verfüllt. Heute sind der Förderturm und das Maschinenhaus als Industriedenkmal und Wahrzeichen von Marl-Drewer erhalten und werden vom Heimatverein betreut. Ein kleines Bergbaumuseum befindet sich ebenfalls dort.
Im Stadtteil Hüls liegt gegenüber dem Jahnstadion der Park Gänsebrink.

#### Ortsteil Alt-Marl
Im Stadtteil Alt-Marl befindet sich an der Recklinghäuser Straße die Alte Windmühle. Zusammen mit der Wassermühle am Volkspark ist es ein Relikt der landwirtschaftlichen Stadtgeschichte Marls.
Die Windmühle begann ihren Betrieb im Jahre 1850. Zu diesem Zeitpunkt war Marl noch ein Heidedorf mit 1800 Einwohnern. Da die Wassermühle oft Ausfälle durch Wassermangel hatte, konnte der Engpass beim Getreidemahlen durch die neue Windmühle beseitigt werden. Im Jahre 1911 wurde in die Mühle ein Saugmotor eingebaut, so dass es möglich wurde, auch bei Windstille die Mühle in Betrieb zu nehmen. Die Flügel der Mühle, die an einer drehbaren Kappe befestigt waren, wurden im Jahre 1935 abgebaut und durch einen Dieselmotor ersetzt. Der Mahlbetrieb wurde jedoch nur noch kurz fortgesetzt und die Mühle diente nach Abriss der drehbaren Kappe nur noch als Lagerraum.
Nach einer aufwendigen Renovierung durch den Heimatverein im Jahre 2001 konnte die Mühle vor dem Verfall gerettet werden.
Im Stadtteil Alt-Marl befindet sich angrenzend an das Guido-Heiland-Freibad der Volkspark, dessen Teiche naturnah ausgebaut wurden.

#### Filmstadt Marl
In Marl wurden folgende Filme gedreht:
- Das Wunder des Malachias (1961), Film von Bernhard Wicki mit Pinkas Braun, Senta Berger und Günter Pfitzmann, Industrieszenen wurden im Chemiepark Marl gedreht.
- Das Lamm (1964), Film von Wolfgang Staudte, mit Ronald Dehne und Elke Aberle, Dreharbeiten fanden u. a. in Marl-Polsum statt.
- Schichtwechsel (1968), Film von Hans Dieter Schwarze Drehbuch Max von der Grün, Dreharbeiten fanden u. a. in der Go-Go-Metropol Diskothek in Drewer statt
- Die Hupe – Eine Schülerzeitung (1969), 13-teilige Vorabendserie des WDR mit Thomas Fritsch und Suzanne Doucet (Drehort: Albert-Schweitzer- und Geschwister-Scholl-Gymnasium)
- Tour de Ruhr (1981), sechsteilige Ruhrgebietsserie von Elke Heidenreich (Drehort in einem Teil: Hotel Loemühle)
- Super (1984), Spielfilm von Adolf Winkelmann mit Udo Lindenberg, Tana Schanzara und anderen (Drehort: Halde Brinkfortsheide)
- Ein Tick anders (2011), Komödie von Andi Rogenhagen
- Vorstadtkrokodile 3 (2011), Wolfgang Groos. Dritter Teil der Jugendfilmreihe, in dem Marl als einer der Drehorte diente.
- Was bleibt (2011), Hans-Christian Schmid. Film mit Corinna Harfouch; gedreht u. a. im Parkhotel Marl am Rathaus.
- Der letzte Bulle (2013), deutsche Krimiserie mit Henning Baum in der Titelrolle. Die Folge "Grubengold" spielt in Marl und wurde auf der Zeche Auguste Victoria gedreht.
- Tatort: Schwerelos (2015), aus Dortmund mit Jörg Hartmann. Es wurden Szenen auf dem Flugplatz Marl-Loemühle gedreht.
- Kundschafter des Friedens (Film) (2016), ZDF-Kino-Koproduktion. Im Film dient das Rathaus als Kulisse für ein Luxushotel in den 70er Jahren
- Junges Licht (2016), Adolf Winkelmann. Verfilmung des Romans von Ralf Rothmann, gedreht u. a. auf der Zeche Auguste Victoria in Marl.
- Am Abgrund (2024), Stephan Lacant. ARD-Politthriller mit zahlreichen Szenen in Marl, u. a. Rathaus und Innenstadt.

Über Marl wurden folgende Filme gedreht:
- Marl 1956 - Der Mensch im Planquadrat (1956) Dokumentarfilm von Herbert Theis. Blick in die städteplanerische Zukunft. Auf Youtube https://www.youtube.com/watch?v=hWNCO67wb8Q
- Marl – Eine Großstadt der Zukunft (1958), Dokumentation von Hans-Joachim Friedrichs[85]
- Marl – Versuch einer Stadt (1964), Dokumentation von Peter Lilienthal über die Planungen, aus Marl eine Großstadt zu machen

- Expeditionen in NRW: Marl (1965), Dokumentation des WDR zur Stadtentwicklung Marls. https://www.ardmediathek.de/video/wdr-retro-spezial/expeditionen-nach-nrw-marl/wdr/Y3JpZDovL3dkci5kZS9CZWl0cmFnLXNvcGhvcmEtNDIxODk3MzMtZGVlOC00ZjVjLWFhMDEtNjAzMGY5YTAyMWVl
- Versuch einer Stadt – 50. Verleihung des Grimme-Preises (2014) Dokumentation über die Geschichte des deutschen Fernsehens und der Stadt Marl
- NRW von oben (2014), Dokumentation des WDR über Nordrhein-Westfalen aus der Luft. Es wurden Sequenzen über das Rathaus, den Marler Stern, die Innenstadt, die Hügelhäuser und den Chemiepark Marl gedreht.
- Es werde Stadt (2014), Dokumentation von Dominik Graf über den Grimme-Preis und seine Verzweigung  mit der Geschichte der Stadt Marl

### Sport
Mit Stand von 2018 sind auf der Website der Stadt 75 Sportvereine ausgewiesen, die mehr als 50 Sportarten anbieten und über 19.800 aktive Mitglieder verfügen. Darüber hinaus gibt es Angebote für den nicht vereinsmäßig organisierten Freizeitsport. Einige davon sind:
- Schwimmen
  - SG SSF Marl-Hüls
  - DLRG OG. Marl
- Feldhockey
  - VfB Hüls
- Badminton
  - VfL Hüls
  - 1. Federball Club Marl e. V. 1957 (Badminton Oberliga 1965–68, 1969–73, 1978–82, 2000–03)
- Billard
  - Billardsportverein Marl 1989 e. V.
- Fallschirmspringen
  - Verein für Fallschirmsport Marl e. V., CF-Weltrekord 2005 und 2007
- Fußball
  - TSV Marl-Hüls, Deutscher Amateur-Meister 1954
  - VfB Hüls, Meister in der Fußball-Oberliga Westfalen im Jahre 2000
  - Spielvereinigung Marl, 1987 Meister der Nordstaffel der Verbandsliga
  - SC Marl-Hamm 46/79 e. V.
  - SuS Polsum 1927 e. V.
- Baseball
  - Marler Sly-Dogs
- Handball
  - VfL Hüls
- Volleyball
  - VC Marl
- Basketball
  - Marler BC ´94
- Schach
  - SG Drewer 54
- Tauchen
  - VfL Hüls (Taucherclub Orcas)
- Tennis
  - TC Marl 33
- Wintersport
  - Skizunft-Marl e. V.

### Regelmäßige Veranstaltungen
- Straßenfest im Ortsteil Brassert (vier Tage im Mai)
- Weinfeste in Hüls (Mai) und Alt-Marl (August)
- Volksparkfest (3. Oktober)
- Seefest rund um den Citysee am Rathaus (Oktober)
- Abrahamsfest der Christlich-Islamischen Arbeitsgemeinschaft CIAG Marl und der Martin-Luther-King Schule, jährlich im Oktober
- Kulturfest in Marl-Sinsen, im evangelischen Gemeindezentrum an der Goldregenstraße an drei Tagen im Spätherbst. Veranstalter ist der Kulturverein Sinsener Art.
- Gemeinschaftsschau des Rassekaninchenvereins W 315 und des Rassegeflügelzuchtvereins RGZV Marl Steinernkreuz 1959 (Anfang November) in der Taubeneinsatzhalle in Marl-Brassert auf der Brassertstraße
- Martinsmarkt in Marl-Hamm (November)
- Kreisverbandsschau der Geflügel- und Taubenzüchter in der Grubenausbauwerkstatt, Zeche AV Marl (Ende November)
- Weihnachtsmarkt in Polsum (Dezember)
- Vorausscheidungsturnier zur deutschen Brettspielmeisterschaft und das Marler Brettspielturnier mit dem begehrten Wanderpokal: dem Marler Pöppel
- Frentroper Schützenfest (jedes zweite Jahr im Juni)

## Persönlichkeiten

### Söhne und Töchter der Stadt
- Emil Bert Hartwig (1907–1996), Maler
- Werner Schwarze (1913–2007), Chemiker und Erfinder
- Margarete Wiggen (1923–1999), Bilderhauerin, fertigte u. a. Brunnen und Skulpturen aus Bronze
- Rolf Abrahamsohn (1925–2021), Überlebender des Holocaust und Ehrenbürger des Kreises Recklinghausen
- Willi Overdieck (1931–2018), Fußballspieler
- Wolfgang Schmitz (1934–2017), Künstler und ehemaliger Professor an der Kunsthochschule Bremen
- Reinhold Wosab (* 1938), Bundesligaspieler von Borussia Dortmund und VfL Bochum, Europapokalsieger der Pokalsieger
- Heinz van Haaren (* 1940), DFB-Fußballpokalsieger 1972 mit FC Schalke 04 und Beteiligter am Bundesligabestechungsskandal 1972
- Jürgen Mikol (* 1942), Schauspieler, u. a. als Opa Pläte in Alles Atze
- Gerhard Hunsmann (* 1943), Mediziner
- Karlheinz Küting (1944–2014), Betriebswirt und Hochschullehrer
- Gertrud Schäfer (* 1944), Deutsche Meisterin im Kugelstoßen 1966 und Olympiateilnehmerin 1968, Trainerin der Leichtathletinnen Sabine Braun und Beate Peters
- Meinhard Starostik (1949–2018), Rechtsanwalt und Richter am Verfassungsgerichtshof des Landes Berlin
- Hans-Georg Huber (* 1952), Business-Coach, Führungskräfte-Trainer, Prozessbegleiter und Autor
- Hans Kruppa (* 1952), Schriftsteller
- Peter Neururer (* 1955), Fußballtrainer, u. a. Trainer beim FC Schalke 04, 1. FC Köln, VfL Bochum und bei Hannover 96
- Michael Groß (* 1956), Politiker (SPD), MdB
- Karin Kneffel (* 1957), Künstlerin
- Robert Schulte-Hemming (* 1957), Filmmusikkomponist, u. a. für die Serien Der Bergdoktor und girl friends – Freundschaft mit Herz
- Dieter Welsink (* 1957), Weltmeister (1979) und Vizeweltmeister (1981) im Kanuslalom (Zweier-Kanadier), 16-maliger Deutscher Meister
- Beate Peters (* 1959), Bronzemedaillengewinnerin bei den Leichtathletik-Weltmeisterschaften 1987 im Speerwurf
- Sönke Wortmann (* 1959), Regisseur, u. a. Das Wunder von Bern, Deutschland. Ein Sommermärchen und Die Päpstin
- Werner Arndt (* 1960), Bürgermeister von Marl
- Pete Barany (1960–2002), Sänger der Band The Multicoloured Shades
- Andreas Homoki (* 1960), Chefregisseur und Intendant der Komischen Oper in Berlin
- Gabriele Katzmarek (* 1960), Bundestagsabgeordnete und Parlamentarische Geschäftsführerin der SPD-Bundestagsfraktion (2013–21)
- Bernhard Hardtung (* 1961), Jurist und Professor für Strafrecht in Rostock
- Christian Leitges (* 1961), Brigadegeneral der Luftwaffe der Bundeswehr
- Jutta Koch-Unterseher (* 1961), Politikerin (SPD), Mitglied des Abgeordnetenhauses von Berlin
- Ute Gause (* 1962), evangelische Theologin
- Torsten C. Fischer (* 1963), Regisseur mehrerer Tatort-Folgen und Drehbuchautor
- Andreas Bick (* 1964), Filmkomponist, Klangkünstler und Hörspielmacher
- Barbara Meisner (* 1964), Künstlerin, Förderpreisträgerin der Stadt Düsseldorf
- Claus Fritzsche (1964–2014), Blogger und Lobbyist im Bereich der Homöopathie
- Franz-Josef Overbeck (* 1964), Bischof von Essen
- Peter Kruck (* 1965), Schriftsteller und Medienwissenschaftler
- Stephan Hollstein (* 1966), Musiker, Musikproduzent, Sänger
- Frank Sandmann (* 1966), Schauspieler, Moderator und Autor
- Oliver Wittke (* 1966), ehemaliger Minister für Bauen und Verkehr des Landes Nordrhein-Westfalen
- Karsten Braasch (* 1967), Tennisspieler, Mitglied des deutschen Daviscup-Teams
- Claudius Reimann (* 1969), Saxofonist, hat 1990 die Erzieherausbildung am Hans-Böckler-Berufskolleg Marl/Haltern abgeschlossen; hat Kultur-Aktionen mit Norbert Kühne realisiert
- Ralph Erdenberger (* 1970), Journalist, Moderator, Autor und Hörspiel-Produzent
- Chris Kramer (* 1970), Bluesmusiker
- Matthias Pintscher (* 1971), Komponist und Dirigent
- Norbert Altenkamp (* 1972), Politiker (CDU), MdB
- Michael Breugst (* 1972), Musikwissenschaftler, Musikdramaturg und Rundfunkredakteur
- Winfried Oelsner (* 1972), Regisseur und Schriftsteller, Grimme-Preisträger
- Kishor Sridhar (* 1972), Managementberater und Buchautor
- Phil Fuldner (* 1973), DJ und Musikproduzent
- Marco Kloss (* 1973), Schlagersänger
- Simone Sombecki (* 1973), TV-Moderatorin und Schauspielerin
- Christian Ahlmann (* 1974), Bronzemedaillengewinner Olympia (2004) und Doppel-Europameister (2003) im Springreiten
- André Bardow (* 1974), Professor für Technische Thermodynamik an der ETH Zürich
- Martin Lücke (* 1975), Historiker, Didaktiker und Hochschullehrer
- Mathias Schober (* 1976), Torwart des FC Schalke 04
- Stephan A. Tölle (* 1976), Theater- und Fernsehschauspieler, u. a. in der Fernsehserie Nord bei Nordwest
- Anna Hepp (* 1977), Filmemacherin und Fotografin
- Marc Andre Matten (* 1978), Sinologe
- Serap Güler (* 1980), Mitglied des CDU-Bundesvorstandes, Staatssekretärin, ehem. MdL NRW, MdB, Staatsministerin
- Christian Wetklo (* 1980), Torwart (1. FSV Mainz 05, FC Schalke 04)
- Hendrik Heutmann (* 1982), Schauspieler, u. a. Babylon Berlin und The Team
- Oliver Müller (* 1983), Science-Fiction-Autor und Kommunalpolitiker
- Tim Hoogland (* 1985), Fußballspieler (1. FSV Mainz 05, FC Schalke 04, VfL Bochum)
- Polat Keser (* 1985), deutsch-türkischer Fußballtorwart
- Henrik Weßel (* 1985), Volleyball- und Beachvolleyballspieler
- Philipp Pöter (* 1986), Handballspieler
- Pujan Sadri (* 1993), Theater- und Filmschauspieler
- Christian Valentin Brunn (* 1994), Produzent und DJ von elektronischer Musik unter dem Alias Virtual Riot
- Noah Korczowski (* 1994), Fußballspieler
- Oğuzhan Aydoğan (* 1997), deutsch-türkischer Fußballspieler
- Florian Kraft (* 1998), Fußballspieler
- Sophia Winkler (* 2003), Torhüterin

### Personen, die in der Stadt gewirkt haben
- Ingo Anderbrügge (* 1964), Fußball-UEFA-Pokal-Sieger 1997, Betreiber einer Fußballschule in Marl
- Heinrich Breloer (* 1942), Filmregisseur, Grimme-Preisträger (Die Manns – Ein Jahrhundertroman, Speer und Er)
- Yul Brynner (1920–1985), Filmschauspieler, UNO-Vertreter (UNESCO), 3. Januar 1960, Begleitung des neuen Baus einer Siedlung für ungarische Mitbürger und Angehörige der „Philharmonia Hungarica“, 74 WE an der Brüderstraße.
- DJ Moguai (bürgerlich Andre Tegeler; * 1973), DJ und Moderator bei MTV, VIVA und 1LIVE
- Bert Donnepp (1914–1995), Pädagoge und Publizist, Gründer des Grimme-Instituts in Marl
- Rudi Gutendorf (1926–2019), Fußballbundesligatrainer und mehrfacher Nationaltrainer, Trainer beim TSV-Marl-Hüls (1962/63)
- Ulrich Hänel (* 1957), ehemaliger Feldhockey-Nationalspieler, zweifacher olympischer Silbermedaillengewinner, lernte in Marl das Hockeyspielen
- Maria Jacobi (1906–1994), Bundestagsabgeordnete von 1961 bis 1972 und Vorsitzende des Petitionsausschusses
- Fritz Kaßmann (1908–1991), bis 1970 Minister in NRW, von 1952 bis 1955 Amts- und Stadtdirektor in Marl
- Hans Kröner (1909–2006), ehemaliger Vorstandsvorsitzender der Fresenius AG, zuvor bei den BUNA-Werken in Marl beschäftigt
- Norbert Kühne (* 1941), Lehrer, Psychologe, Schriftsteller, lebt seit 1973 in Marl, veröffentlicht unter anderem unter dem Pseudonym Ossip Ottersleben
- Maissa Lihedheb (* 1993), Filmemacherin, in Marl aufgewachsen
- Günther Marschall (1913–1997), Architekt und Erbauer der neuen Stadtmitte Marls und anderer öffentlicher Gebäude in der Stadt
- Jürgen Möllemann (1945–2003), Bundesminister und Vizekanzler, langjähriges aktives Mitglied des Vereins für Fallschirmsport Marl
- Hermann Moog (1901–1974), Maler, gründete 1950 in Marl die erste Kinder-Malschule Deutschlands (Malschule „Insel“).
- Herman Prigann (1942–2008), Umwelt- und Landschaftskünstler, erstellte das Landschaftskunst-Projekt „Wasserstände“ im Stadtteil Sickingmühle
- Ernst Oldenburg (1914–1992), Maler und Bildhauer des Expressionismus, hatte 1954 ein Atelier in Marl.
- Hartmut Riemenschneider (* 1958), Präsident des Bundes Evangelisch-Freikirchlicher Gemeinden; seit 1998 Baptistenpastor an der Marler Friedenskirche
- Andi Rogenhagen (* 1965), Filmregisseur und Drehbuchautor
- Wolfgang Sauer (1928–2015), blinder Schlagersänger, moderierte ab 2007 den Patientenfunk der Paracelsus-Klinik
- Hans Scharoun (1893–1972), Architekt und Erbauer der Scharoun-Schule
- Walter Schlempp (1905–1979), Architekt und Erbauer der Paracelsus-Klinik Marl
- Artur Schmidt (* 1985), Deutscher Meister im Boxen 2006 und Militärweltmeister 2006, boxt für den VfB Hüls
- Walther Sethe (1930–2012) Stadtdirektor von Marl 1982 bis 1990; zuvor seit 1964 u. a. als Rechtsamtsleiter, Kulturdezernent und Kämmerer in Marl tätig
- Herbert Somplatzki (* 1934), Schriftsteller, arbeitete elf Jahre auf der Zeche Auguste Victoria
- Dagmar Spengler (* 1974), Solocellistin der Staatskapelle Weimar, Schülerin der Marler Musikschule
- Emil Steffan (1899–1968), Kirchenarchitekt und Erbauer der Marler Kirche St. Konrad
- Paul Stein (1874–1956), langjähriger Generaldirektor der Zeche Auguste Victoria und Finanzier der NSDAP und federführend im Verwaltungsrat der I.G. Farben
- Hans-Christian Ströbele (1939–2022), Rechtsanwalt und Bundestagsabgeordneter von Bündnis 90/Die Grünen; lebte bis zum Studium in Marl
- Heinrich Tenhumberg (1915–1979), Bischof von Münster und zuvor Industrieseelsorger in Marl
- Lisa Thomsen (* 1985), Volleyball-Nationalspielerin und Deutsche Volleyballmeisterin 2011, begann ihre Karriere beim VC Marl
- Hans Tietmeyer (1931–2016), von 1993 bis 1999 Präsident der Deutschen Bundesbank, arbeitete 1954 auf der Zeche Auguste Victoria
- Leni Timmermann (1901–1992), Pianistin, Klavierpädagogin, Chorleiterin, Gesangspädagogin, Komponistin und Autorin; in Marl-Hüls aufgewachsen
- Werner Weinhold (1949–2024), NVA-Soldat, Deserteur und deutschlandweit bekannt gewordener Straftäter
- Dennis Wolf (* 1978), seit 1992 wohnhaft in Marl, Bodybuilder
- Heinz Rudloff (* 1949) Sportlehrer, Trainer DFB-A-Lizenz, Fussballprofi - 114 Spiele 2. Bundesliga (SG Wattenscheid, SW Essen, DJK Gütersloh, Chio Waldhof Mannheim) - Sportlehrer an der Harkortschule 1971 - 1976 - Trainer bei der Deutschen Fussball-Akademie, Trainer/Sportlicher Leiter beim VFB Hüls, FC Marl 2011 e. V. - Mitglied des Stiftungsrats der Arnold-Dannenmann-Stiftung

### Träger der Stadtplakette
Personen, die sich durch ihr Wirken um die Stadt Marl verdient gemacht haben, werden vom Stadtrat mit der Stadtplakette geehrt, der höchsten Auszeichnung, die in Marl verliehen wird.
- Paul Baumann (1897–1967), Vorstandsvorsitzender der Chemischen Werke Hüls
- Martin Ludwig (* 1908), Chefarzt in der Paracelsus-Klinik Marl
- Helmut Seume (1906–1991), Vorstandsvorsitzender der Zeche Auguste Victoria
- Ernst Immel (1910–1978), Bürgermeister
- Bert Donnepp (1914–1995), Leiter der Marler Volkshochschule
- Günther Eckerland (1919–1998), Bürgermeister und Bundestagsabgeordneter
- Heinrich Bücker (* 1936), Pastor und Dechant
- Franz Emschermann (1919–2008), Bürgermeister von Polsum
- Josef Kind (1924–2010), Arbeitsdirektor der Zeche Auguste Victoria
- Hermann Richarz (1911–2007), Vorsitzender der IG Chemie
- Gisela Bueren (1925–2013), Ratsmitglied und Förderin zahlreicher Vereine
- Lord Yehudi Menuhin (1916–1999), Geiger, Bratschist, Dirigent, Unterstützter der Philharmonia Hungarica
- Julie Kolb (1912–2009), langjährige Vorsitzende der Arbeiterwohlfahrt Marl
- Hans-Josef Overbeck (1930–2011), Kreislandwirt und langjähriger Vorsitzender des Aufsichtsrates der Volksbank Marl
- Hubert Schulte-Kemper (* 1946), Bankdirektor, Unternehmer und langjähriges Ratsmitglied (CDU), Förderer der Philharmonia Hungarica
- Gisela Brauckmann (1929–2018), langjähriges Ratsmitglied (SPD), stellvertretende Bürgermeisterin von 1989–1994
- Frederico Engel (1925–2019), Vorsitzender der Engel-Stiftung
- Manfred Degen (1939–2022), Diplompädagoge und langjähriger NRW-Landtagsabgeordneter
- Brigitte Kluth (* 1953), Stifterin und Förderin der Musik